# Apollo-program
Kis lépés egy embernek, de hatalmas ugrás az emberiségnek.

Az Apollo-program jelvénye

Az Apollo-program az Egyesült Államok második – a hosszas előkészítő fázisa miatt a repülések sorrendjét tekintve harmadik – emberek részvételével végrehajtott űrprogramja volt, amely 1961 és 1972 között zajlott. A program célja kettős volt: a fő célként az ember Holdra juttatása fogalmazódott meg, mögöttes politikai célként pedig a hidegháború által életre hívott űrversenyben az USA vesztes pozíciójának megfordítása, a nemzeti presztízs helyreállítása volt a célkitűzés.
A holdprogram hivatalos bejelentése 1961. május 25-én John F. Kennedy elnök kongresszusi beszédében történt, ezt tekintjük az Apollo-program hivatalos kezdetének. A beszédben Kennedy 9 éves határidőt tűzött ki a program megvalósításra. A célt 1969. július 21-én, az Apollo–11 űrhajósainak, Neil Armstrongnak és Buzz Aldrinnak  a Holdra lépésével sikerült teljesíteni. Őket még további öt űrhajóspáros követte, így összesen hat sikeres holdra szállást teljesítettek a NASA űrhajósai. Armstrongék holdra szállását négy, űrhajósokkal végrehajtott tesztrepülés előzte meg, míg egy sikertelen holdutazás is része volt a programnak. A repülések mellett egy tragédia is beárnyékolta az Apollo-programot, az első tesztrepülés előtti előkészületek közben három űrhajós, Gus Grissom, Ed White és Roger Chaffee halt meg az űrkabinjukban kitört tűz következtében.
A repüléseket egy speciális űrhajórendszerrel hajtották végre, amely az Apollo típusú űrhajóból és a holdra szállás kulcsának számító holdkompból állt, hordozóeszközként pedig szintén speciálisan a feladathoz tervezett Saturn V és Saturn IB rakétákat használtak. A program hardverét később sikerrel alkalmazták más űrkutatási programokban is, így a Skylab-programban és az Szojuz–Apollo repülésen is.
A program 1972-ben fejeződött be, azóta egyetlen embert szállító űrhajó sem hagyta el az alacsony Föld körüli pályát. Az űrhajósok által visszahozott kőzetminták és a kihelyezett műszerek mérései forradalmi változásokat hoztak a Naprendszer történetének, kialakulásának megismerésében, a Föld-Hold rendszer fejlődéstörténetének ismereteiben.
Az Egyesült Államok az Apollo-programra több mint 19,5 milliárd dollárt költött.

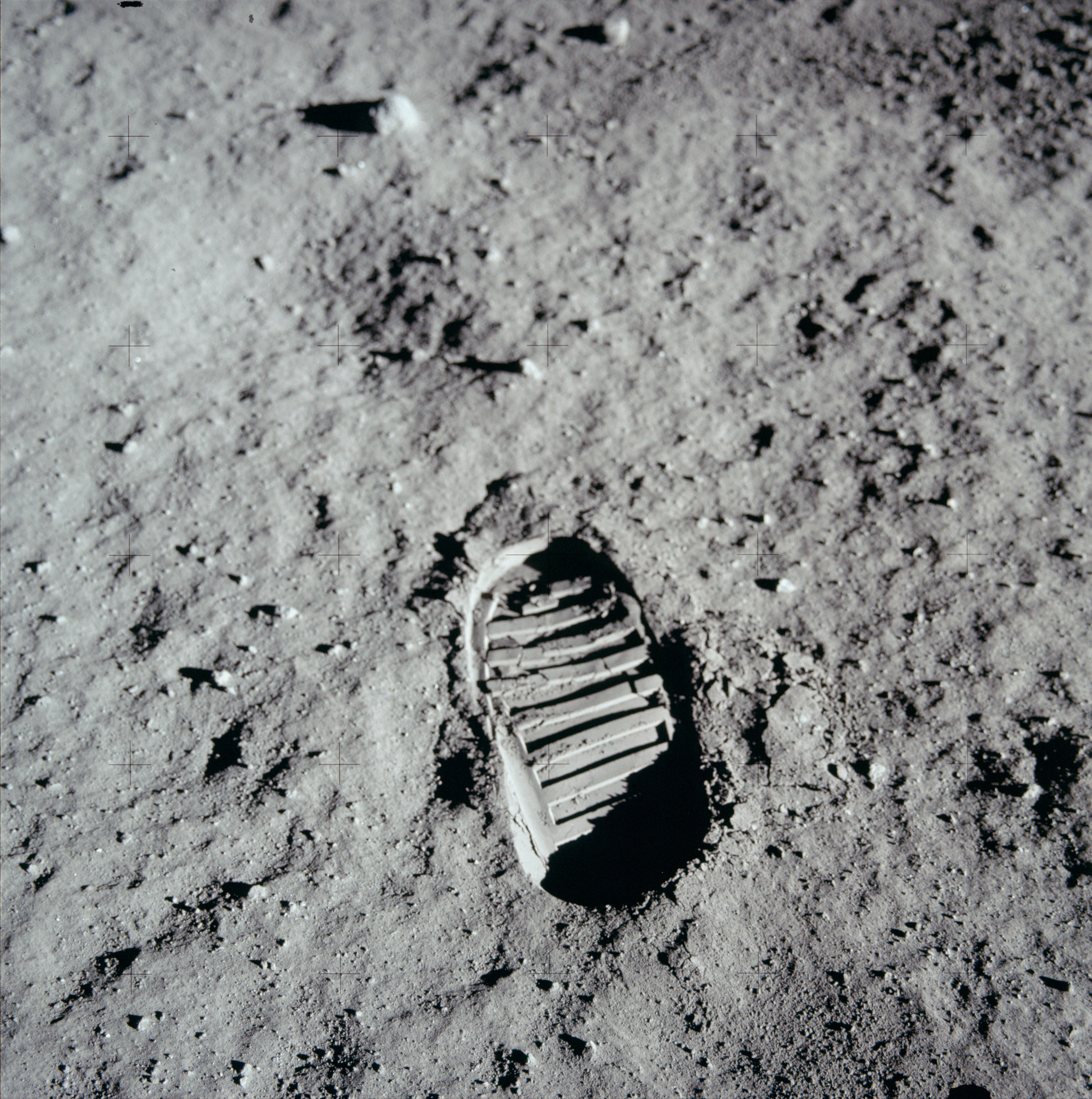
Egy emblematikus kép: Buzz Aldrin lábnyoma a Holdon (Apollo–11)

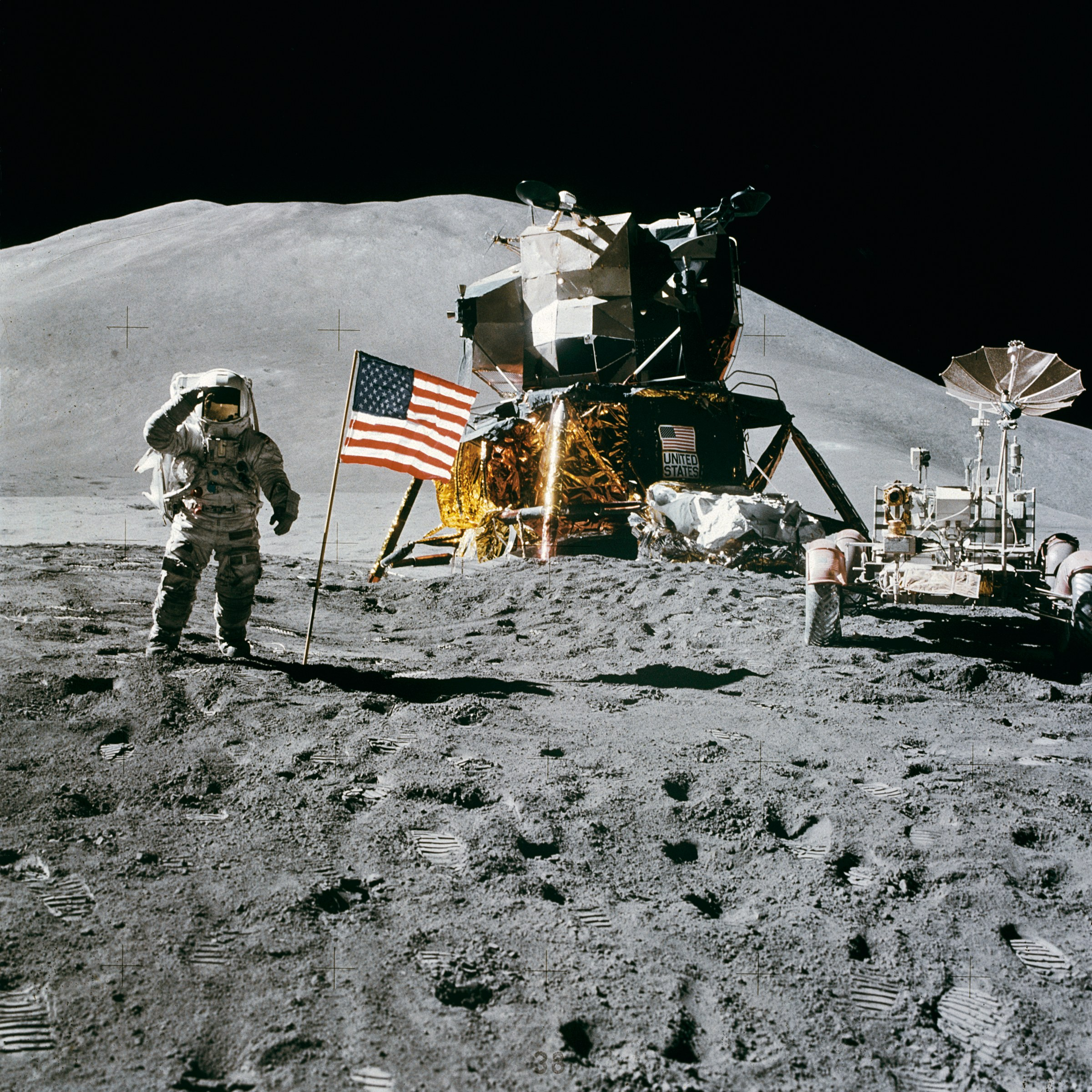
Egy másik emblematikus kép: a teljes holdra szálló hardver Jim Irwinnel (Apollo–15)

## Előzmények

### Korai elképzelések

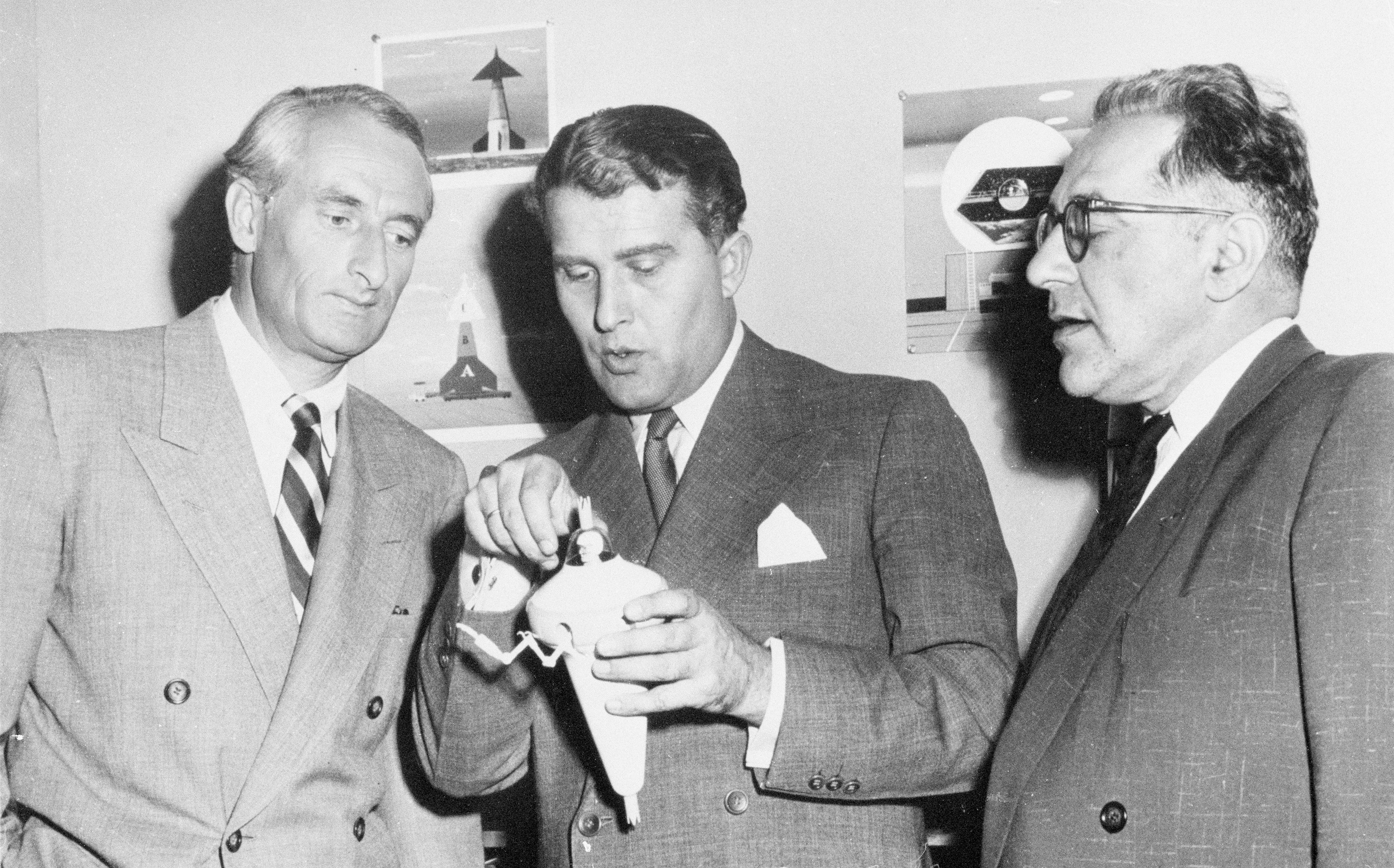
Heinz Haber, Wernher von Braun és Willy Ley (1954)

Röviddel Konsztantyin Ciolkovszkij rakétaelvet megalkotó munkáinak publikálása után megjelentek az első elképzelések a világűr, azon belül pedig a legkézenfekvőbb cél, a Hold elérésére. Ezek közül a később legértékesebbnek bizonyult elképzelés Jurij Kondratyuk munkája volt, aki az anyaűrhajó/holdkomp rendszerű holdra szállás elméleti alapjait fektette le. Fantasztikus elképzelésekben később sem volt hiány, ilyen volt a három legkomplexebb ismeretekkel rendelkező tudós, Wernher von Braun rakétamérnök, Fred Whiplle és Willy Ley csillagászok publikációja a Holdutazás megvalósításáról a Colier's magazinban, ami utópiának tűnt az 1950-es évek elején. Ebben az elképzelésben 15 űrhajós utazott volna, három óriási űrhajóval, amelyeket Föld körüli pályán szereltek volna össze, majd töltöttek volna fel üzemanyaggal. A háromból az egyik teherűrhajó lett volna, aminek célja pusztán a visszaútra szükséges üzemanyag szállítása lett volna. A leszállás után 6 hétig lettek volna az űrhajósok a Hold felszínén, napfelkeltétől kezdve egészen a következő – négy földi hétig tartó – nappal végéig. A kiürült üzemanyagtartályok hengereit lakómodulokká lehetett volna alakítani, egyfajta Hold-bázist létrehozva. Az építkezést daruk, és egy tíztonnás traktor (amit a későbbi felfedező utak járműveként is lehetett volna használni) könnyítette volna meg. Ennek az elképzelésnek a megvalósításához több száz tonna anyagot kellett volna megmozgatni, mindezt abban az időben, amikor az 1 tonnás Mercury-űrkabint sem tudták biztonságosan Föld körüli pályára állítani.

### Közvetlen előzmények

#### „Szputnyik-krízis”
A hidegháború két egymással vetekedő nagyhatalma az 1950-es évek végén, a nemzetközi geofizikai év tudományos kísérlet- és rendezvénysorozatában találta meg azt az új területet, ahol kiterjeszthetik a technológiai versengésüket: az Egyesült Államok és a Szovjetunió egyaránt a világűrbe kívánta juttatni a maga űreszközét. A cél a másik fél fölötti technológiai fennhatóság bizonyítása volt. A versenyt a szovjetek nyerték, amikor 1957. október 4-én sikerrel juttatták az űrbe az addig titokban fejlesztett rakétájukkal a Szputnyik–1-et. Az USA-ban ezt szinte háborús hadüzenetként értelmezték (a szovjetek érdemi üzenete a műhold Föld körüli pályára állításával az volt: ha körbe tudunk juttatni a Földön egy tárgyat, akkor a Föld bármely pontját elérhetjük, bármely pontját képesek vagyunk bombázni).
Az USA vezetése elfogadta a szovjet kihívást és koncentrált erőfeszítést tett az űrteljesítmények területén az ellenfél előnyének behozására. E cél elérésére létrehozták a NASA-t, amely az összes korábban létrehozott repülési és űrhajózási kísérleti műhelyt vonta egy szervezetbe, hogy az erőket egyesítve minél hatékonyabban érjék el a kitűzött célt.

#### Gagarin repülése
A Szputnyikkal beindult űrverseny a szovjetek világraszóló eredményeivel indult és első igazi csúcspontjára 1961. április 12-én jutott, amikor Jurij Gagarin a Vosztok–1 fedélzetén az első emberként eljutott az űrbe és egy Föld körüli fordulatot tett. Ezt megelőzően az USA-ban komoly propaganda zajlott, hogy a szovjet előnyt mindenképpen behozza a NASA és az első ember, aki az űrbe jut, már nem orosz, hanem amerikai lesz. Erre jött hidegzuhanyként Gagarin repülése, akinek elsősége a Szputnyikéhoz hasonló vereség-hangulatot és visszavágási vágyat keltett az amerikai közvéleményben.
A vereség azonban már nem érte teljesen készületlenül az újonnan hivatalba lépett Kennedy-adminisztrációt. Az új elnök már korábban megbízta a NASA-t, valamint tudományos tanácsadóit és a műszaki haladásért (is) felelős alelnökét, Lyndon B. Johnson-t, hogy találjanak olyan programokat, amelyekkel a szovjeteknek elébe vághatnak. Az elképzelések szerint olyan programra volt szükség, amely jelentőségével és technikai kihívásával annullálja a szovjet teljesítmények értékét és egyértelműen vezető hatalommá teszi a végrehajtóját, illetve amelyben a Szovjetunió bizonyosan nem rendelkezik még előnnyel. Két lehetséges változatot találtak a szakértők: egy hatalmas űrállomás építését és a holdra szállást. Kennedy a merészebb tervet, a holdra szállást választotta.

#### A bejelentés

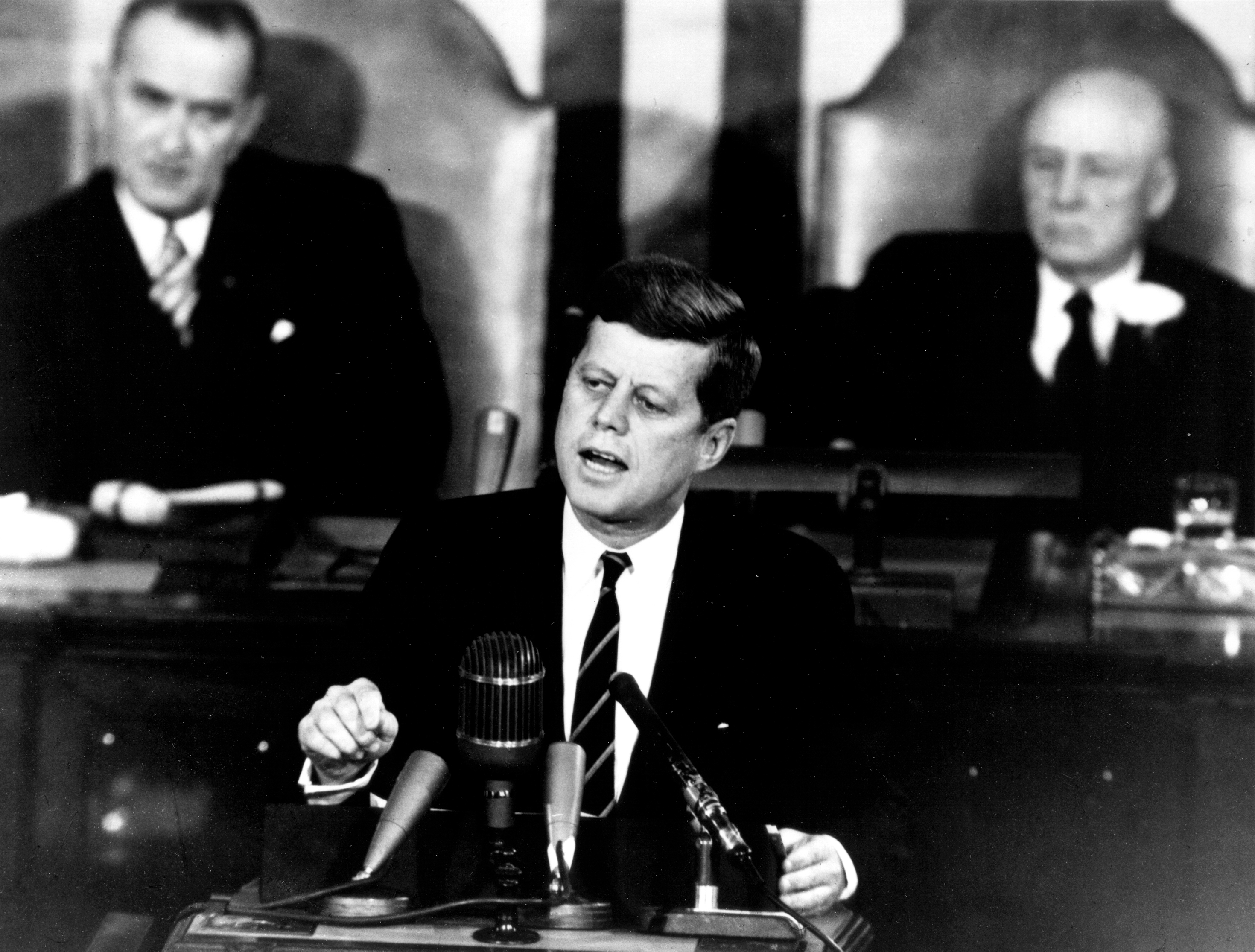
John F. Kennedy a Kongresszus előtt 1961. május 25-én mondott beszéde közben, amikor bejelenti az Apollo-programot

A Gagarin-repülésre a NASA hamar választ adott, 1961. május 5-én felbocsátotta Alan Shepardet a Mercury-program első űrhajóssal végrehajtott repülésén az űrbe. A Freedom 7 sikerével a tarsolyában John F. Kennedy amerikai elnök 1961. május 25-én állt a Kongresszus elé és hirdette meg a holdra szállási programot:
Először is hiszem, hogy e nemzetnek el kell köteleznie magát amellett, hogy még az évtized vége előtt embert juttat a Holdra, és onnan biztonságban vissza is hozza a Földre. E korszak semelyik más űrprogramja sem lesz nagyobb hatással az emberiségre, vagy sokkal fontosabb a távoli űr felfedezése során; és egyik megvalósítása sem lesz ilyen nehéz vagy költséges.
Kennedy felhívása – és természetesen a közvélemény tapintható nyomása – oly erőteljes volt, hogy az amerikai honatyák a nemzeti prioritások élére emelték a holdprogramot és „biankó csekket” adtak a NASA kezébe, azaz nem szabtak határt a cél megvalósításához szükséges pénzeszközök felhasználásának. Ugyanakkor a program a bejelentésekor inkább számított egy politikai „mutatványnak”, mintsem tudományos kezdeményezésnek, az Ember Holdra juttatásának ideája pusztán politikai, nagyhatalmi megfontolásokból válhatott megvalósíthatóvá.

## A fejlesztések fázisa

### A holdra szállás módozatai és a győztes LOR koncepció

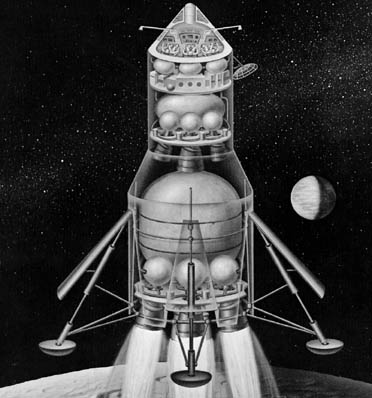
Korai koncepciórajz 1961-ből a közvetlen leszállás teóriához kapcsolódóan

A Kennedy-beszéd utáni első tisztázandó kérdés a terv megvalósításának mikéntje volt, az elnök ugyanis úgy jelentette be a programot, hogy még nem léteztek számítások, sőt kiforrott elképzelések sem hogyan lehet eljutni a Holdra. A gondolkodás nem csak a NASA-n belül folyt, hanem egyetemek tudományos kutatóműhelyeiben, illetve a NASA beszállító cégeinél is, így egyfajta spontán brainstorming indult.
Az első elképzelés a közvetlen leszállás teóriája volt, amely szerint a holdexpedíció egy nagy rakétával felszáll a Földről, elnavigál a Holdig, ott leszáll, majd a kutatómunka elvégzése után újra felszáll a Holdról és hazatér a Földre. Ez a legegyszerűbb megvalósítási terv volt, ám két fontos buktatót is tartalmazott: a tömegproblémát és a holdi start problémáját. Ez a megvalósítási mód óriási tömegeket kellett volna megmozgasson (űrhajók szerkezeti tömege, az ellátmány, és a legnagyobb tétel, a hajtóanyag). Egyrészt egész egyszerűen nem állt rendelkezésre olyan hordozóeszköz – és a kitűzött 9 éves határidőn belül nem is tűnt megvalósíthatónak a kifejlesztése –, amely képes lett volna egy ilyen expedíció Holdra juttatására. Másrészt ha sikerült is volna megvalósítani egy megfelelő hordozórakétát, a hazafelé induláskor nagyjából egy akkora rakéta startjával kellett volna számolni, mint a Mercury-program Atlas rakétái. Egy ilyen méretű eszköz indítása itt a Földön is kiterjedt és jól kiépített infrastruktúrát, valamint nagy létszámú támogató személyzetet kíván, ami odafönn egyszerűen nem állt volna rendelkezésre. Az elképzelést hamar elvetették, mindössze a követelményrendszer maradt fenn, Nova rakéta néven.
A közvetlen leszállás hordozóeszköz problémáinak áthidalására született Wernher von Braun terve az EOR koncepció. Az EOR (Earth Orbit Rendezvous – Randevú Föld körüli Pályán) lényege az volt, hogy mivel nem áll rendelkezésre elég erős rakéta, az expedíció eszközeit több kisebb rakétával kell feljuttatni, majd Föld körüli parkolópályára állva a világűrben összeszerelni. Az így összedokkolgatott holdűrhajóval aztán el lehet jutni a Holdra, leszállni, majd a felfedezések után felszállni és hazatérni. A terv alapja a Wernher von Braun szellemi műhelyében már születőfélben levő Saturn I rakéta volt. Ám ez a terv is csak az egyik fő problémára tudott választ adni, a tömegproblémára, a holdi start nehézségeit ez sem volt képes kiküszöbölni.
A különböző szellemi műhelyekben folyó munka termelte ki a végül győztes alternatívát, így a megoldás a NASA-n kívülről jött. A Chance-Vought repülőgépgyár egyik mérnöke, Tom Dolan talált rá Jurij Kondratyuk 1914-es tanulmányára, amely a holdűrhajó részegységekre bontását javasolta, valamint azt, hogy a holdfelszínre ne az egész űrhajó, hanem csak egy, a le- és felszállásra alkalmas kisebb egysége, egy valamiféle holdkomp szálljon le. Ezzel a metódussal megtakarítható volt az űrhajó tömegének legnagyobb részét kitevő üzemanyag jó része, hiszen az űrhajóegységek mozgatásához (fékezéséhez, gyorsításához), kevesebb üzemanyag kellett a kisebb méretek miatt, illetve a méretek pontosan a kevesebb hordozandó üzemanyag – kevesebb és kisebb tartály – miatt is lehettek kisebbek.
Tom Dolan benyújtotta az elképzelést a NASA-hoz, ahol az a LOR koncepció (Lunar Orbit Rendezvous – Hold körüli pályán végrehajtott randevú) nevet kapta annak alapján, hogy a művelet kulcsa a holdi leszállóegység és az anyaűrhajó közötti randevú volt, amelynek Hold körüli pályán kellett megtörténnie. A NASA kezdetben hallani sem akart a tervről, lévén túl kockázatosnak tartott egy Hold körüli randevút távol mindenféle mentési potenciáltól (a terv felmerülésének idején még éppen csak John Glenn Föld körüli pályára állítását voltak képesek megoldani az amerikaiak). A LOR elfogadtatásának élére egy John C. Houbolt nevű NASA mérnök állt, aki olyan vehemensen propagálta az űrhivatal vezetőségének a koncepciót, hogy még az állását is kockára tette. Hosszas alkudozás után a vezetőség végül elfogadta, hogy a Hold körüli randevú semmivel sem kockázatosabb, mint a holdi felszállás egy hatalmas rakétával, viszont cserébe drasztikusan csökkenthető a felbocsátandó tömeg. A tömeg csökkenése akkora volt, hogy a leendő holdexpedíció feljuttatandó tömege lassan kompatibilis lett egy, a von Braun-féle rakétaműhelyben tervezés alatt álló óriásrakéta kapacitásával. Ennek az egy rakétának a kifejlesztése pedig passzolt a rendelkezésre álló időkerethez (szemben a Nova rakétával, vagy az EOR tucatnyi szimultán indítást – ergo tucatnyi komplett óriás indítóállást – igénylő tervével), az így összeálló kép végül a LOR győzelmét rajzolta ki.

### Rakétafejlesztések

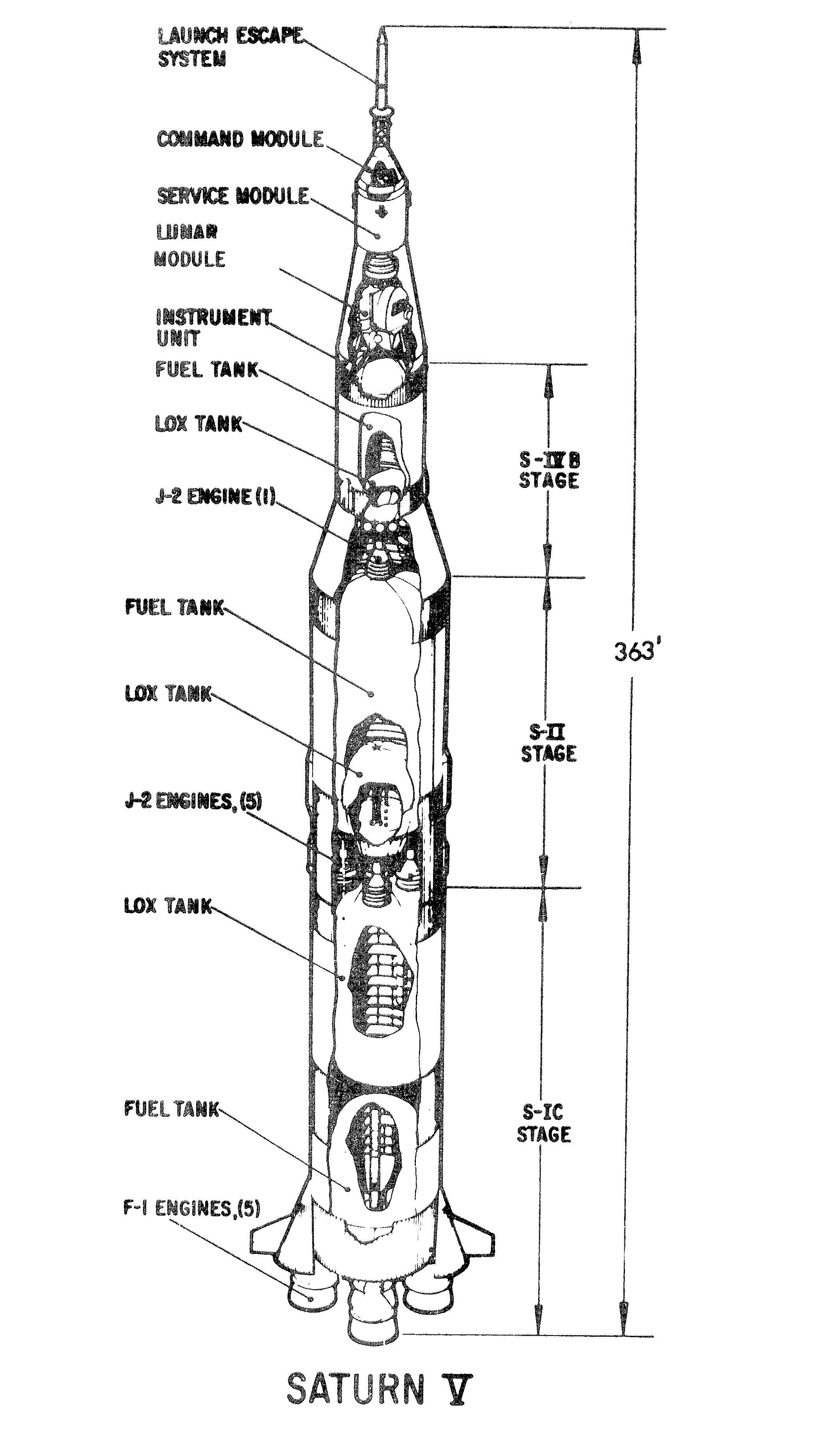
A Saturn V rakéta vázlatos rajza az Apollo–6 korabeli sajtóanyagában

A holdprogram kulcsa egy megfelelő kapacitású hordozóeszköz léte volt. A rakétafejlesztés pedig a hadsereg privilégiuma volt a második világháború után Amerikában. Még az űrprogramoktól és a NASA-tól függetlenül 1957-ben felmerült a katonai igény nagy teherbírású hordozóeszközök iránt, mivel a Pentagon különböző nagy tömegű atom robbanótöltetek célba juttatását vette tervbe. A projektet az ARPA (Advanced Research Projects Agency – Korszerű Kutatási Programok Ügynöksége), rakétafejlesztésekkel foglalkozó kormányhivatal indította és a technikai megvalósítást az ABMA (Army Ballistic Missile Agency – a Hadsereg Ballisztikus Rakéta Ügynöksége) kapta feladatul. Ez utóbbi ügynökség műszaki vezetője Wernher von Braun volt és a szakembergárda gerincét a von Braun köré szerveződő, a Német Harmadik Birodalom rakétafejlesztéseit végző, a második világháború végén magukat az Egyesült Államok hadseregének megadó mérnökcsoport képezte. Ez a csoport számos rakéta megalkotása után a nehézrakéta projekthez létrehozta a Saturn I hordozórakétát. A Saturn I furcsa módon mire elkészült, már nem kellett a Pentagonnak a nukleáris robbanótöltetek drasztikus súlycsökkenése miatt, ezért a projektet 1960 nyarán teljes egészében átadták a NASA-nak, űralkalmazásra.
A NASA a Saturn I-gyel egy nagyjából 20 tonna terhet Föld körüli pályára juttatni képes eszközhöz jutott, amellyel már nagyobb űrhajókat/űrszondákat lett volna képes pályára állítani, azonban a holdprogram igénye egy még nagyobb teljesítményű hordozóeszközt kívánt meg, amelynek fejlesztését Nova néven szintén a német rakétamérnök-csoporttól várták. Wernher von Braun a Saturn I továbbfejlesztésével kezdte a munkát, megalkotva a Saturn IB-t, egy 10%-kal nagyobb kapacitású rakétát. A Saturn IB megnövelt tolóerejével már alkalmas volt a közben kifejlesztett bármelyik Apollo űrhajóegység Föld körüli pályára állítására, azaz az űrhajórendszer egyes egységeinek berepülését már el lehetett végezni.
A Saturn I és IB technológiai előfutára volt egy még nagyobb tolóerejű eszköznek, a Saturn V óriásrakétának. A kis rakétákon von Braun kipróbálta a szovjetek által is alkalmazott „több hajtóművet egy fokozatba” rakétaépítési elvet, valamint sikerrel házasította a kerozin és cseppfolyós oxigén hajtotta első, valamint az oxigén és hidrogén hajtotta második fokozatot. A Saturn V születésének kulcsa pedig a von Braun által tervezett F1 kerozin/oxigén rakétahajtómű és a dr. Abe Silverstein műhelyében készült J-2 hidrogén/oxigén hajtómű megszületése volt. Az új hajtóművek minőségi ugrást jelentettek az elődökhöz képest (az F1 egyetlen példánya szolgáltatott például akkora tolóerőt, mint az előd Saturn I teljes, nyolc hajtóműves első fokozata), és összességében mesés, 140 tonnás Föld körüli pályás, 48 tonnás holdi hasznos tömeg kapacitást biztosítottak. Ez azt jelentette, hogy az anyaűrhajó/holdkomp felállású, LOR-t alkalmazó holdexpedíció űrhajói egyetlen rakétával felbocsáthatókká váltak.

### Űrhajófejlesztések
A LOR koncepció meghatározta a holdűrhajóval kapcsolatos követelményeket. Szükség volt egy nagyobb űrhajóegységre, amelyben az oda- és visszautat teheti meg a legénység. Emellett kellett egy másik űrhajó, amely a leszállást hajtja végre és odalenn lakóegységül szolgál.

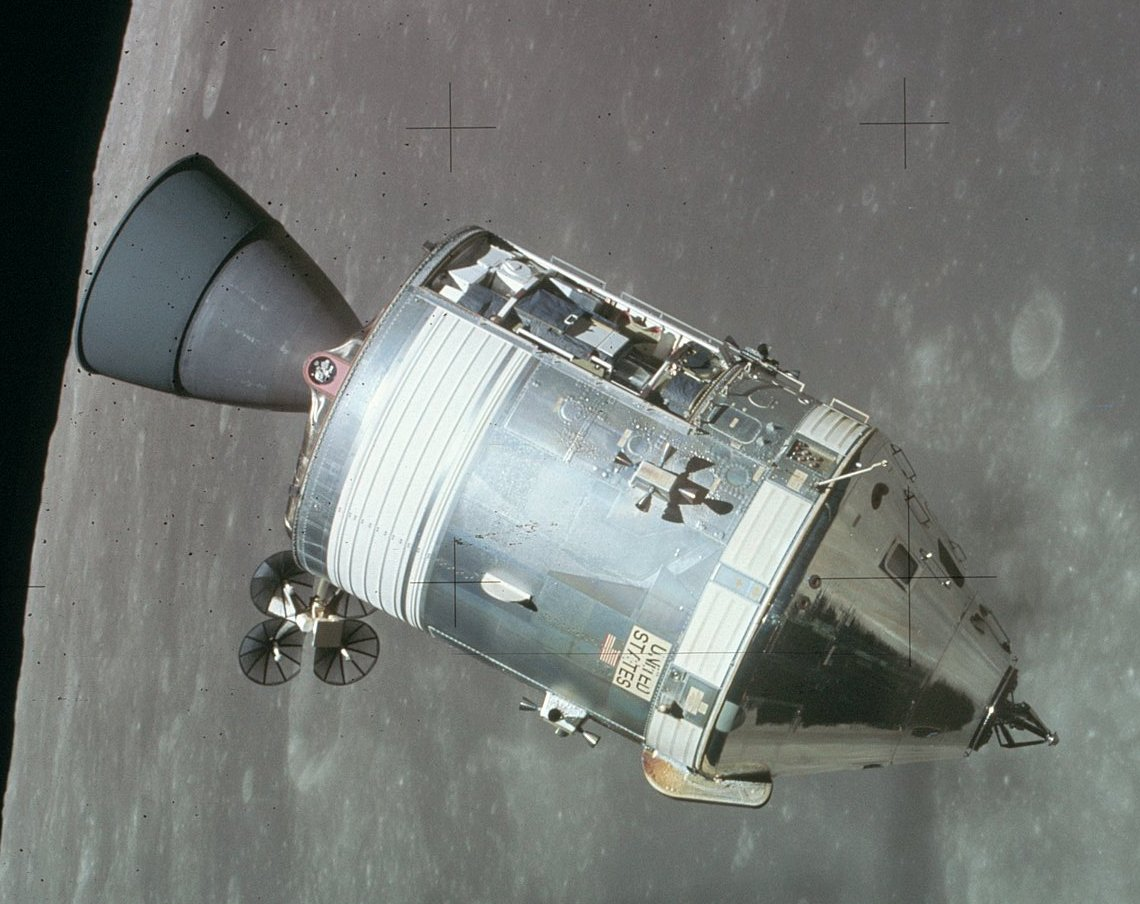
Az Apollo űrhajórendszer parancsnoki és műszaki egysége Hold körüli pályán (Apollo–15)

A holdra szállásos koncepció nem határozta meg hány embert kell feljuttatni egy holdra szálláshoz. Különböző tervek után végül a háromfős személyzet mellett döntöttek: két fő száll le a felszínre és egy harmadik fenn marad az anyaűrhajóval (az egyfős leszállást nem tartották elég biztonságosnak, két fő esetén a társ a bajba jutott űrhajós segítségére tudott sietni és a holdkomp irányításával kapcsolatos feladatokat is meg lehetett osztani, csökkentve a pszichés terhelést). Ennek a koncepciónak megfelelően az űrhivatal egy háromszemélyes anyaűrhajó fejlesztésébe fogott. Meglepő módon külső partnerként nem a már két űrhajóval (Mercury és Gemini) tapasztalatot szerzett McDonnell Aircraft repülőgépgyárat, hanem egy új céget, a North American-t vonták be.
Az űrhajó végül a Gemini kialakítását követte, két fő részből állt össze: a parancsnoki egységből és a műszaki egységből. A parancsnoki egység tulajdonképpen a legénységi kabint jelentette, amelyben csak a személyzet elhelyezését és az életkörülményeket fenntartó berendezéseket, valamint a navigációs műszereket helyezték el. Ez az egység volt az, amely a Földre való visszatéréskor egyedüliként visszajutott a légkörön át a leszállóhelyre, ezért külsején hőpajzsot helyeztek el, valamint az orrkúpjában a légköri fékezéshez szükséges ejtőernyőket.
A műszaki egység fogadta magába a küldetés teljesítéséhez szükséges hajtóműveket, hajtóanyagot és az űrhajó ellátásához szükséges egyéb anyagokat (oxigén, hidrogén), berendezéseket (az áramot előállító tüzelőanyag cella, rádióantenna, stb.). Ez az egység nem tért vissza Földre, hanem elégett a légkörbe lépéskor. A későbbi expedíciókon egy műszerrekeszt is kialakítottak benne, amellyel a társaira váró parancsnokimodul-pilóta globális megfigyeléseket végezhetett Hold körüli pályáról. Az egység főhajtóművével végezték el a Hold körüli pályára állást és a hazainduláskor a keringésből való kigyorsítást, valamint a nagyobb pályakorrekciókat, a kisebb mozgásokhoz a hajó hengerpalástján 90°-onként elhelyezett kormányhajtóműveket használták. A parancsnoki és műszaki egység tömege feltöltött állapotban 30 tonnát nyomott.

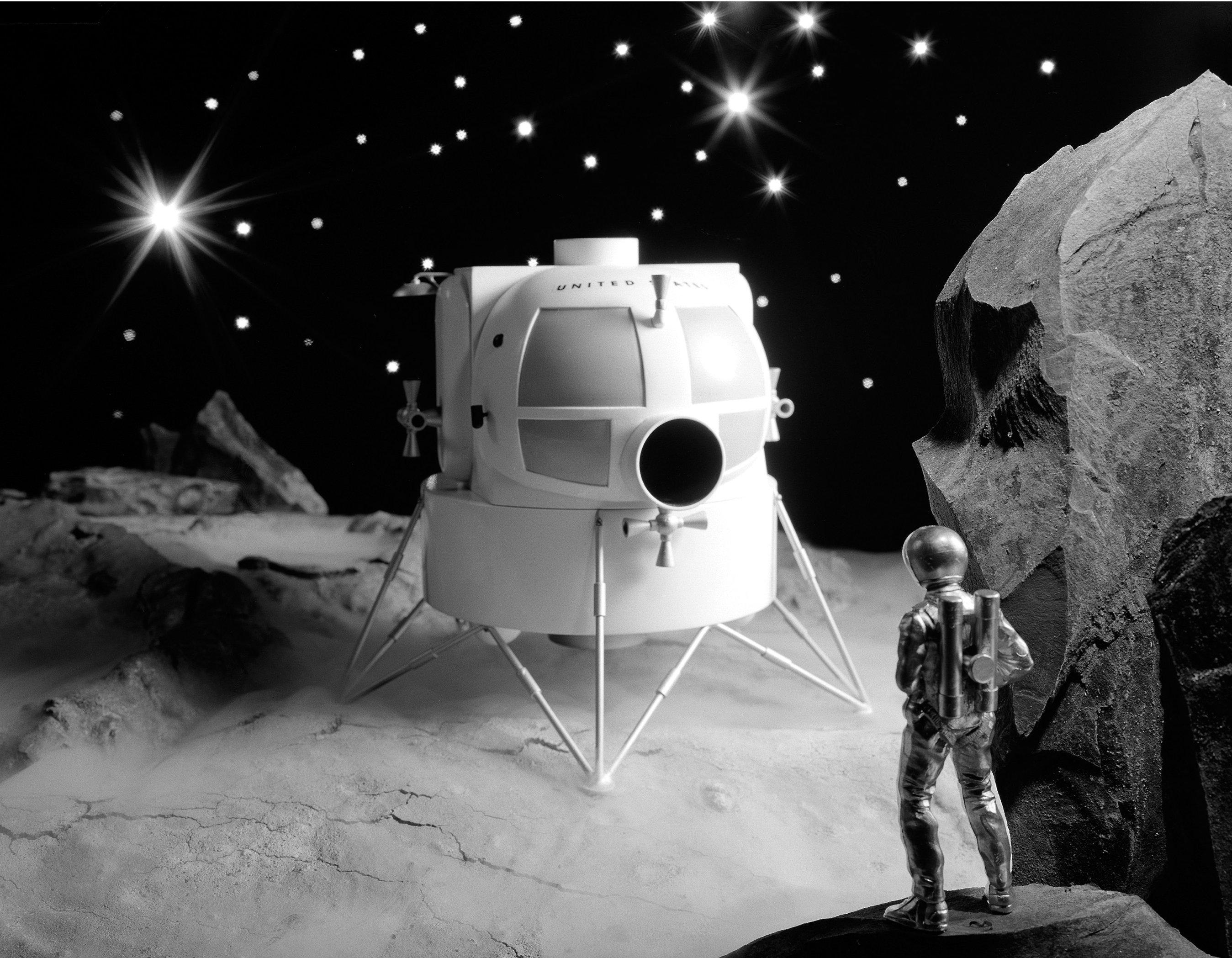
A Holdkomp egy korai terve 1963-ból

A holdi leszállóegység a LOR szülötte volt. A követelmények egy olyan űrhajóról szóltak, amely képes két ember lejuttatására a holdfelszínre és különösebb infrastruktúra nélkül képes felszállni onnan, valamint a felszíni tartózkodás maximum 24-36 órája alatt lakhelyül szolgál – és természetesen ehhez való készletekkel rendelkezik – két ember számára. A fejlesztési és építési munkával a Grumman repülőgépgyárat bízták meg.
A le- és felszállás követelménye miatt itt is két külön egységből álló rendszert terveztek. A holdkomp alsó része az úgynevezett leszállófokozat volt, egy négy lábbal ellátott csövekből összeállított doboz, amelynek belsejébe építették a leszálló hajtóművet és a működéshez szükséges hajtó és oxidáló anyagot. Itt kapott még helyet egy kisebb tárolótér, amelyben a holdra kihelyezendő műszereket, szerszámokat tartották, valamint néhány cserealkatrészt. A leszállófokozat testéhez négy lábat rögzítettek, amelyek a földi startkor még összehajtogatott állapotban voltak, később a repülés során az űrben rögzítették kiterjesztett állapotban. A lábak nagy kerek leszállótalpakban végződtek, amelyek a felszíni talajterhelés csökkentését szolgálták, a szárak pedig teleszkóposan összecsúsztak a leszálláskor, ezzel tompítva a leérkezés erejét.
A felszállófokozat volt az egész űrhajórendszer legkisebb önálló műveletekre képes egysége. Ebbe foglalták bele a legénységi kabint és a felszálláshoz szükséges hajtóművet, valamint hajtó- és oxidálóanyagot. A kabin mérete rendkívül kicsi volt, térfogata valamivel több mint 6,5 m³ volt; nagyjából mint két összetolt telefonfülke. A tömegtakarékosság miatt még ülést sem helyeztek el benne, az űrhajósok állva vezették. A holdsétához beöltözött (a hátizsákot is magukon viselő) űrhajósok gyakorlatilag már mozdulni sem tudtak benne. A feltöltött holdkomp tömege 15 tonna körül volt."

### Infrastrukturális fejlesztések
A rakéták és űrhajók mellett a NASA-nak a felbocsátás további eszközrendszerét (indítóállások, kiszolgáló létesítmények, szállítóeszközök) is meg kellett teremtenie. Legelőször is az indítások helyszínéről kellett dönteni, mivel egyetlen addigi indítóállás sem volt alkalmas a tervekben szereplő óriásrakéták felbocsátására. Bármilyen űrrakéta startjára az Egyenlítőhöz minél közelebb eső helyszín a legalkalmasabb, ezért a NASA ilyet keresett, ám csak olyat találtak, amely logisztikai szempontból elfogadhatatlan volt, így a keresés végül kikötött Cape Canaveralen, a meglévő Légierőbázis és NASA indítóállás sor mellett, a mocsárban fekvő területeknél. A területen a NASA három indítóállás, egy összeszerelő csarnok, a szükséges anyagok (üzemanyag, cseppfolyós oxigén, alkatrészek stb.) tárolására alkalmas létesítmények és több kilométer hosszú úthálózat létesítéséhez látott hozzá. Az egész beruházást az óriási túlbiztosítás jellemezte, mivel az USA komoly versenyre készült a szovjetekkel, amiben az egymás utáni küldetések párhuzamos előkészítésével számoltak. Az elképzelések szerint a verseny megnyeréséhez két hónapos időközökkel kellett időzíteni a felbocsátásokat.
A legfőbb infrastrukturális fejlesztés a 39-es számú indító komplexum létrehozása volt. Ebben az eredeti elképzelések szerint öt, egymástól 2,7 km-re álló indítóállást hoztak volna létre. Később a terveket háromra redukálták, amely még mindig elképesztő túlbiztosításnak számított. Végül az építés során csak két állás épült meg a 39A és a 39B jelű, ez utóbbit mindössze egyszer használtak a program során. Az indítóállás maga egy hatalmas betonteknő, amely a rajta álló rakéta lángsugarát oldalra vezeti, meggátolva, hogy a talajról visszapattanó gázsugár, vagy a hanghullámok kárt tegyenek a rakéta szerkezetében.

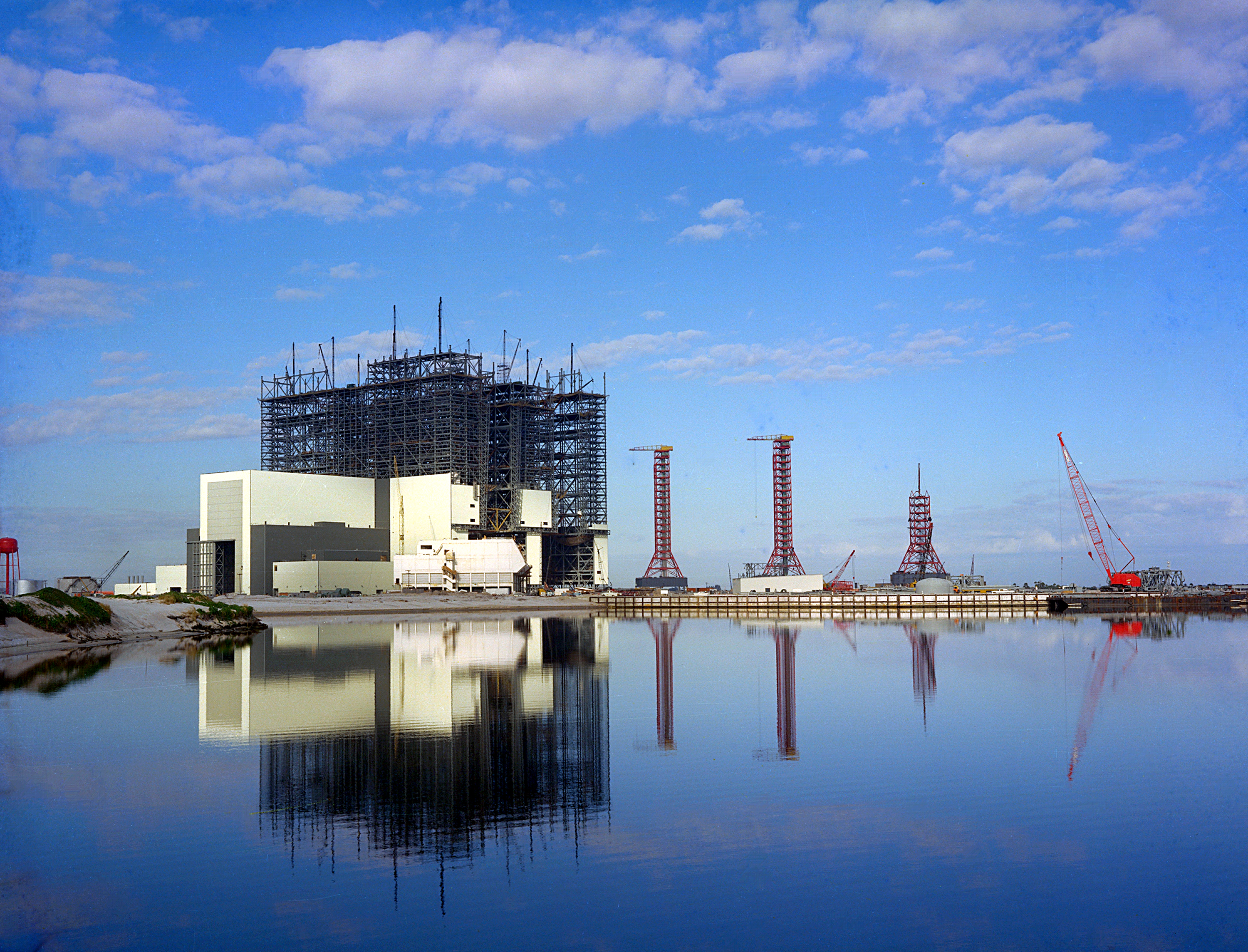
A VAB építése 1965 januárjában (a képen a csarnok mellett jobbra látható piros rácsszerkezetek két kész és egy épülőfélben levő Mobil Indítótorony)

A rakéták összeszerelésére egy külön épületet szántak, amely a különleges szerelési mód, a versengés miatt túlméretezés okán a világ egyik legnagyobb épülete lett. A NASA a korábbi rakétáit az indítóállásban szerelte készre, ezúttal viszont úgy döntött, az óriásrakétát nem teszi ki az időjárásnak és szerelőcsarnokot épít. A Saturn V összeszereléséhez az úgynevezett függőleges szerelési módot választották. Az összeszereléshez épült VAB-csarnokban egyszerre három Saturn V összeszerelése folyhatott. Az óriási kocka alakú épületben szerelőszinteket alakítottak ki, amelyeket szabadon lehet áthelyezni az éppen szerelés alatt levő rakéta igényeinek megfelelően, valamint számos különleges híddarut is elhelyeztek benne, amelyekkel centiméteres pontosságú műveleteket lehetett végezni az akár 135 tonnás egységekkel. Az épület méretei: 218,2 m hosszú, 157,9 m széles és 160 méter belmagasságú, alapterülete 32400 m².
Az összeszerelt rakétát a VAB-csarnokból az indítóállásig a Mobil Indítóállványon szállították. Ez az eszköz egy vízszintes – középen a szállított rakéta hajtóműveinél lyukas – acél platformból és egy vele egybeépített függőleges rácsszerkezetű toronyból áll. A rakéta építése már ezen a struktúrán kezdődött, ezen rögzítették úgynevezett szélcsavarokkal a rakétát, majd az így összeszerelt egységet egyben szállították ki az indítóálláshoz. Ott a torony különböző szintjein csápokkal csatlakoztak a rakétához, ezeken át vezették az ellátóvezetékeket (elektromosság, hajtóanyag, cseppfolyós oxigén, hélium stb.), amely betáplálás egészen a start előtti másodpercekig tartott. A torony legfelső szintjén, a felső ellátókaron kapott helyet egy kis helyiség (Fehér Szoba), ahonnan az űrhajósok közvetlenül az űrkabinba szállhattak. A torony belsejében lift működött, amely a működéshez szükséges egyéb anyagokat, valamint a kiszolgáló és repülő személyzet tagjait szállította. A start során az ellátócsápok elfordulva adtak utat a rakétának és vízelárasztással védték a szerkezetet a rakéta lángcsóvájától (mindemellett a védelem mellett is minden start után alapos felülvizsgálatra, karbantartásra szorult). Az állvány átalakított – rácsszerkezet nélküli – változata a Space Shuttle programban is folytatta pályafutását.
A Mobil Indítótorony mozgatását egy önállóan is járóképes szállítójárművel, a hernyótalpas rakétaszállítóval végezték. Az óriási, 40 méter hosszú és 35 méter széles jármű 2400 tonnát nyom, nyolc lánctalpon gördül (a jármű minden sarkában egy pár), amelynek 57 lánctalpszeme egyenként 900 kg-os. Összesen két darab épült és jelenleg ez(ek) a világ legnagyobb önjáró járműve(i). A szállítóeszköz egy különleges mérnöki alkotás, amely a Mobil Indítótorony és a rajta álló holdrakéta különösen precíz mozgatását végezte: a művelet kulcsa, hogy a rakéta mindig függőlegesen maradjon (a tűrés 1 fok volt). A függőlegességet a lánctalpak zsámolyainak hidraulikus kiegyenlítőivel lehet biztosítani (a felső platform magasságát 6,1 és 7,9 méter között lehetett állítani), még az indítóállás lejtőjén való felkapaszkodás közben is. A szállításhoz rakétaszállítóval a Mobil indítótorony alá manővereztek, majd hidraulika segítségével megemelték a tornyot és a hozzá rögzített rakétát, végül 1,6 km/h sebességgel (kilométerenként 350 liter üzemanyag felhasználása árán) elaraszoltak az indítóállásba. A járművek több mint 40 év szolgálat után még ma is üzemelnek, a Space Shuttle programban alkalmazzák őket az eredeti feladatkörükben.

### „Kisegítő” űrhajós programok

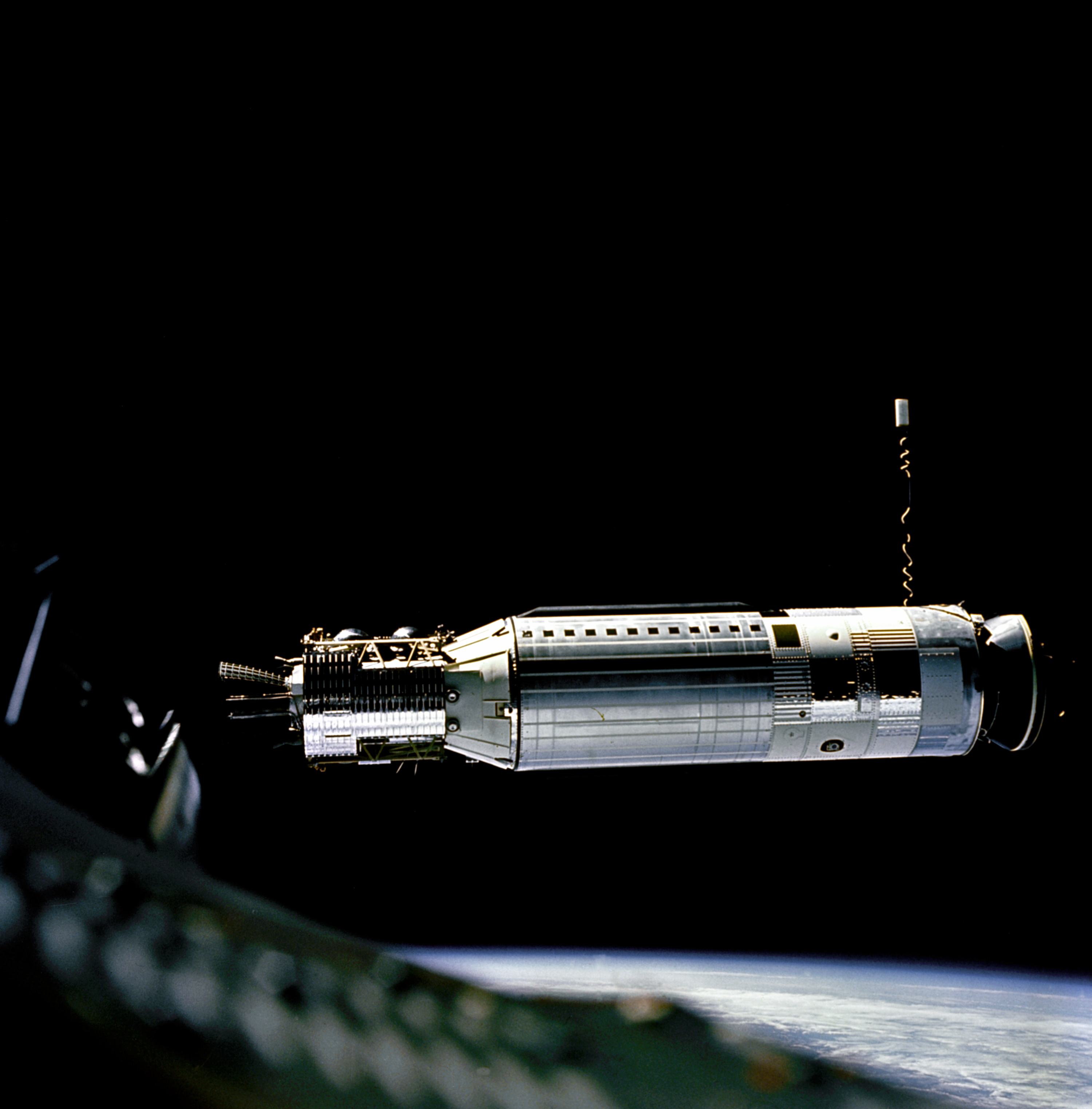
A Gemini–8 dokkolásra készül az Agena űrhajóval 1966. március 16-án

Kennedy bejelentése az Apollo-program elindításáról lényegében okafogyottá tette az éppen futó Mercury-programot, amelynek egy ember űrbe juttatása volt a célja, hisz Alan Shepard 1961. május 5-i szuborbitális repülésével még a kitűzött cél közelében sem járt a NASA, a feladat máris a Hold elérése volt. Azonban óriási szükség volt űrtapasztalatok szerzésére, ezért a Mercury-program hosszabb kifutást, több repülési lehetőséget kapott.
John Glenn repülésével előbb teljesítették a kitűzött célt, amerikai űrhajóst juttattak Föld körüli pályára, majd Scott Carpenter, Wally Schirra és Gordon Cooper repüléseivel egyre hosszabb küldetéseket teljesítettek, amivel saját – elsősorban orvosi – tapasztalatokat szereztek. (Korábban az orvosok feltételezése az volt, hogy az emberi szervezet nem tud megbirkózni az űrbeli körülményekkel, a súlytalansággal és az űrhajósok meghalnak odafenn. Ezt az állítást Gagarin repülése már megcáfolta, de további saját tapasztalatok kellettek.)
A holdra szálláshoz a Mercury tapasztalatai mellett még konkrétabb próbák is kellettek. Ahhoz, hogy ember állhasson a holdfelszínen, három alapvető dologra volt szükség:
- két űrhajó egymás mellé tudjon navigálni bárhol az űrben (űrrandevú)
- ugyanez a két űrhajó össze tudjon kapcsolódni (dokkolás)
- a holdi leszállás után az űrhajós ki tudjon szállni a világűr ember számára elviselhetetlen környezetébe, illetve egy esetleges vészhelyzetben a súlytalanság körülményei között át tudjon szállni egy másik űrhajóba az űrön át (űrséta)[33]

Mivel mindezekre egyáltalán nem volt tapasztalat, mindenképpen meg kellett szerezni azt, mielőtt belevágtak volna a holdprogram érdemi részébe. Viszont nem volt idő megvárni a holdutazás infrastruktúrájának (űrhajók, indítóállások) elkészültét, a fenti célok teljesíthetőségére előbb kellett válasz, ezért a Mercury technológiai alapjain egy új, kétszemélyes űrhajó fejlesztését és repültetését határozták el, amellyel az űrbeli navigáció és az űrséták begyakorolhatóak voltak.
1961. december 17-én a NASA bejelentette, hogy elindítja a Gemini-programot, amely egyértelműen az Apollo előkészítő programja volt. A Gemini-program összesen 9 repülést foglalt magában, amelyek keretében az űrhajósok sorra véve a kipróbálandó műveleteket, igazolták az űrséta, az űrrandevú és a dokkolás kivitelezhetőségét, valamint azt is szimulálták, hogy egy holdutazás időszükségletét (maximum két hetet) az emberi szervezet képes kibírni. Egyben a Gemini-program volt az, amelyben az USA először fordította meg az űrversenyt és vette át a vezetést az űrbeli teljesítményekben a Szovjetuniótól az első sikeres randevú és dokkolás teljesítésével.

### Űrszondás holdfelderítések

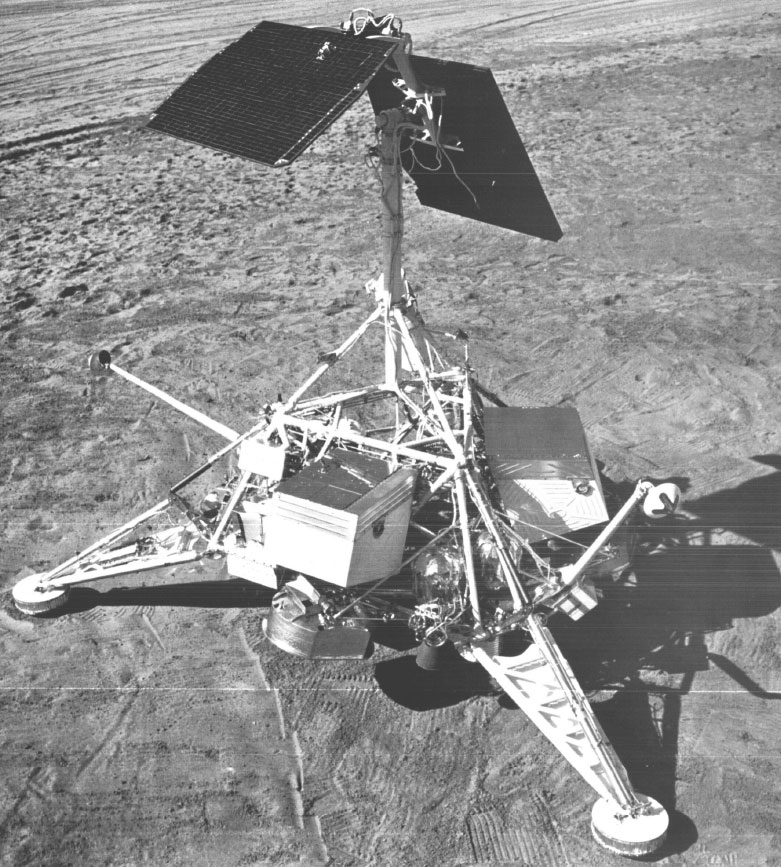
A Surveyor holdszonda leszállóegysége a földi kísérletek során

A holdra szálláshoz a szándék mellett több ismeretre is szükség volt a célpontról. A holdfelszínről a legjobb távcsövekkel is csak kilométeres nagyságrendű felbontással készülhettek felvételek, a leszállóhelyek részletes felderítésére űrszondákat kellett küldeni. A NASA két külön szondatípus feljuttatását határozta el. A Lunar Orbiter szondákat Hold körüli pályáról való fényképezésre, a Surveyor szondákat pedig felszíni leszállásra és a Hold testközelből való felderítésére küldték fel.
A Surveyor holdszondákat a holdi leszállás kivitelezhetőségének bizonyítására fejlesztették ki. Az előzetes tanulmányok szerint a Hold felszínét nagyon laza holdpornak kellett fednie és egy oda leszálló űrhajó akár el is süllyedhet ebben a porban. Mielőtt embert szállító űrhajót engedtek a felszínre, mindenképpen meg kellett bizonyosodni a leszállás lehetőségeiről és nemcsak az elsüllyedésről, hanem a szikla és kráterborítottságról is, amely borulásveszéllyel fenyegetett. A NASA összesen hét Surveyor szondát küldött a Holdra 1966 és 1968 között. Rögtön az első kísérlet sikerrel járt: 1966. június 2-án az Viharok Óceánján sima leszállást hajtott végre a Surveyor–1. A NASA számára csak az keltett csalódást, hogy a vetélytárs Szovjetunió négy hónappal korábban már sikerrel juttatott a holdfelszínre egy leszállóegységet, a Luna–9-et. A Surveyor–2 és Surveyor–4 sikertelen volt, rajtuk kívül összesen öt szonda ért le sértetlenül a holdfelszínre, kikövezve az utat az Apollo leszállások előtt. A szondasorozat repültetésének másodlagos célja is az Apollo-programot szolgálta, mivel a holdközi térségben való manőverezést, a szabad visszatérés pályájának (és egyéb más pályáknak) kipróbálását is ezekkel a szondákkal végezték el.

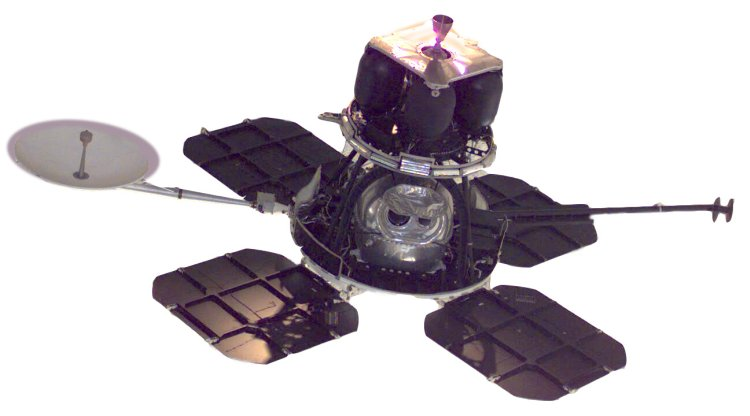
A Lunar Orbiter szonda

A Lunar Orbiter szondák szintén az Apollo űrhajók előfutárai voltak, sokkal komplexebb küldetéssel, mint a Surveyorok. A Lunar Orbitert a Hold körül keringő egységeknek szánták, az égitest teljes körű lefényképezését tűzve ki fő feladatul. Ehhez a szonda megkapta a Pentagon előző generációs kémműholdjainak kameráit, amelyekkel legalább 60 méteres felbontást lehetett elérni a Hold körüli pályáról (érdekesség, hogy bármennyire is a nemzeti prioritások élén álló program volt az Apollo, mégsem kaphatta meg az első vonalbeli – elvileg még jobb felbontást biztosító – technikát). A Lunar Orbiter sorozatban 1966 és 1967 között összesen 5 keringőegységet juttatott a NASA a Holdhoz, ezek mindegyike sikeres volt.
Az első három Lunar Orbiter feladata 20 előre meghatározott, potenciális Apollo leszállóhely feltérképezése volt, amelyeket földi távcsövekkel jelöltek ki. Ezeken a repüléseken a szondák a holdi egyenlítő szűk sávjában repültek, mivel a tervezett leszállóhelyek ebbe a sávba estek. Az utolsó két küldetésnél változtattak a tervezők a repülési profilon és poláris pályára állították a szondákat, így az egész holdgömböt le lehetett fényképezni. Ezzel a metódussal a holdfelszín 99%-át sikerült megörökíteni, komplett holdtérképet állíthatott össze a NASA. A térképező fényképezés mellett számos mellékfeladatot is ellátott a szondasorozat. Mérték az odaúton és a Hold környezetében a kozmikus sugárzást, amelyet az űrhajósok számára elviselhetőnek találtak. Aztán mikrometeorit gyűjtő érzékelőkkel megmérték a szabadon repkedő meteorok sűrűségét a Hold körüli pályán, amelyet a Föld környezeténél ritkábbnak, a holdközi térségnél viszont sűrűbbnek találtak (az űrhajósoknak tehát nem kellett ettől a veszélyforrástól sem tartania az átlagosnál jobban). A Lunar Orbiterekkel ellenőrizték a NASA követőantenna-hálózatát is. A program végeztével mind az öt egységet a Holdnak ütköztették, hogy később, az Apollo repülések idején nehogy veszélyt jelentsenek a Hold körüli pályán repülő űrhajókra.

## Tesztrepülések

### Előzetes tesztek
A kitűzött 9 éves határidő rövidsége miatt a NASA sokszor kénytelen volt eltérni az egyébként főszabályként alkalmazott „lépésről lépésre” fejlesztési filozófiától és az egyes részegységeket párhuzamosan fejlesztette, tesztelte.

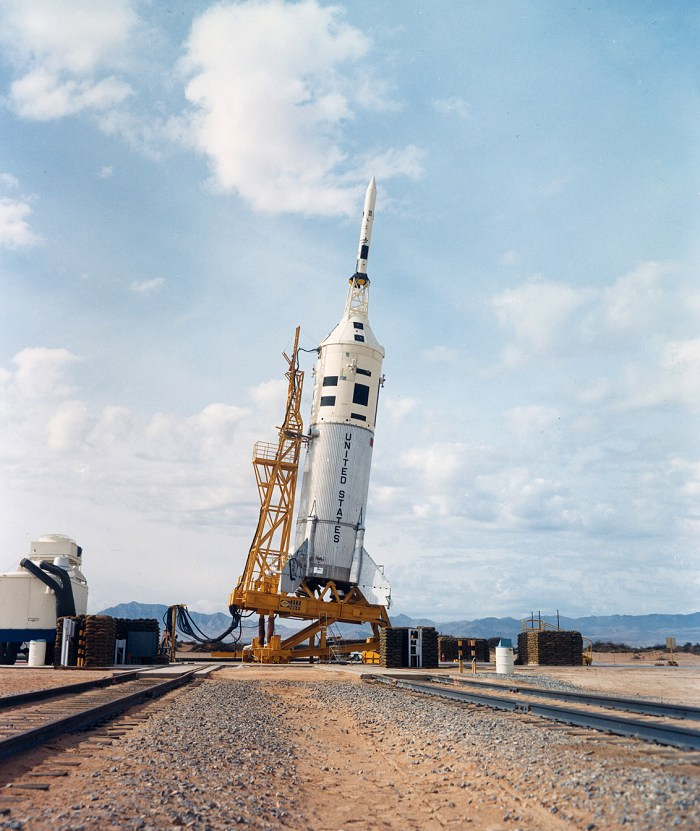
A Little Joe II. egy Apollo űrhajó-makettel startra vár

Az Apollo űrhajóval a NASA a Gemini űrhajó katapultüléses megoldása után ismét visszatért a teljes kabint mentő, rakétás mentőrendszerhez. Ehhez a Mercury űrhajóéhoz hasonló rácsszerkezetes, rakétát magában foglaló mentőtornyot terveztek. A visszatéréshez is új fékezőrendszer kellett, tekintve, hogy a tervezett Apollo kabin tömegben túltett minden korábbi űrkabinon és a Mercury/Gemini féle egy ejtőernyős megoldás már nem volt megfelelő. A tervezők végül egy három ernyőből álló ejtőernyőrendszert álmodtak meg. Ezek az eszközök viszonylag függetlenek voltak az Apollo hardver többi részétől, így időtakarékosságból a tesztelésüket különválasztották az űrhajórendszer többi részének tesztjeitől. A Little Joe II program kifejezetten erről a különválasztott tesztelésről szólt.
1963 és 1966 között az új-mexikói White Sands Rakétakísérleti Telepen folytak a tesztek. Ezekben a Little Joe II rakétát használták fel, mivel nem volt szükség Föld körüli pályára állítani az űrhajót, csak különböző magasságokba juttatni (sőt két esetben startmegszakítási próbát végeztek, ahol az indítóállásban „nulla magasságon” aktiválták a mentőrendszert). Összesen öt indítást végeztek, amelyben a rendszerek jól vizsgáztak.
Szintén a sietség diktálta azt a módszert, hogy a hordozóeszközök fejlesztését összevonták az űrhajóegységek tesztjeivel is. Így a Saturn I program nemcsak rakétatesztekről, hanem űrhajópróbákról is szólt. Az első Saturn startok csak az új rakétaépítési technika próbái voltak, a program végén, az utolsó öt alkalommal mindig egy Apollo űrhajómakettet (mérethű, tömegében változó, de semmiképpen sem üres, könnyű, és természetesen működésképtelen másolatot) is vitt magával a Saturn I. Ezeken a repüléseken a mérnökök előzetes számításait igazoló méréseket, automata kommunikációs teszteket, rezonanciateszteket, stb. végeztek.

### Hivatalos Apollo tesztek
Az előteszteket követően immár hivatalos Apollo lajstromjelekkel folytatódtak a repülések. Ezekhez a tesztekhez már a továbbfejlesztett Saturn IB hordozóeszközt vették igénybe (a Saturn IB próbái tehát Apollo űrhajópróbák is voltak egyben).

#### AS-201
A Saturn rakéta először vitt fel nem BP (BoilerPlate – makett) jelzésű, hanem CSM (Command and Service Module) jelű űrhajót, egy Block I típusú, még egyszerűsített kivitelű (holdutazásra alkalmatlan) űrjárművet, amellyel szuborbitális repülést hajtottak végre. A rakéta 1966. február 26-án emelte 425 kilométer magasba az űrhajót, ahol az levált a rakétáról és saját főhajtóművével még tovább emelkedett, a felső holtponton visszafordult a Föld felé és az irányítás újra beindította a hajtóművet, hogy növelje a sebességet, a hőpajzs számára modellezve az extrém holdi visszatérési sebességet. Az űrhajó végül 8.472 kilométerre a starthelytől az Atlanti-óceánra szállt le. A próba sikertelen volt, a hajtómű sem működött megfelelően és egy elektromos hiba miatt a visszatéréskori kormányzás is problémás volt, valamint egy zárlat okán a mérési adatok egy része is elveszett.

#### AS-202
A második tesztrepülés az AS-201 megismétlése volt, azzal a különbséggel, hogy a szuborbitális pálya csúcspontja dupla magasságban volt, mint a korábbi kísérletnél. Ezúttal 1128 km magasra emelkedett az Apollo űrhajó és 25 750 km-re a starthelytől szállt le. Az ezen a repülésen felbocsátott kabin már gyakorlatilag űrhajósok hordozására is alkalmas példány volt, csak az ülések és a műszerfal néhány panelje hiányzott belőle. A teszt sikeresen végződött.

### Az Apollo–1 katasztrófája

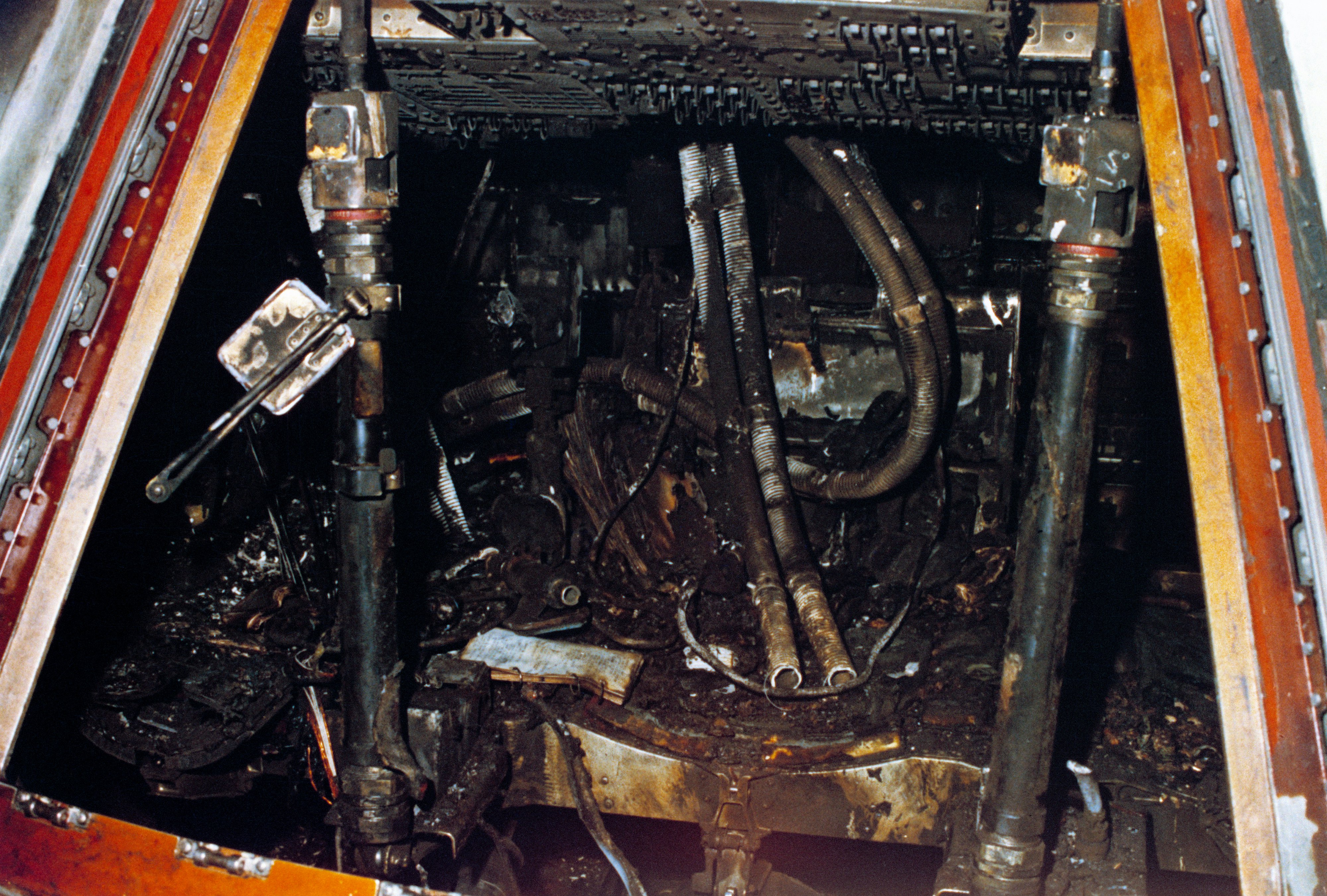
Az Apollo–1 parancsnoki modul kiégett maradványa

Még az első igazi Apollo űrhajó repülése előtt tragédia történt. Az indítás előtti, földi tesztelések során az Apollo–1 kabinjában tűz ütött ki, és az ott tartózkodó három űrhajós, Virgil Grissom, Edward White és Roger Chaffee meghalt. A tűz közvetlen kiváltó okát sosem állapították meg, de a hozzá vezető körülményeket igen, amelyeket egy 3000 oldalas jelentésben foglaltak össze. A legnagyobb probléma a nagy nyomáson lévő tiszta oxigén légkör a kabinban és a tűzveszélyes anyagok használata, amik tiszta oxigénben még hevesebben égnek. Az űrhajó belsejében széles körben alkalmazott habszivacsok, a hűtőcsövekben keringő folyadékok tűzveszélyességéről mindenki megfeledkezett. Ráadásul az újonnan fejlesztett kétrészes kabinajtó teljesen meggátolta az űrhajósok gyors kimentését. Leginkább a tömegtakarékosság miatt támogatták, annak ellenére, hogy hiányzott belőle a vésznyitást végző robbanópatron, amivel másodpercek alatt szabad utat tudtak volna biztosítani a bennrekedt űrhajósoknak. A legnagyobb probléma az új konstrukciós ajtó nyitási mechanizmusával volt. A külső ajtó kifelé, a belső ajtó befelé nyílt. A belső ajtó nyitása a középen ülő űrhajósnak, Edward White-nak volt a feladata, feje fölött hátranyúlva egy speciális szerszámmal. A tesztek során körülbelül 50 kg-os erőt kellett kifejteni a nyitáshoz, de a tűz által felforrósodott levegő nagyobb – mintegy másfél tonnás – nyomással hatott az ajtóra, ami lehetetlenné tette számára annak kinyitását. A vizsgálatok megállapításai alapján végül a NASA ejtette a Block I repülésére vonatkozó terveket, minden repülés a Block II sorozattal történt, amelyet 1800 helyen változtatták meg az áttervezése során.

### A program folytatódik

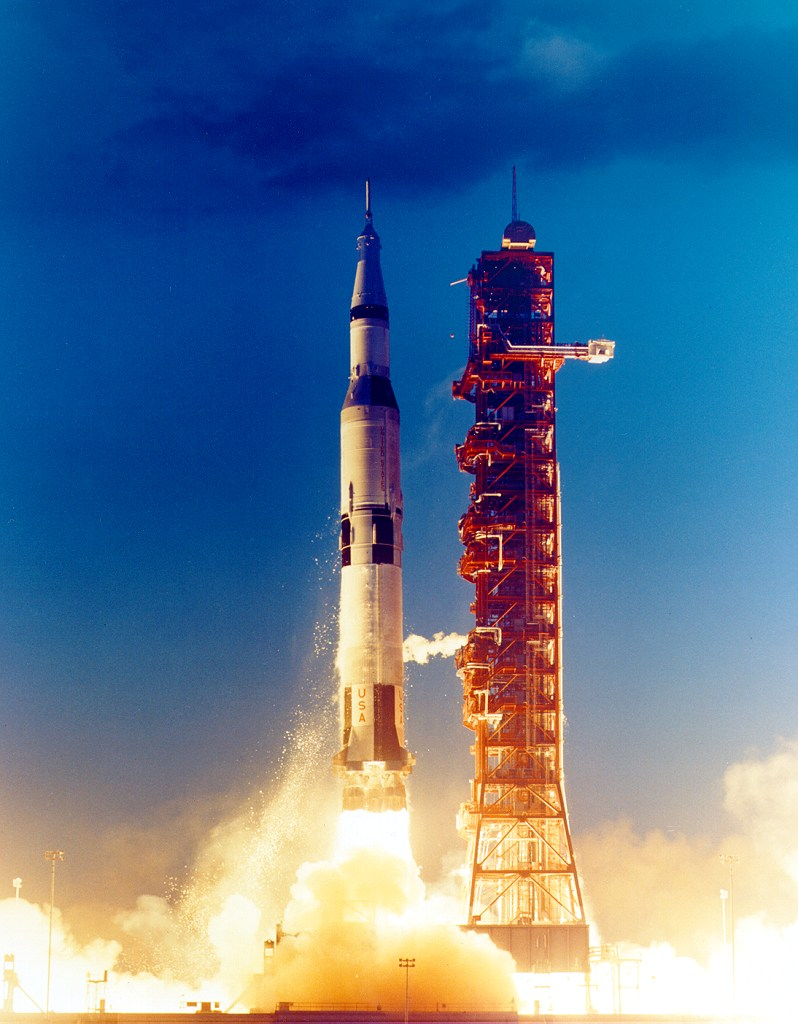
Az Apollo–4 indítása 1967. november 9-én

Ekkor készült egy betűjelzéssor, melyet később az egyes repülések megkülönböztetésére kívánt alkalmazni az űrhivatal.
- A – a parancsnoki hajó teljesítményét és a hőpajzs ellenállóságát bizonyítani hivatott távvezérelt üzemmódú tesztrepülés
- B – a holdkomp távvezérelt tesztfelszállása
- C – az emberek első repülése az Apollo parancsnoki hajóval
- D – a holdkomp űrhajósok általi kipróbálása
- E – a parancsnoki űrhajó keringésének magasságát 6400 km-es távolságra kellett emelni, hogy minél jobban tudják szimulálni a Holdról nagy sebességgel visszatérő kabin légkörbe lépését.
- F – a Hold körüli pálya elérése, még leszállás nélkül
- G – maga a holdra szállás.

Az első típust az AS-201/202 repüléssel már teljesítette a NASA. A tervben természetesen nem csak egy-egy repülés szerepelt egy-egy típusból, addig kellett ismételni a repüléseket, amíg az adott típushoz kapcsolódó követelményrendszer nem teljesült maradéktalanul. A következő úton még mindig A típussal indult az űrhajó, de immár a Saturn V óriásrakétával.

#### Apollo–4
A NASA hivatalossá tette, hogy az Apollo–1 után Apollo–4 jelzéssel az első Saturn V rakéta indítása következik, de még ember nélkül. 1967. november 9-én elstartolt az Apollo–4. A rakéta 18 057 km-re távolodott el a Földtől. Ahogy visszafordult a Föld felé, begyújtották a rakétákat, hogy a lehető legnagyobb sebességgel érkezzen a légkörbe, a hőpajzs tesztelése céljából. Egy kisebb rezonancia problémától eltekintve minden jól ment, hatalmas sikernek könyvelhette el a NASA az Apollo–4 repülését.

#### Apollo–5
A siker után a NASA továbbléphetett a B küldetéstípusra. Az Apollo–5 feladata a holdkomp tesztelése volt, de a holdkomp gyártása csúszott. A gyártó Grumman sokat küzdött a fejlesztésekkel. Az első indítást 1967 januárjára tervezték, de csak 1968. január 22-én hagyhatta el az indítóállást. A holdkomp felbocsátásához ezúttal elegendő volt a Saturn IB. A felbocsátott holdkomp még mindig nem volt teljes kiépítésű (az ablakok helyén pl. alumíniumlemezek voltak és a lábakat sem szerelték fel). Az űrhajóval elsősorban hajtóműteszteket végeztek, amelyek egy szoftverhiba miatt csak félig sikerültek.

#### Apollo–6
Az Apollo–6 indítására 1968 tavaszán már közel sem voltak annyian kíváncsiak, mint korábban. Ez nem is volt véletlen, ugyanis nemcsak Amerika, hanem az egész világ másra figyelt, aznap lőtte le egy merénylő Martin Luther King polgárjogi aktivistát. Az érdeklődés hiánya egyéb más társadalmi okokra is visszavezethető volt: a vietnámi háború által 1968-ra felemésztett 84 milliárd dollár az amerikai társadalom nemtetszését váltotta ki. Ezzel veszélybe került az egész program sorsa, mivel a holdra szállás a demokraták programja volt, ám a demokrata elnök, Lyndon B. Johnson rendkívül népszerűtlen volt, esélyét sem látták az újraválasztásának. A republikánus ellenzék programjaiban viszont az Apollo-program messze nem szerepelt volna olyan előkelő helyen. Végül 1968. április 4-én az Apollo–6 is elhagyta az indítóállást.
Az Apollo–6 ismét a Saturn V-tel indult és nem vitt magával holdkompot. Ezúttal a holdrakétával támadtak problémák, a hajtóműben nyomásváltozások léptek fel, amely rángatásban, sőt az egyik hajtómű idő előtti leállásában nyilvánult meg, valamint a holdkomp adapter is strukturális sérüléseket szenvedett. Az űrhajó repülése ezek miatt a problémák miatt kissé eltért a tervezettől. Ezúttal az S-IVB teljesítményét is tesztelték, olyan hosszú hold irányú gyújtást időzítettek, amilyenre nem volt példa a későbbi repülések során, de a visszatéréskor nem sikerült a tervezett holdi visszatérési sebességet elérni. A rakéta- és a pályaproblémák miatt ez a repülés is csak félig sikerült minősítést kapott.

### Apollo–7
Az Apollo–7 küldetése volt az Apollo-program első repülése, a C típusú repülés amely a program első űrhajósokkal végrehajtott repülése volt. A repülés fő feladata az Apollo–1 tragédiája miatt átalakított Block II űrhajó berepülése volt (eredetileg az első repülést egy holdrepülésre még alkalmatlan, egyszerűsített – Block I jelű – űrhajóval tervezték, ám a mélyreható áttervezés miatt ez már nem készült el, hanem egyből a végleges holdűrhajó indult az űrbe). Mivel csak a parancsnoki űrhajót kellett Föld körüli pályára állítani, ezért csak a kisebb rakétára volt szükség, így a Saturn IB vitte fel az űrhajót a 37-es indítóállásból. Legénységnek Wally Schirra parancsnokot, Donn Eisele parancsnokimodul-pilótát és Walt Cunningham holdkomppilótát nevezték ki (ezzel a parancsnok lehetett az egyetlen ember, aki mindhárom korai amerikai űrhajótípust repülte).
Az űrhajó 1968. október 11-én startolt egy 11 napos útra, amely gyakorlatilag az Apollo–1 repülési programjának teljesítését jelentette. A repülés során elsősorban az új űrhajótípus manőverezőképességét, a hajtóművek teljesítményét tesztelték. A küldetés során sikeres űrrandevút hajtottak végre az S-IVB rakétafokozattal, többször módosítottak pályát az SPS főhajtóművel. A repülés során szokatlan módon többször került összetűzésbe a legénység az irányítással. Ennek oka az időhiány (váratlan tapasztalat volt, hogy a legtöbb művelet tovább tartott mint tervezték) és a rosszul sikerült repülés előtti karantén miatt mindhárom űrhajósnál fellépő betegség és az emiatt jelentkező diszkomfort érzés volt. Az út során 163 alkalommal kerülték meg a Földet és a 11. napon, október 22-én szálltak le az Atlanti-óceánra. A NASA tökéletes sikernek értékelte a repülést.

### Apollo–8

Földkelte a Holdon (Apollo–8)

Az Apollo–8 a NASA egyik legkockázatosabb expedíciója volt, ezen a repülésen érték el először emberek a Holdat. Ez a repülés gyakorlatilag nem is szerepelt a NASA terveiben, az Apollo–8-cal a holdkomp berepülését kívánták elvégezni a D típusú repülésen, ám a szovjetekkel vívott verseny miatt egy különleges utat iktattak be, amelynek elsődleges célja a Hold elsőkénti elérése volt – még leszállás nélkül. Az űrhivatal vezetésének második vonalában élénk vita alakult ki titokban, hogy az E típusú repülés helyett indítsanak egy Saturn V-tel egy Apollo űrhajót a Holdhoz. Az első számú vezetők először őrültségnek minősítették az ötletet, amely később a részletek kidolgozásával mégis megvalósíthatóvá vált. A terv fő kockázatai a holdrakéta kipróbálatlanságában, a holdkomp, mint tartalék hiányában rejlettek.
Az Apollo–8 legénysége Frank Borman parancsnok, Jim Lovell parancsnokimodul-pilóta és Bill Anders holdkomppilóta lett azután, hogy önként vállalták a feladatot.
Az expedíció 1968. december 21-én 12:51:00-kor (UTC) startolt a cape canaveral-i 39A indítóállásból. A Saturn V kisebb rezonanciákat leszámítva tökéletesen működött. Az űrhajó először másfél Föld körüli fordulatig Föld körüli parkolópályán maradt, majd a teljes rendszerellenőrzés végeztével elindult a Hold felé. Három napos út következett. Ennek első lépéseként randevúkísérletet kellett végrehajtani a kiürült S-IVB-vel, ám ezt a műveletet elrontották az űrhajósok (később több pályakorrekcióra volt szükség). Nemsokára Frank Bormant hányással és hasmenéssel járó rosszullét fogta el, amelyből sikeresen felépült. Az odaút során több tévéközvetítést sugároztak a űrhajósok a Földre. Az expedíció 55. órájának 40. percében az űrhajó(sok) elsőként a történelemben egy másik égitest gravitációs mezejébe repült(ek) át. Fél nap elteltével pedig megérkeztek a Holdhoz, a repülés 68 órájának 58. percében az űrhajó besiklott az égitest mögé és az árnyékolás miatt megszűnt a rádiókapcsolat. Tíz perc múlva az űrhajósok elvégezték a LOI-t (Lunar Orbit Insertion – Hold körüli pályára állás), majd pontosan a számított időben feltűntek a Hold mögül.
Az űrhajósok 10 keringést tettek meg Hold körüli pályán, közben a felszínt fényképezték. Az elsődleges feladatuk a tervezők által kiválasztott leszállóhely-jelöltek minél részletesebb fényképezése volt. E feladat közben sikerült a holdprogram emblematikus felvételeinek egyikét, egy Földkeltét rögzíteni (ezt a jelenséget a holdfelszínről csak speciális helyen és librációs körülmények között lehet látni, egyébként az űrhajók utasai élhették át minden keringésben). Összesen hat körön át folyt a fotózási program, amikor Borman élve parancsnoki jogával rendkívüli pihenési periódust rendelt el a túl régen fenn levő legénységnek. A kilencedik keringésben a trió emlékezetes tévéadásban számolt be karácsony napján az expedícióról, amelynek végén a Bibliából tartottak felolvasást. A 10. keringésben aztán sikeresen felgyorsítottak, elhagyták a keringési pályát és indultak a Föld felé. A teljes sikert hozó küldetés 1968. december 27-én ért véget a csendes-óceáni leszállással.

### Apollo–9

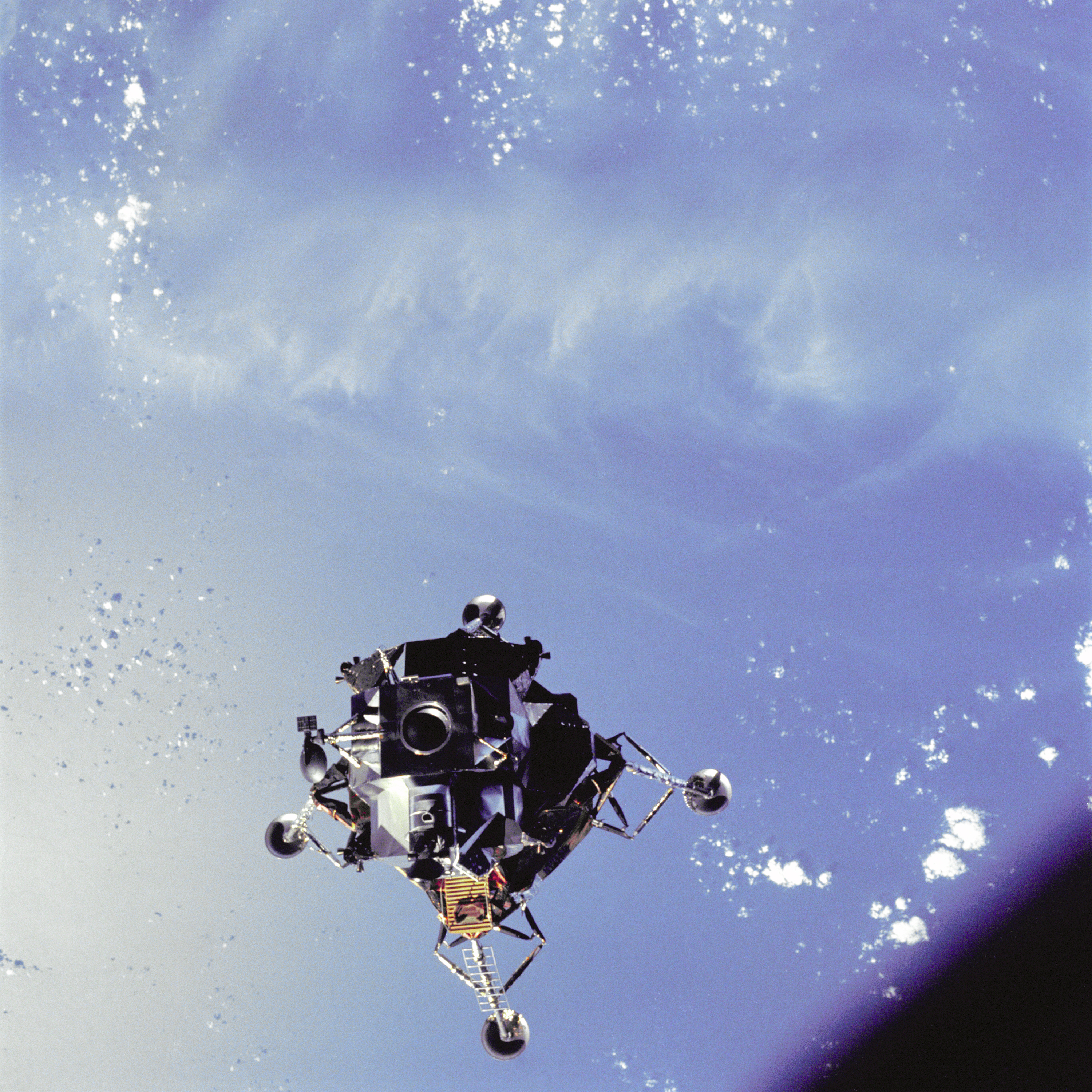
A Spider holdkomp berepülése Föld körüli pályán

Az Apollo–9 a holdprogram harmadik küldetése, a D típusú repülés volt, amelynek célja a holdkomp berepülése volt. Az Apollo űrhajórendszer utolsóként elkészült darabja volt a holdi leszállóegység, amelynek fejlesztése hosszan elhúzódott, ezért ennek a kipróbálását hagyták a tesztrepülések végére. A berepülést először Föld körüli pályán hajtották végre, amely azonban magas kockázatokat hordozott: a holdkomp csak űrrepülésre alkalmas szerkezet volt, egy földi leszállás lehetetlen volt vele, nem lévén hőpajzsa, így egy esetleges hiba a kipróbáláskor könnyen az űrhajósok életébe kerülhetett. Ugyanakkor a mentési lehetőségek miatt ez tűnt a kevésbé kockázatos megoldásnak. A legénység Jim McDivitt parancsnok, Dave Scott parancsnokiegység-pilóta és Rusty Schweickart holdkomppilóta volt, akik végig részt vettek a holdkomp tervezésében és építésében a Grumman repülőgépgyárba kihelyezett űrhajós szakértőként. Hosszú idő után ennek a legénységnek nyílt lehetősége az űrhajók elnevezésére, így tőlük kapta a parancsnoki egység a Gumdrop (Gumilabda), a holdkomp a Spider (Pók) nevet.
A startra 1969. március 3-án került sor, amikor második alkalommal használták a Saturn V holdrakétát űrhajósok feljuttatására (az eredeti tervek szerint a két űrhajóegységet egy nap különbséggel két Saturn IB startjával juttatták volna fel, végül az események felgyorsulása és a Saturn V tesztelési igényei miatt a teljes kiépítésű hardver repült függetlenül attól, hogy ez pazarlás volt). A műveletekkel Föld körüli pályán szimulálták a holdra szállás technikai alapműveleteit. Elsősorban a holdkomp manőverezőképességének tesztelését szolgálták a műveletek (hajtóműindítások és kormányparancsok közbeni viselkedés), illetve a leszállóegység két részegységének – a leszálló és felszállófokozatnak – szétkapcsolt állapotban való repülését próbálták ki. Emellett az új Apollo űrruha tesztelése is a műveletek között szerepelt, amelyet Schweickart végzett el egy űrséta során. A repülés 10 napig tartott és az Apollo–7-hez hasonlóan teljes sikert hozott.

### Apollo–10
Az Apollo–10 az Apollo-program negyedik űrrepülése volt, az úgynevezett F típusú repülés amely a holdra szállás jelmezes főpróbájának számított. Ennek keretében az űrhajósok a teljes kiépítésű űrhajórendszerrel lerepülték a teljes holdi küldetést (a holdkomp és a parancsnoki hajó szétkapcsolódását is beleértve), egészen 15 000 méterig ereszkedtek a felszín fölött, mindössze a leszállást nem próbálhatták ki. Eredetileg nem volt elképzelhetetlen az sem, hogy ez a repülés lesz az első holdra szállási kísérlet, ám a kellő időre még nem állt rendelkezésre holdra szállásra is alkalmas holdkomp (mind az Apollo–9, mind az Apollo–10 holdkompja még túlsúlyos volt egy leszálláshoz). Mivel a szovjetek holdrakétájának robbanásáról a CIA is tudomást szerzett, nem kellett mindenáron sietni, le lehetett repülni a tervekben szereplő utolsó tesztrepülést is.
Az Apollo–10 legénysége Tom Stafford parancsnok, John Young parancsnokiegység-pilóta és Gene Cernan holdkomppilóta volt. Ők az űrhajó-keresztelő során két rajzfilmfigurát választottak, a parancsnoki hajónak a beszédes Charlie Brown, a holdkompnak a Snoopy nevet adták. A küldetés 1969. május 18-i indulása nem volt zökkenőmentes, a Saturn V rakéta fokozatai rázkódásba kezdtek, azonban a küldetés végkimenetelét ez szerencsére nem befolyásolta. A repülés során másodszorra jutott ember a Holdhoz, ahol sikerrel pályára álltak az égitest körül és megkezdték a tesztprogramot. Az elsődleges feladat a holdkomp és az anyaűrhajó szétválasztása és egy leszállás imitáció volt, amit egy kisebb hibával sikeresen végrehajtottak az űrhajósok. A hiba kritikus helyen, 15 km magasságon következett be, amikor a holdkomp leszállófokozatát leválasztották és a felszállófokozattal vissza kívántak emelkedni az eredeti pályamagasságra, Cernan elvétett egy kapcsolást és a kabinjuk pörögni kezdett. Stafford javította a hibát és az űrhajósok megúszták a kalandot (Cernan később tudta meg, hogy a veszélyes pillanatban önkéntelenül is csúnyán elkáromkodta magát a nyilvános rádióforgalmazásban). A másodlagos feladat az előre kiválasztott holdi leszállóhelyek fényképezése volt, hogy a NASA minél jobb felbontású képekhez jusson. Az Apollo–11 leszállóhelyét éppen az Apollo–10 fotói alapján választották ki véglegesen.

## A Hold meghódítása

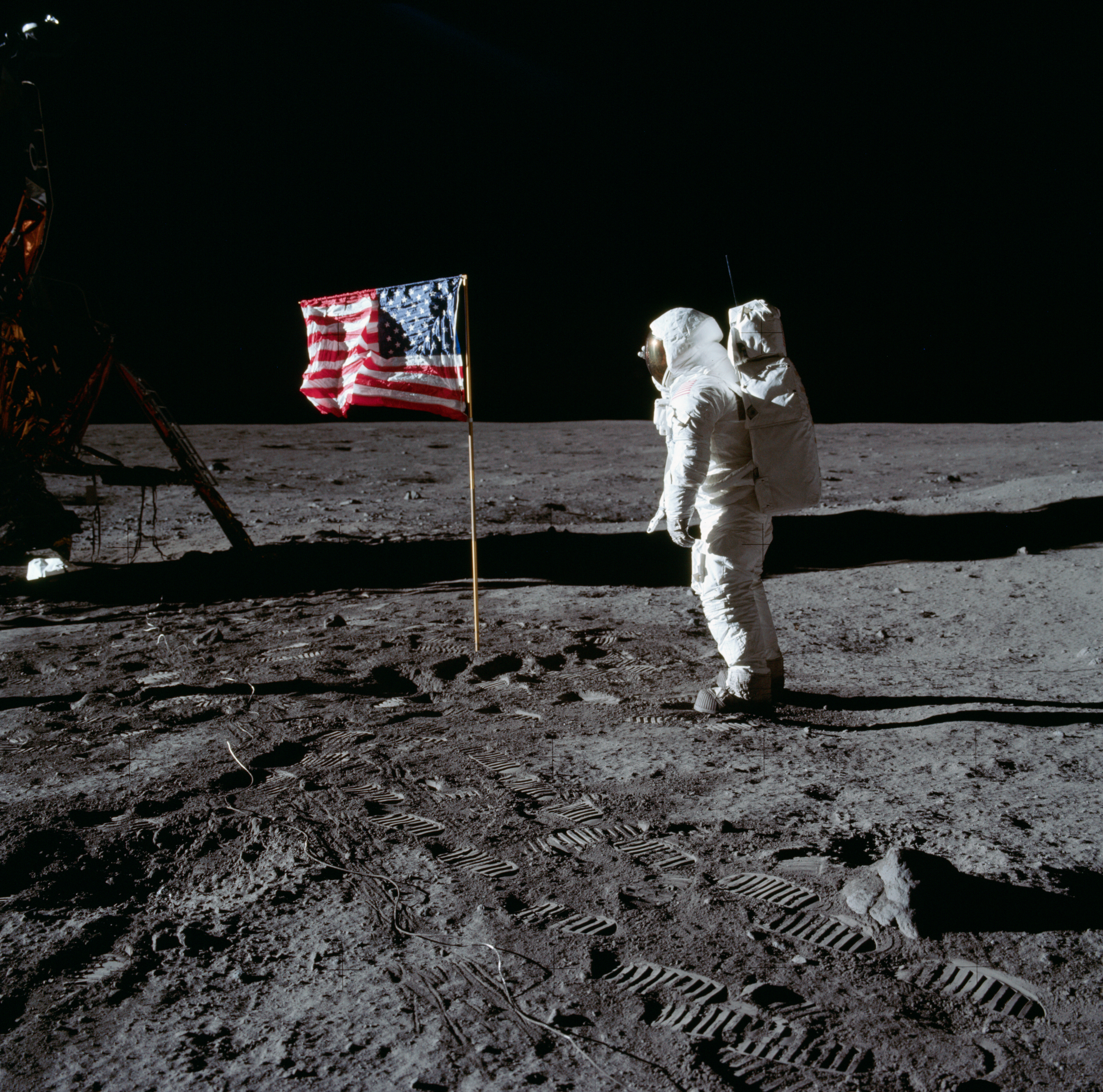
Ember a Holdon (Edwin „Buzz” Aldrin, Apollo–11)

Armstrong, Collins és Aldrin 1969. július 16-án 13:32-kor (UTC) (helyi idő szerint 9:32-kor) emelkedett a magasba a Cape Kennedy (Canaveral) űrközpontból. Szabad visszatérési pályán haladva kivételesen pontos manőverezéssel 3 nap alatt érték el a Holdat. 13 keringést végeztek (nagyjából egy napot töltve Hold körüli pályán), amikor az irányítás engedélyt adott a leszállásra. Aldrin és Armstrong átmászott az Eagle („Sas”) nevű holdkompba, Collins egyedül maradt a parancsnoki egységben és Hold körüli pályán repült tovább fenn várva társai visszatértéig. A leszállást végig nehézségek kísérték, ismeretlen komputerhiba támadt kétszer is, majd a felszín fölött igen alacsonyan kiderült, hogy a simának hitt térség hatalmas sziklákkal és egy nagy kráterrel tarkított, ami közvetlen életveszélyt jelentett az űrhajósokra nézve. Armstrong végül az egyébként is szűkös üzemanyag intenzív felhasználásával, kézi vezérléssel bravúrosan egy biztonságos helyre navigálta a holdkompot és Aldrinnal szerencsésen leszálltak a Nyugalom Tengerén. Mindössze 20 másodpercnyi repülésre elegendő üzemanyag maradt a tartályokban, ezzel az Apollo–11 a legkihegyezettebb leszállás lett az egész programot tekintve. 1969. július 20-án 20:17-kor (UTC) Armstrong jelentette:
„Houston, itt a Nyugalom Bázis. A Sas leszállt”
Alig néhány óra elteltével – egy pihenési periódust elhalasztva, a tervezett időnél előbb – Armstrongék engedélyt kaptak a holdséta megkezdésére. Hermetizálták az űrruhájukat, leengedték a kabin nyomását és Armstrong lemászott a holdfelszínre. A felszín rövid tanulmányozása után lelépett a Hold porába és egy legendás mondattal ő lett az első ember, aki a Holdra lépett:
„Kis lépés ez egy embernek, de hatalmas ugrás az emberiségnek.”
Kis idő múlva Aldrin is követte a felszínre. Armstrong mintákat vett és fényképezett, Aldrin pedig a mozgást tanulmányozta, illetve a magukkal vitt műszereket állította fel és üzemelte be. Kitűzték az amerikai lobogót, egy csomagban apró emléktárgyakat hagytak a felszínen és leleplezték a holdkomp lábán levő plakettet, amelyen békeüzenetet vittek:
„Itt vetette meg az ember a Föld bolygóról először a lábát a Holdon. Békével érkeztünk az egész emberiség nevében.”
Ezt követően Richard Nixon váltott velük néhány szót telefonon. A holdséta utolsó órájában geológiai mintavételre, fényképezésre, az EASEP beindítására és – Armstrong részéről – egy közeli nagyobb kráter meglátogatására került sor. Aztán befejeződött a világ első holdsétája és 2 óra 36 perc 40 másodperc elteltével újra magukra zárták az ajtót a holdutazók.
Később biztonságban felszálltak a holdfelszínről és randevúztak a Columbiával, az anyaűrhajóval. Ezzel teljesítették a LOR-koncepció elvárásait, igazolták egy 55 éves, korát megelőző teória helytállóságát, valamint megfeleltek a Kennedy-féle felhívás második részének („…és biztonságosan haza is hozzuk…”). Nem sokkal a dokkolás és a hazahozandó minták, fényképkazetták átrakodása után hazaindultak az űrhajósok és újabb 3 nap múltán 1969. július 24-én leszálltak a Csendes-óceánon. Az Egyesült Államok megnyerte a Hold meghódításáért folytatott versenyt, az Apollo-program beteljesítette az összes kitűzött célját.

## Tudományos kutatóutak
Az Apollo–11 sikeres leszállásával a program eredeti célkitűzéseit teljesítettnek lehetett tekinteni: a NASA birtokában volt a technológiának, amellyel ember juthatott egy másik égitestre és emellett a szovjetek is legyőzettek ebben a hidegháborús játszmában. Ám mivel az űrhivatal nem tudta előre megmondani, hogy hányadik kísérlet lehet sikeres a leszállásoknál – és a program infrastrukturális fejlesztéseinél már bemutatott módon –, a repülésekre szánt hardverigényt is jelentősen túlméretezte, a leszállásokra a NASA-nak tíz készletnyi űrhajó részegység állt rendelkezésre. Armstrongék repülését követően tehát még mindig kilenc útra való legyártott rakéta, űrhajó várta a felszállást. Ebben a szituációban értelmesebb dolog volt folytatni a programot és a meglevő hardvert rendeltetésszerűen felhasználni, mint megelégedni egyetlen leszállással. A tudósoknak már idejekorán megvolt az elképzelése az első sikeres leszállás utáni időkre, amikor a program átalakulhat tudományos – elsősorban geológiai – kutatóexpedíciók sorozatává.

### Apollo–12

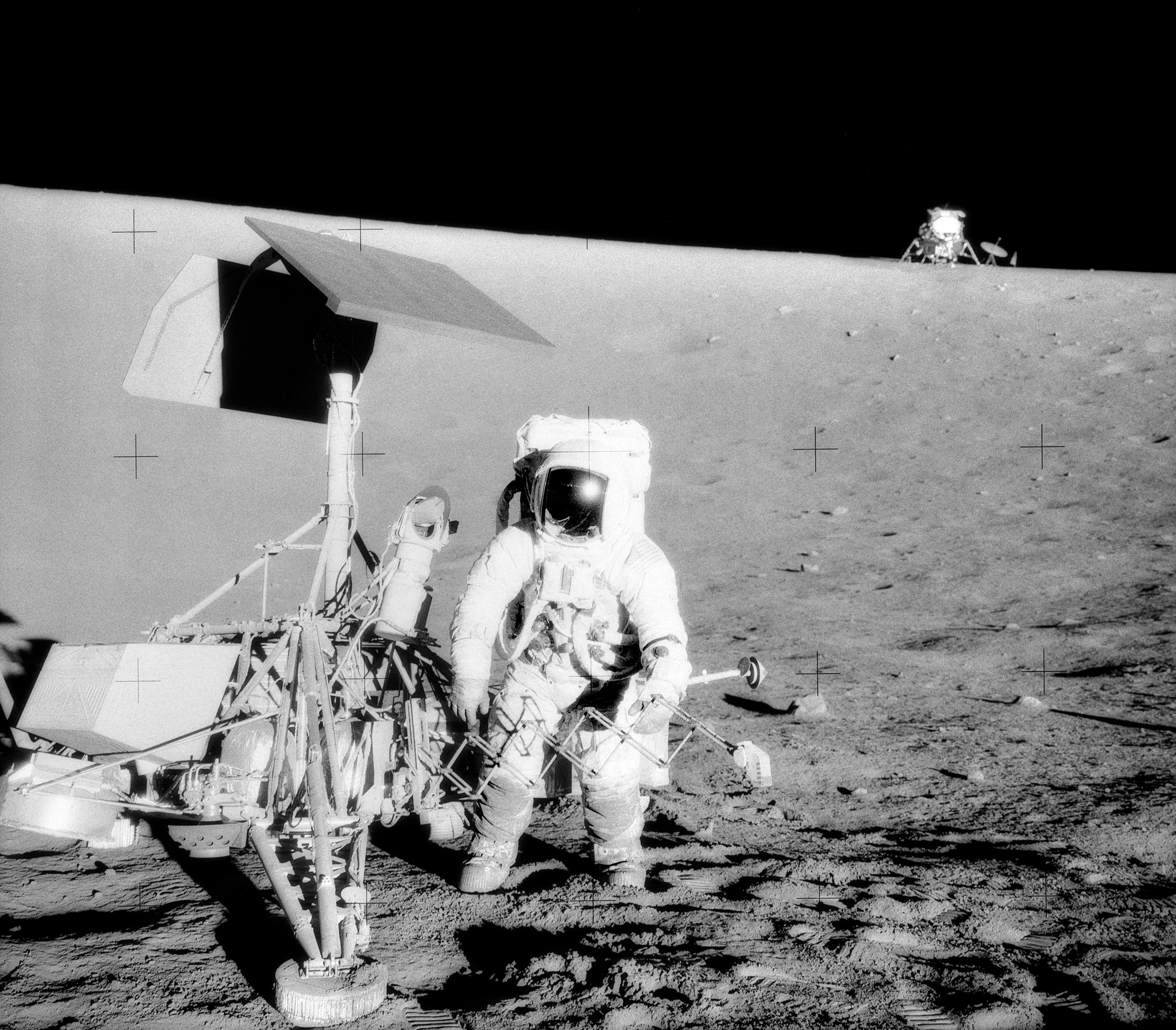
Alan Bean a Surveyor 3 holdszonda mellett. Háttérben az Intrepid holdkomp

A program nem alakult át azonnal, legelőször is szükség volt egy közbenső expedícióra, ami egyfajta technológiai hidat képzett a sima leszállás és a kutatási célú leszállás között. A tudósok által kijelölt – geológiai érdeklődésre számot tartó – felszíni formák ugyanis egyáltalán nem hasonlítottak a Nyugalom báziséra. Az érdekes leszállóhelyek holdi hegységek, kráterek, hasadékvölgyek voltak, nem pedig olyan végtelen síkságok, ahol Armstrong szállt le. Az Apollo–11 utáni expedícióknak ilyen leszállási szempontból bonyolult helyek mellett kellett leszállni, viszont Armstrong több kilométerrel mellélőtt a kijelölt leszállási pontnak. Az Apollo-program előtt álló következő feladat annak kikísérletezése volt, hogy az Eagle eltévelygése véletlen tévedés volt-e, vagy a hardver többre is képes. Az Apollo–12 első számú feladata egy kijelölt pont melletti hajszálpontos leszállás volt, számos alfeladat teljesítése mellett. A küldetés kulcsa a „kijelölt pont” megválasztása volt. A NASA úgy döntött, hogy egy korábban felbocsátott holdszondája mellett próbál leszállni. Egy Ewen Whitaker vezette kartográfus csoport kapta a feladatot, hogy találja meg valamelyik Surveyor szondát a Lunar Orbiter keringőegységek fotóin (a szondák leszállási helyeit nagyjából kilométeres tűréshatárral ismerték, ezúttal viszont méterre pontos adatokra volt szükség). A fotók felbontása alapján egy-egy szonda képe nem volt nagyobb, mint a film emulziójának szemcsemérete, ám a Surveyor–3 esetében a szerencse is a kutatók mellé állt, a holdi napelemtáblán éppen megcsillant a napfény a fotó készítésének pillanatában, így a holdszonda egy fénylő pontként emelkedett ki a holdháttérből. A NASA a Surveyor–3 melletti leszállást tűzte ki célul az Oceanus Procellarumon (Viharok óceánján).
A szovjetek feletti győzelem után a NASA legelőször is lelassította a programot, a két hónapos startidőközt megszüntette, nagyobb időközöket hagyva a felszállások között. Az Apollo–12 1969. november 18-án startolt a Kennedy Űrközpontból, már a startnál bajba keveredve egy kettős villámcsapás miatt. A küldetés parancsnoka Pete Conrad, a parancsnoki modul pilótája Dick Gordon, a holdkomppilóta Alan Bean volt. Az űrhajósok a villámcsapás ellenére problémamentes repüléssel eljutottak a Holdra, először használva a szabad visszatérés pályája helyett az úgynevezett hibrid transzfer pályát. A Yankee Clipper hívójelű parancsnoki hajó és az Intrepid nevű holdkomp szétválása után Conrad és Bean annak ellenére is tökéletesen landoltak, hogy a leszállás utolsó szakaszában a váratlanul lazább felső talajréteg miatt olyan sok port vert fel a hajtómű, hogy az űrhajósok semmit sem láttak és végül vakon tették le a holdkompot a felszínre. A holdi kiszálláskor pedig kiderült, hogy a célt is sikerült teljesíteni, a Surveyor–3 nem messze állt a holdkomptól. Később Dick Gordon is megerősítette a pontos leszállás tényét, amikor átrepülve a leszállóhely felett egyszerre látta a távcsöve látómezejében az Intrepidet és a Surveyor–3-at.
Az Apollo–12 volt az első H típusú küldetés is, azaz először terveztek két holdsétát is tenni, mind a holdséták időtartamának, mind a holdfelszínen tartózkodás idejének megnövelésével. Az űrhajósok az első kiszállásukkor közel négy órát töltöttek a holdfelszínen és feladatuk az első ALSEP tudományos kutatóállomás felállítása volt. Ez a műszerkészlet már 6 mérőegységből és egy nukleáris meghajtású központi egységből álló bonyolult rendszer volt, amelynek felállítása sokkal körülményesebb volt, mint az Apollo–11 műszereié. A műveletsor sikeres volt, az egyetlen hiba a műveleteket az irányításnak – és a tévétársaságoknak – közvetítő kamera felállításakor történt, mivel a kamerát Bean véletlenül közvetlenül a Nap felé irányította és az ettől tönkrement. Később a második holdséta feladata a leszállóhely környezetében álló kráterek körbejárása, a hely geológiai bemutatását szolgáló kőzetminták gyűjtése és csúcspontként a Surveyor–3 meglátogatása volt. A Lunar Orbiter fotók alapján „Hóember” munkanevet kapott kráterformáció körbejárása 1300 méternyi gyaloglást követelt meg az űrhajósoktól (szemben Armstrongékkal, akik legfeljebb 60 méterre távolodtak el az Eagle-től). A kráterek sorra látogatása után az űrhajóspáros elérte a legnagyobb kráter oldalfalán ülő holdszondát is, amelyet részletesen megvizsgáltak, majd levágták róla a kameráját, hogy visszahozzák a Földre megvizsgálni a 31 hónapos holdi tartózkodás esetleges hatásait. Végül 7 óra 45 perc 18 másodperces összesített kinntartózkodást, 31 óra 31 perc 12 másodperc holdfelszíni tartózkodást követően 34,35 kg holdkőzettel a tarsolyukban az Apollo–12 űrhajósai sikerrel tértek haza a startkori villámcsapást illető aggodalmak ellenére.

### Apollo–14

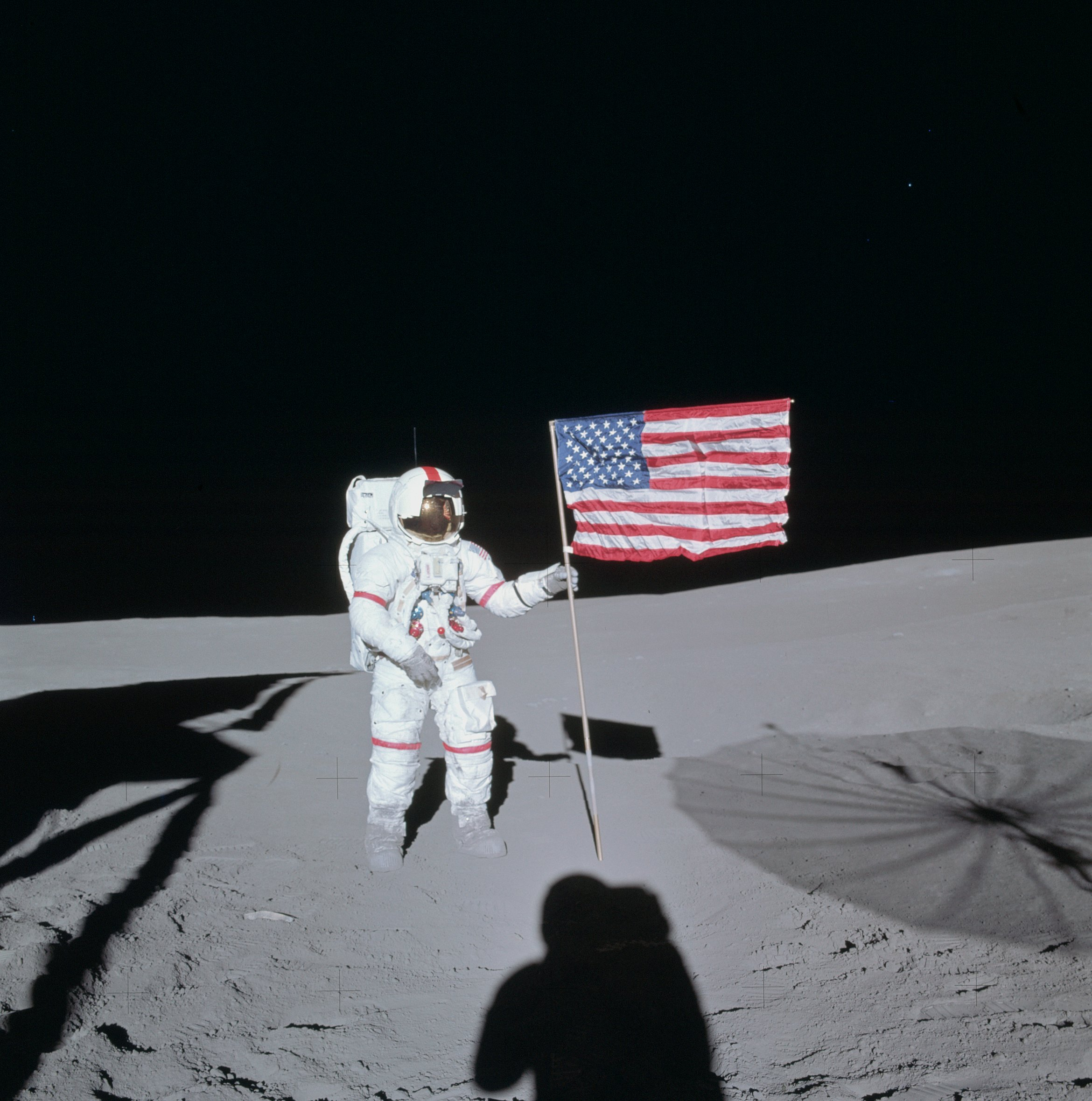
Alan Shepard

Az Apollo–14 egy kis híján katasztrófával végződött repülés feladatának teljesítésére indult. Az Apollo–13 1970 tavaszán csaknem odaveszett az oxigéntartály robbanása miatt, így a Fra Mauro romkráter felfedezését nem tudta teljesíteni, a küldetések tervezői viszont úgy vélték, hogy ez olyan fontos feladat, ami miatt érdemes az ismételt küldetést is ennek szentelni. A legénység a betegségéből felépült és repülésre alkalmas státusát éppen visszanyert Alan Shepard parancsnokból, az újonc Stuart Roosa parancsnokiegység-pilótából és Ed Mitchell holdkomppilótából állt. Az Apollo–14 feladata kettős volt. Egyrészt helyre kellett billenteni az Apollo űrhajóval szemben megingott bizalmat, amely az előző küldetés – az Apollo–1 katasztrófájához hasonló tervezési és szervezési hibák okozta – balesetének nyomán ingott meg. Másrészt az előző két, mare területekre vezetett expedíció után a holdi felföldekre, az égitest idősebb geológiai régióiba küldött kutatóút volt, amely a Hold keletkezéstörténetének pontosabb megismeréséhez szolgáltatott adatokat. Emiatt a Fra Mauro formáció területén keletkezett fiatal kráterhez, a Cone kráterhez küldték az Apollo–14-et.
Az Apollo–14 1971. január 31-én startolt. A Kitty Hawk parancsnoki hajó és az Antares holdkomp összekapcsolódási nehézségek tarkította út után érkezett a Holdhoz és a leszállás is problémásra sikerült a számítógép és a radar kisebb hibája miatt. A problémák ellenére az Antares az Apollo–12-éhez hasonló precíz leszállást hajtott végre a célpontnak számító Cone kráter közelében. H típusú küldetés lévén az Apollo–14 űrhajósai számára is két űrsétát tartalmazott a repülési terv. Az első kiszállás során Shepard és Mitchell számára is az ALSEP felállítása volt a feladat, amelyet ezúttal egy egyszerű szállítóeszköz, a MET segített (egy kis kézikocsi, amit az űrhajósszleng „riksa” névre keresztelt). Az ALSEP felállítása és némi mintavétel után az első EVA 4 óra, 47 perc, 50 másodpercig tartott.
A második kiszállás során következett a Cone kráter felfedezése. Ehhez az űrhajósoknak nagyjából olyan távolságra kellett elgyalogolniuk, mint amilyen távolságot az Apollo–12 űrhajósai tettek meg a második holdsétájuk során összesen (azaz a visszaúttal együtt megkísérelték megduplázni Conradék teljesítményét). Váratlanul azonban tájékozódási problémák merültek fel. Az űrhajósok fotótérképeket vittek magukkal (a Lunar Orbiter-program kollekciójából), ám a fotókon szereplő, felülről fényképezett krátereket nem sikerült azonosítani a megvilágítási viszonyok miatt teljesen másképpen látszó tájon. A tájékozódási nehézségek végül kudarcban csúcsosodtak ki: az űrhajósok célja a Cone kráter – a környék legnagyobb krátere – peremének elérése volt, de nem találták meg a peremet, végül az utólagos elemzés szerint 20 méterre a peremtől fordultak vissza. Az űrhajósokat az idő rövidsége késztette vissza a holdkomphoz és az odaúttal párhuzamos útvonalon tértek vissza az Antareshez, útközben összesen 45 kilogrammnyi holdkőzetmintát gyűjtve. Tovább tetézte a kudarcot, hogy Shepard geológiai érdektelensége miatt a minták dokumentálása rendkívül gyenge szintet ütött meg, így a Földre visszatérve a minták kiértékelése meglehetősen nehéz volt, az anyag tudományos értéke alacsony lett. A második EVA 4 óra 34 perc 41 másodpercig tartott.

### Politikai változás és irányváltás a programban
Az első leszállás sikere nem csak a program tudományos célokra való átállítását eredményezte, hanem paradox módon az egész program folytatását is megkérdőjelezte: „minek folytatni egy olyan programot, amely már teljesítette a fő célkitűzéseit?”. Mindezt egy olyan politikai közegben, amelyben egyrészt a vietnámi háborúnak az Apollo-programét többszörösen meghaladó költségei már az amerikai gazdaságot is megrázták és két ilyen költséges programnak egyszerre nem volt létjogosultsága, másrészt az új Nixon adminisztráció igyekezett minden, a korábbi demokrata kormányzat által indított programot felülvizsgálni, lezárni. Politikailag logikusnak látszott, hogy inkább a küldetését beteljesített programot érjék csökkentések, ezért Richard Nixon javasolta az Apollo-program levételét a nemzeti prioritások éléről és ennek megfelelően a pénzügyi támogatások megkurtítását.
Először a NASA 1970-es költségvetésének tárgyalásánál törölték az Apollo–20 küldetés pénzügyi keretét, és döntöttek az expedícióhoz már legyártott Saturn V és Apollo parancsnoki űrhajó átvezényléséről a hamarosan induló Skylab-programba. Majd a következő évi költségvetés odaítélésekor további két küldetés, az Apollo–18 és Apollo–19 törlését, minden Apollo gyártósor leállítását és a program végleges lezárását döntötték el. Technikai értelemben egy H típusú és egy J típusú expedíciót töröltek, azaz az utolsó gyalogosnak tervezett Apollo–15 utat előrehozták az első holdjárós küldetésnek és a program végéről egy másik holdjárós utat töröltek.

### Apollo–15

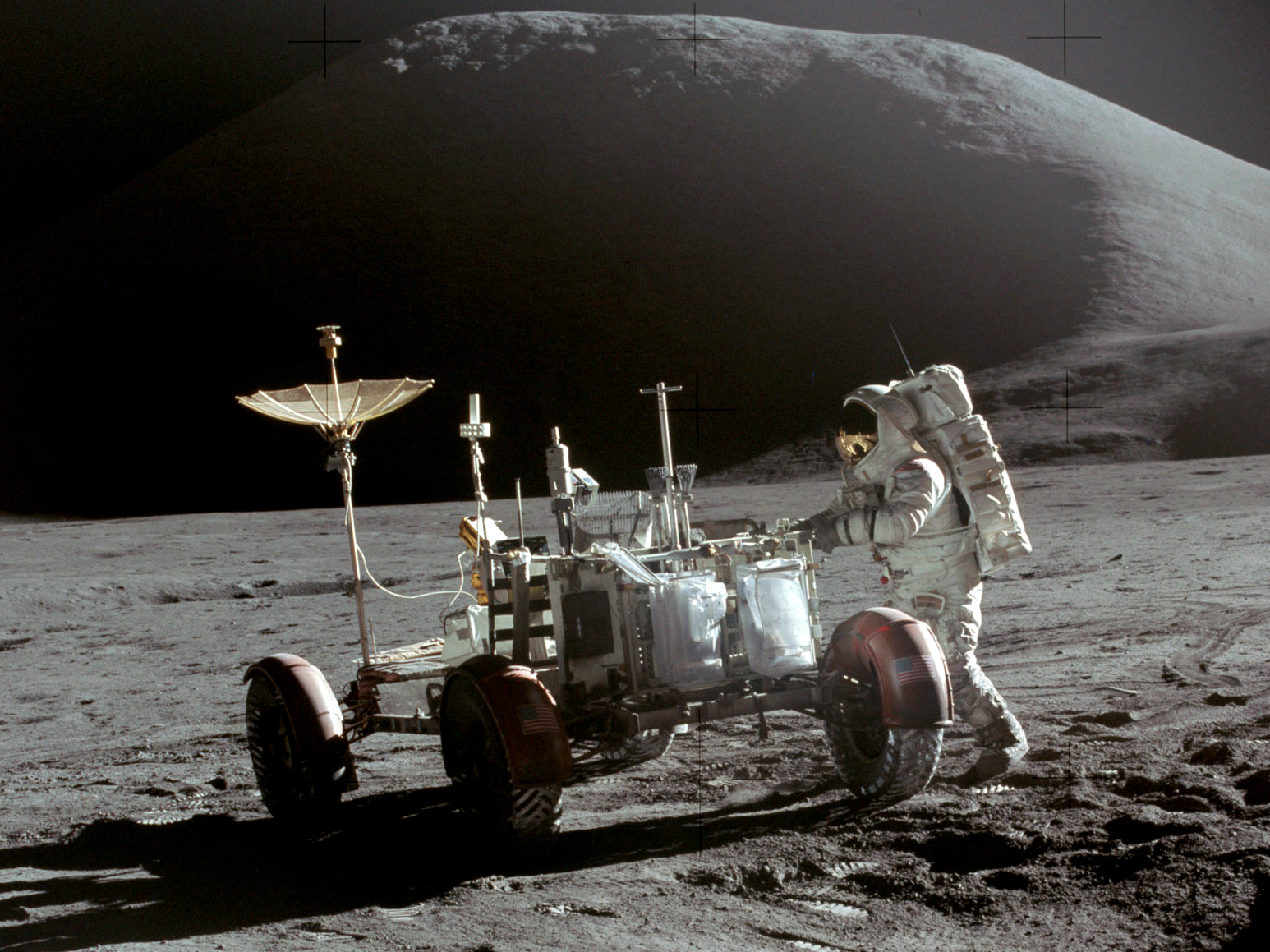
Jim Irwin és az új holdautó

Az Apollo–15 a programot ért alapvető változások miatt előlépett az első J típusú küldetéssé. Ennek lényege az eszközök továbbfejlesztése volt, amely lehetővé tette, hogy az űrhajósok felszerelése kiegészüljön egy holdjáróval, valamint a holdi tartózkodási idő megduplázódhasson, összesen mintegy három napnyi tartózkodással, benne a kettő helyett három, egyenként 7 órás holdsétával. A legnagyobb újítást a holdjáró jelentette, amely az addigi gyalogos expedíciókon megtett távolságokat a becslések szerint legalább megtízszerezte, ezzel egyrészt lazított a leszállás pontosságával kapcsolatos szigorú igényen (ha könnyen el lehetett autózni az egyes lelőhelyekre, egy pár száz méteres leszállási eltérés nem okozott problémát), másrészt több helyszín felkeresésével részletesebb képet lehetett általa összeállítani. Az űrhajósok felkészülését a változások miatt át kellett alakítani, amit az könnyített meg, hogy a leendő legénység az Apollo–12 tartalékaként egyszer már végigment egy holdra szállási kiképzésen, így főként csak az új követelményekkel kellett törődni.
A kinevezett legénység Dave Scott parancsnokból, Al Worden parancsnokimodul-pilótából és Jim Irwin holdkomppilótából állt össze. Először a program során a legénységnek is nyílt alkalma beleszólni a leszállóhely kiválasztásába. Az első bővített tudományos programú leszállásnál ugyanis több lehetséges helyszín is kívánatos volt és a tudósok hosszas vita után sem tudták eldönteni a végső jelöltet, mikor végül Scott parancsnok véleményét is megkérdezték, aki a Hadley-Appenninnek leszállóhelyet favorizálta. Végül így lett a Mare Imbrium (Esők Tengere) peremén végigfutó körkörös hegységrendszer, az Appenninnek egyik szeglete a végső jelölt, ahol a hatalmas lávasíkság a hegységgel találkozott és egy hasadékvölgy is kanyargott. A legénység ezúttal is élt az űrhajó névválasztás jogával és a parancsnoki hajónak Cook kapitány hajója után az Endeavour, a holdkompnak utalva mindhármuk légierős tiszt mivoltára a Falcon nevet adva.
Az Apollo–15 1971. július 26-án 13:34:00 (UTC) startolt és 1971. július 30-án 22:16:29 (UTC) szállt le a Holdon. A leszállás ezúttal nem volt olyan pontos, mintegy másfél kilométerrel a kijelölt pont mellett landolt a Falcon. Az űrhajósok első ténykedése egy egyedi űrhajón kívüli tevékenység, a SEVA, a felállva végzett űrhajón kívüli tevékenység volt, amelyben a holdkomp felső nyílásán kibújva a parancsnok felmérte a hely geológiai jellegzetességeit.
Az első holdsétán – szakítva az addigi gyakorlattal – nem a műszerek felállítása, hanem a holdjáró üzembe helyezése volt az első feladat. Ehhez először a holdkomp oldalára szerelt járművet az űrhajósok leengedték a felszínre, amely művelet alatt az addig összehajtogatott szerkezet rugós mechanizmusok segítségével automatikusan széthajtogatta magát. Scott és Irwin felszerelte a Rovert a geológiai kutatásokhoz szükséges felszereléssel és próbaútra indultak. Sajnos a holdjáró elsőkerék-kormányzása valamiért nem működött, ám ez alig okozott nehézséget. Az űrhajósok elhajtottak a leszállóhely legnagyobb hegye, a Hadley-hegység és a völgyön átkanyargó Hadley-rianás – egy kilométeres mélységű hasadékvölgy – találkozásához és megkezdték a kőzetminták gyűjtését. A holdséta tervezett idejének felét tölthették az első geológiai kutatóúttal, a második félidőre vissza kellett térni a holdkomp közelébe, az ALSEP felállítására. Ennél a tevékenységnél nem várt akadályba ütköztek, a felszín nagyobb mélységeibe szánt érzékelők elhelyezéséhez végzett fúrások a fúró – későbbi elemzések során észlelt – hibája miatt hatalmas erőfeszítést igényeltek és nem is sikerültek maradéktalanul, némelyik műveletet el is kellett halasztani a későbbiekre.

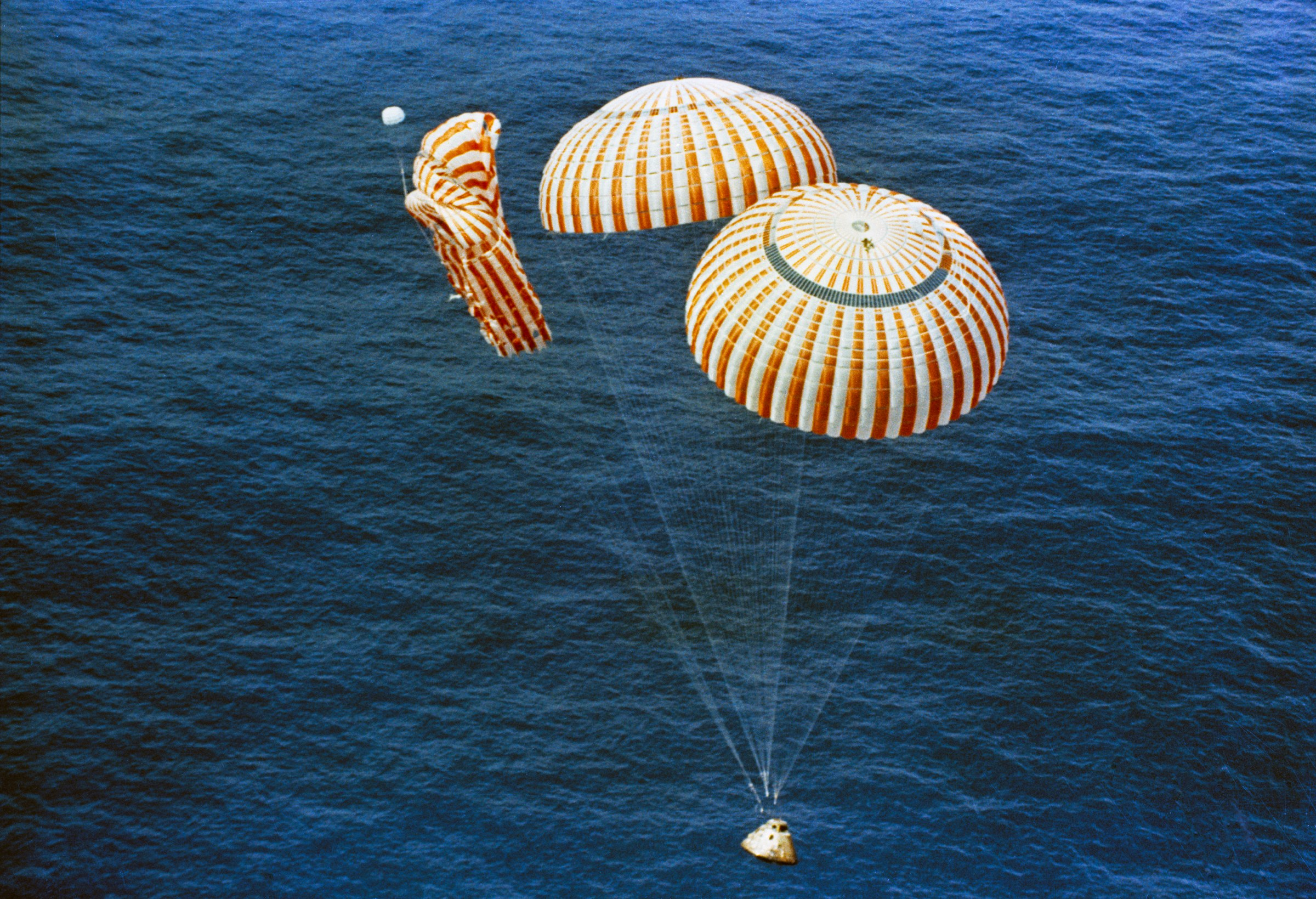
Leszálláskor a három fékezőernyőből csak kettő nyílt ki teljesen

A második holdséta tisztán geológiai kutatóútnak indult, csak az előző nap elnapolt munkák miatt kellett visszatérni az ALSEP felállítási helyére. Az űrhajóspáros először elhajtott ismét a hegységekhez, ezúttal kicsit arrébb. Összesen négy geológiai kutatóállomáson vettek mintákat, köztük egy különleges leletet is: az űrhajósok egy 4,5 milliárd évvel ezelőtt keletkezett sziklát találtak, amelyet Teremtés Kövének kereszteltek el. Ez – a későbbi expedíciókról származó más kőzetdarabokkal együtt – bizonyítékkal szolgál a Naprendszer bolygóinak korára, valamint arra, hogy a Hold és a Föld egyszerre fejlődött ki. A geológiai kutatóút végeztével vissza kellett térni a fúrásokhoz, ám az elhalasztott munkák sajnos további nehézségekkel zajlottak és ismét halasztáshoz vezettek.
A harmadik holdsétát a megfogyatkozott idő miatt le kellett rövidíteni. Először a többször elhalasztott munkák befejezésére került sor, majd az űrhajósok elhajtottak a Hadley-rianás széléig, hogy felmérjék a hasadékvölgyet is. A visszahozott fényképeken a völgy oldalfalainak rétegződését lehetett megfigyelni, amely vulkáni eredetre utalt, így össze lehetett állítani a keletkezésének modelljét is. Mielőtt hazaindultak volna, még néhány szimbolikus tevékenységet is végeztek az űrhajósok. Ezek közül kiemelkedett egy kísérlet, amelyben Galileo Galilei ötszáz éves kísérletét végezték el a Holdon, egy madártollat és egy kalapácsot ejtve el egy időben, közben megfigyelhették, hogy a légkör hiánya miatt kizárólag a gravitáció érvényesül és a két test egyszerre esik a felszínre. A kivételes szépségű helyről 1971. augusztus 2-án szálltak fel az űrhajósok.
A holdi felszállás és randevú után nem indult haza azonnal a legénység, hanem még egy napig Hold körüli pályán maradtak, hogy folytassák Worden addig egyedül végzett mérési programját, amely a parancsnoki hajóba épített új SIM műszerrekesz üzemeltetésével zajlott. A megfigyelési program során sor került egy holdi miniműhold pályára bocsátására is, amely addig szintén a SIM rekeszben utazott. Végül az Apollo–15 1971. augusztus 4-én indult haza, hogy három nappal később augusztus 7-én leszálljon a Csendes-óceánon. A leszálláskor az ejtőernyőrendszerük nem működött megfelelően, a háromtagú rendszer egyik ernyője összegabalyodott és nem nyílt ki, ennek ellenére problémamentes leszállás volt.

### Apollo–16

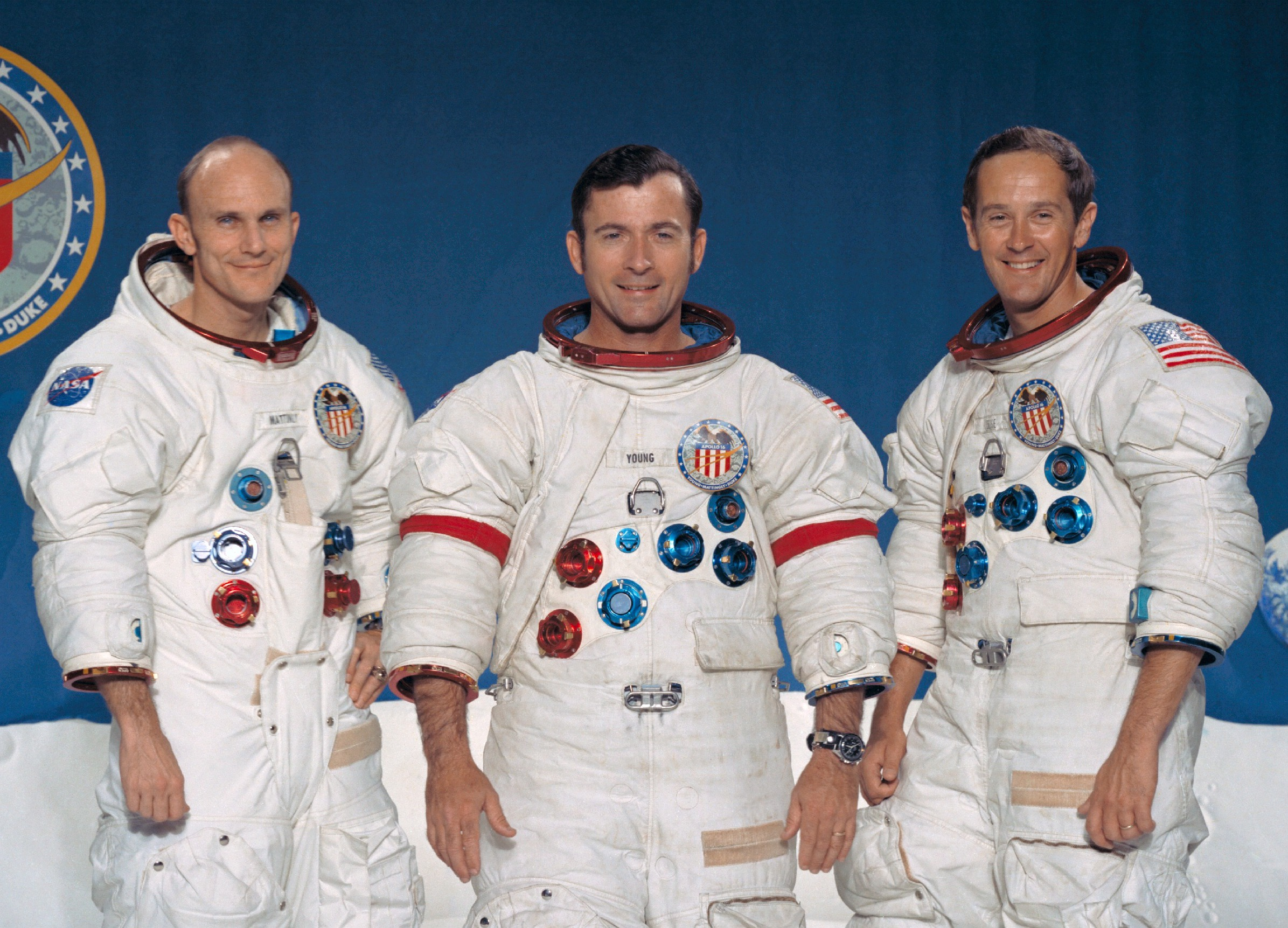
Az Apollo–16 legénysége

Az Apollo–16 a program tizedik repülése volt, egyben az ötödik, amely leszállt a Holdra és a második J típusú küldetés. A NASA-nak voltak már mintái a holdtengerek lávasíkságairól (Apollo–11 és Apollo–12), a holdkéreg legősibb darabjaiból (Apollo–15) és a kettő közötti időből (Apollo–14), azaz a 3,5 és 4,5 milliárd év közötti első egy milliárd évből. A Kopernikusz kráter és a Tycho kráter sugársávjainak anyagából pedig a legfrissebb 1 milliárd évből is rendelkeztek anyagokkal, a NASA köztes 2,5 milliárd évről is ismereteket akart szerezni, ki akarta deríteni, hogy a 3,5 milliárd évvel ezelőtti Nagy Bombázás időszaka után volt-e még geológiai aktivitás a Holdon, vagy azóta halott-e az égitest. A térképészek ezúttal azt a feladatot kapták, hogy keressenek az Apollo űrhajók által elérhető zónában késői vulkáni aktivitásra utaló jeleket. A Bill Muehlberger vezető geológus irányította csoport fotóanalízise a Descartes kráter környezetében – a holdi felföldek (a földi szemlélő számára a világosabb területek) egyenlítői régiójában – találtak olyan képződményeket, amelyek friss vulkáni aktivitás eredményeként jöhettek létre. A leszállóhely kiválasztásáról szóló döntés egyértelmű volt: az Apollo–16-ot a Descartes régió Cayley síkságára küldi a NASA.
A küldetés személyzete a legénységi rotáció szerint következő hármas, John Young parancsnok, Charlie Duke holdkomppilóta és az Apollo–13 legénységéből kiesett, de kanyaróba sosem eső Ken Mattingly parancsnoki pilóta lett. A fiúk a parancsnoki űrhajójuknak a Casper, a holdkompnak az Orion hívójelet adták. 1972. április 16-án sikeresen felszállt az Apollo–16, ám a Holdnál problémák támadtak, a parancsnoki hajó elsődleges irányítórendszere meghibásodott, a leszállást el kellett halasztani. A földi irányítás a tartalék irányítórendszer aktiválásában találta meg a probléma megoldását (vállalva a kockázatát, hogy biztonsági tartalék nélkül marad az egyébként szinte mindent a redundanciára építő küldetés). A döntés után az irányítás engedélyezte az Orion leszállását.

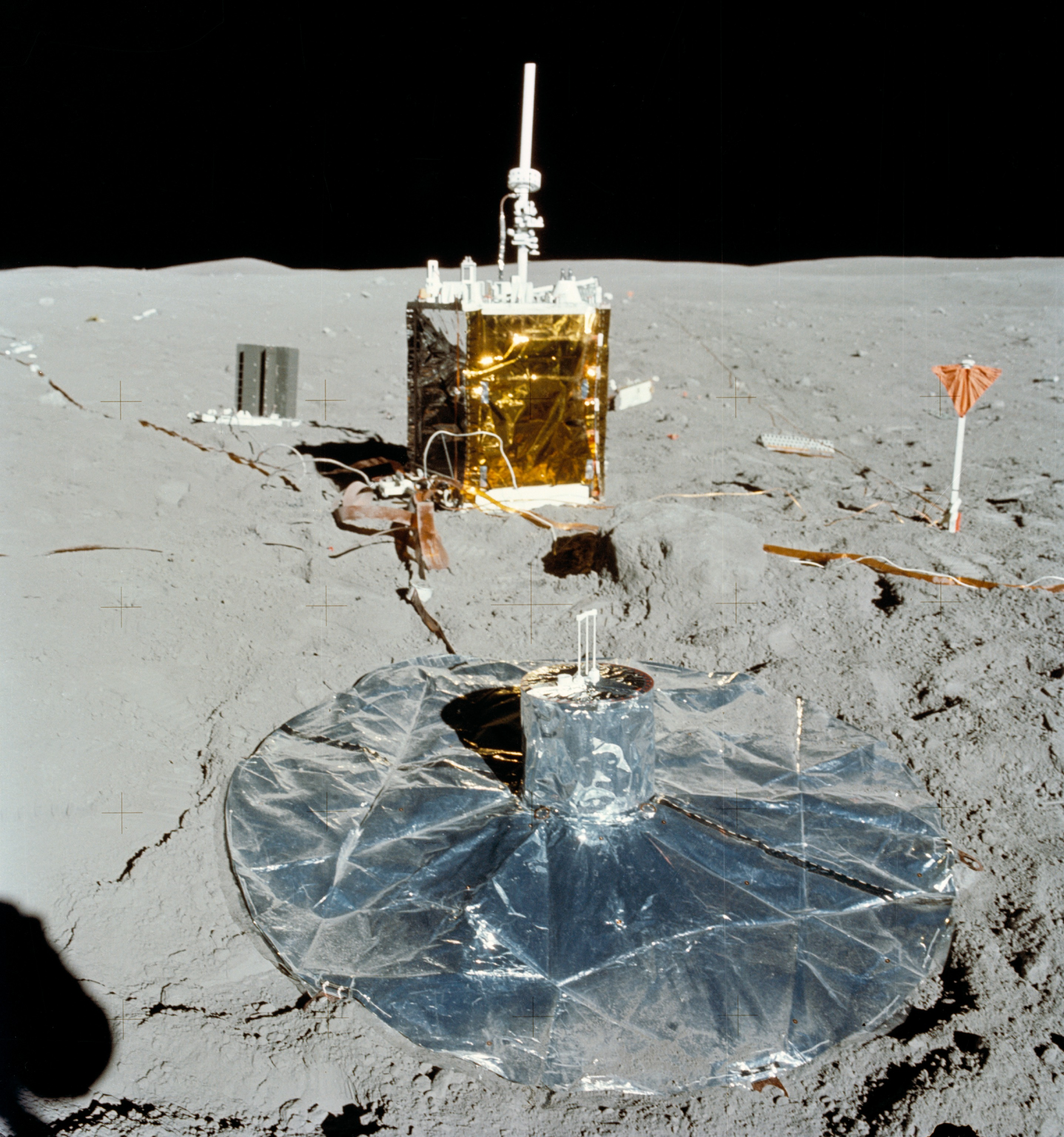
Az első holdséta során kihelyezett tudományos eszközcsoport az ALSEP. Elsősorban szeizmikus mozgások érzékelésére szolgáltak.

Az Apollo–16 volt az első, amely a J típusú küldetések klasszikus három kiszállásos forgatókönyvét követte (Young parancsnok nem kezdeményezett SEVA-t). Az első EVA a Rover üzembe helyezésével és az ALSEP szokásos kihelyezésével kezdődött. Ez alkalommal először teljesült be a korábbi expedíciók félelme a műszerparkot összekötő, a földön kígyózó vezetékekkel kapcsolatban, amikor Young átbotlott az egyiken és kirántva a foglalatából tönkretett egy méregdrága műszert. Ez a momentum rányomta a hangulati bélyegét az egész későbbi munkára. A frusztráció tovább fokozódott, amikor a geológiai kutatások során a várt vulkáni anyagminták helyett kivétel nélkül becsapódásos eredetű, régi kőzeteket találtak az űrhajósok.
A második holdséta a leszállóhelyet övező hegyekhez vezetett, nagyjából 4 kilométerre a holdkomptól. Itt is a friss vulkáni aktivitás nyomait keresték, ám nyomát sem találták, nyilvánvalóvá vált, hogy az előzetes elemzések tévesek voltak. Megcáfolhatatlan érv volt a vulkanizmus hiányára egy anortozitdarab, amelynek jelenléte kizárta a későbbi nagyobb felszínformálódást. Youngék zsenijére jellemző viszont, hogy ezután, amikor már tudták, hogy hiába keresik azt, amiért jöttek, új geológiai képet állítottak össze a meglevő kövekből, értékes anyagot szolgáltatva a tudósoknak. A második holdséta 7 óra 23 perc 9 másodpercig tartott.
A harmadik holdséta Scotték útjához hasonlóan lerövidített kutatóút lett, mivel a még a leszállás előtt a Casper hibájának megoldására várakozva eltelt időt – és elhasznált készleteket – nem lehetett pótolni, így a harmadik holdséta idejét kellett megkurtítani. Így összesen két megállásra futotta az időből, az egyik a környék legnagyobb kráterénél, a másik pedig a környező hegység egy újabb pontján. A leletek itt is ugyanazt a képet mutatták, mint bárhol máshol a leszállóhelyen addig. Az idő leteltével az űrhajósok visszatértek a holdkomphoz, majd felszálltak a holdfelszínről.
A parancsnoki egységgel való dokkolás után az eredeti tervekkel ellentétben ezúttal nem folytatták a Mattingly által 3 napig folytatott megfigyeléseket, hanem hazaindultak, az irányítás ugyanis nem akart kockáztatni és az egyébként is hibás Casper-rel tovább repülni. A hazaúton Mattingly még egy extra űrsétát tett, mert a parancsnoki hajó oldalába épített műszeregység adatrögzítő kazettáit csak úgy lehetett hazahozni, ha egy űrhajós kimegy értük és behozza a kabinba. Végül 1972. április 27-én 19:45:05-kor (UTC) landolt az űrhajó a Csendes-óceánon.

### Apollo–17

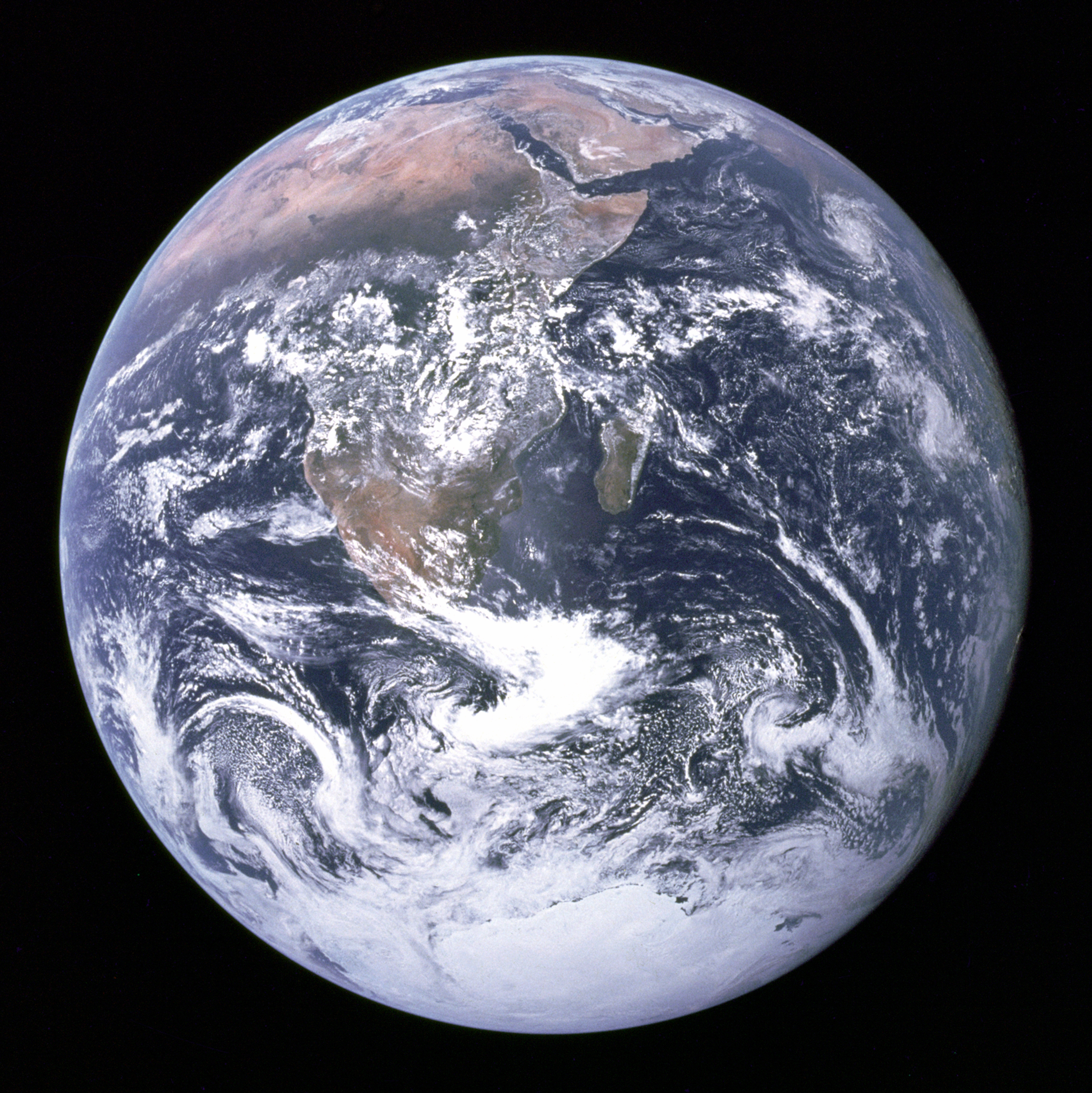
A Kék üveggolyó: a Föld képe az Apollo–17-ről félúton a Hold felé

Az Apollo–17 az Apollo-program tizenegyedik, egyben utolsó küldetése volt, a hatodik a sorban, amely sikeresen leszállt a Holdra. Az utolsó leszállás is hozott lényegi újdonságot, a személyzet egyik tagja nem berepülőpilóta, hanem geológus volt, valamint a „Geológusok paradicsoma” néven aposztrofált leszállóhelyet immár az Apollo-program saját megfigyelései alapján választották ki. Pedig mind a leszállóhely kiválasztása, mind a legénység jelölése körül óriási viták voltak. A program lerövidítése miatt számos elsődlegesen fontos leszállóhely maradt a „kívánságlistán”, de csak egyetlen lehetőség volt hátra, ezért komoly harc folyt a jelöltek mellett. A legmerészebb terv egy a Hold túloldalán teljesített leszállásról szólt a Ciolkovszkij kráterben, ám az újra előtérbe került biztonsági megfontolások miatt ezt elvetették. Helyette a korábbi kutatási folyamatba – azaz a legrégebbi és a legújabb felszínformáló jelenségek keresésébe – illő helyet választottak, a Taurus-Littrow völgyet a Mare Serenitatis (Derű Tengere) peremén. A völgy az Apollo–15 leszállóhelyéhez hasonlóan egy hatalmas lávasíkság és a síkság szélén a medencét alkotó becsapódás által felgyűrődött hegység találkozásánál feküdt és az Al Worden repülése alatt készült fényképeken kis – a legújabb korokban végbement vulkáni működés feltételezett jeleként keletkezett – hamukúpok sorakoztak rajta. A hely egyszerre ígért a legősibb kőzetekből a hegységek szikláiból, a legfiatalabb vulkáni kőzetekből a hamukúpok környezetéből és a mare bazaltból a völgy talajából. Emiatt a geológiai sokszínűség miatt logikus volt, hogy egy tudós, egy geológus is feljusson a Holdra – ráadásul állt is rendelkezésre űrhajós kiképzést kapott geológus Jack Schmitt személyében – ám a legénységi rotáció szerint más legénység volt éppen soron. Deke Slayton ezúttal szakított a rotációval és a tudóst emelte be a holdkomppilóta-székbe. Ezzel a döntéssel nagy vihart kavart az űrhajósok főnöke, ádáz vitákba torkollott a jelölés, ám mivel Slayton bírta a legfelsőbb NASA vezetés támogatását az ügyben, így a geológus maradt a végleges jelölt az utolsó Holdra lépő legénység tagjaként. A küldetés parancsnoka Eugene Cernan, míg a parancsnoki egység pilótája Ron Evans lett.
Az Apollo–17 1972. december 7-én 5:33:00-kor (UTC) startolt, helyi idő szerint nem sokkal éjfél után, az egyetlen olyan űrhajóként, amely éjszaka indulhatott a Hold felé (a NASA bevállalta egy esetleges startbaleset utáni éjszakai mentés rizikóját). Az űrhajós keresztségben America nevet kapott parancsnoki űrhajó és a Challenger jelű holdkomp három nap múlva érte el a Holdat és Cernan mintaszerű leszállást mutatott be a Taurus hegylánc Littrow-völgyében. Három nap kutatás várt rájuk, három holdsétával és természetesen a Roverrel.
Az első holdsétán hagyományosan a holdjáró beüzemelése és az ALSEP felállítása volt a feladat. Az előbbi minden probléma nélkül hamar sikerült, utóbbi viszont az Apollo–15-éhez hasonló fúrási problémák miatt hosszas, elhúzódó tevékenység lett. Olyannyira elment az idő a mérőműszerek felállításával, hogy a több mint 7 órás holdsétából már csak egyetlen további geológiai megállóra maradt lehetőség (eredetileg egy 2,5 kilométerre levő nagyobb kráter szerepelt a tervben, de azt már nem lehetett volna elérni, így egy mindössze 150 méterre levő kisebb becsapódási helyet, a Steno krátert derítették fel).

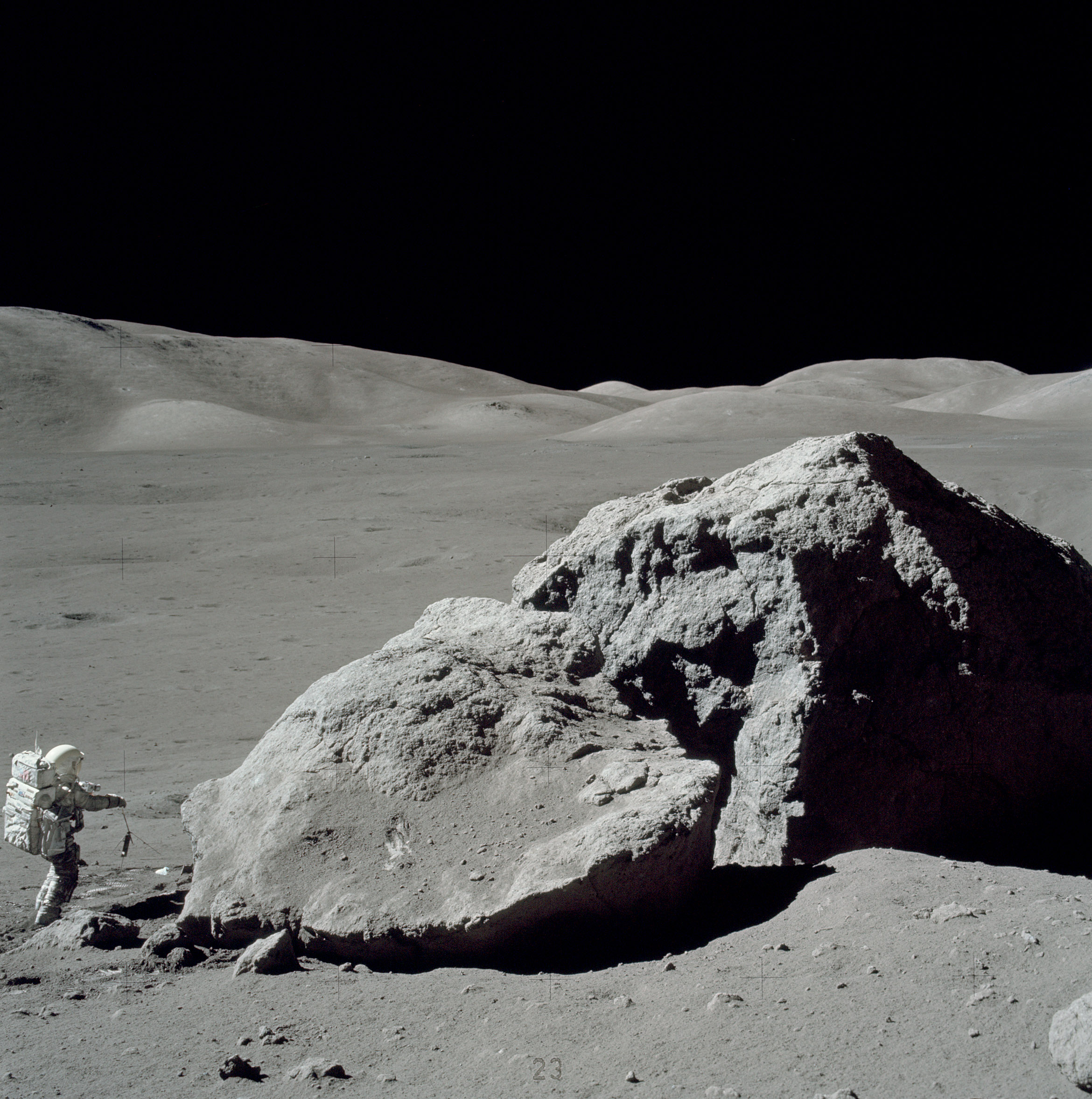
Harrison H. Schmitt geológus egy hatalmas kőzettömb mellett, a harmadik holdséta közben

A második holdséta kárpótolta a tudósokat – köztük Jack Schmittet – az előző napi szegényes felfedezésekért. Ezen az EVA-n összesen 20,4 kilométert tettek meg a holdjáróval, hat geológiai állomást beiktatva. Előbb azonban az űrhajósok elvégezték a legkomplexebb javítást a Roveren, amit Apollo űrhajós egyáltalán végzett holdi felszerelésen: Cernan korábban véletlenül letörte a holdjáró sárvédőjét, amely a felvert por miatt idő előtti hibákat vetített előre, ezért az irányítás útmutatása alapján a két űrhajós a rendelkezésükre álló anyagokból pótsárvédőt készített és rögzített a járműre. A geológiai kutatóút során az Apollo–15 mintáinál is régebbi kőzeteket találtak, valamint a Shorty kráternél narancs színű talajt, a vulkáni működés nyomát találták meg. Csak a földi elemzéseknél derült ki, hogy az anyag sokkal régebbi, mint azt a képzett geológus is hitte a helyszínen.
A harmadik holdsétán Cernan és Schmitt 12,1 kilométert mentek a Roverrel és ezúttal a hegyoldalból legördült hatalmas sziklákat és környezetüket vizsgálták meg. Ezen az úton négy megállót iktattak be mintavételre. Újdonság volt, hogy mind a második, mind a harmadik holdsétán hordozható műszerekkel is végeztek méréseket és útközben is vettek tervszerű mintákat. A hordozható műszerekkel a talaj elektromos vezető tulajdonságait mérték, valamint az Einstein-féle relativitáselmélet által megjósolt gravitációs hullámokat kerestek. Az út közbeni mintavételnél le sem kellett szállni a járművükről, egy hosszú szárú mintavevő eszközzel lenyúlva vették fel a kiszemelt kőzeteket.
A harmadik holdséta végeztével gyakorlatilag véget ért az Apollo-program. Erről a legénység egy az Apollo–11-éhez hasonló, de más mondanivalójú plakett leleplezésével emlékezett meg. A holdkomp lábán levő plakettről levettek egy takarólemezt és Cernan felolvasta az üzenetet:
„Az ember itt fejezte be a Hold első felfedezését, az Úr 1972. évében. Talán a béke szelleme, amellyel érkeztünk, át fogja hatni az egész emberiség életét.”
Ez után a szimbolikus tevékenység után a holdkomppilóta visszamászott a kabinba, berakodták az összegyűjtött mintákat és visszahozandó műszereket, és a parancsnok került sorra, hogy utolsó emberként visszaszálljon a kabinba. Cernan egy utolsó mondattal zárta le az űrhajósok részéről a felfedezéseket:
„És mi elhagyjuk a Holdat a Taurus-Littrow-n, elhagyjuk, ahogy érkeztünk és Isten akaratából vissza fogunk térni békével és az egész emberiség reménységével.”
Ezzel lezárult a holdfelszíni munka, hamarosan elstartolt az utolsó holdkomp is a holdfelszínről. Scottékhoz hasonlóan az Apollo–17 is még egy napig a Hold körül maradt, befejezve az Evans által elkezdett globális méréseket. Cernan és Schmitt a mai napig a leghosszabb holdi tartózkodás csúcstartói, Evans pedig a leghosszabb Hold körüli keringés rekordere, amit az America nevű parancsnoki hajóban teljesített. A hazafelé úton a maga módján Nixon elnök is lezárta a programot egy csalódást keltő közleménnyel:
„Amint a Challenger elhagyja a holdfelszínt, tudjuk mit hagyunk magunk mögött, de azt is ami még előttünk van. Az álmokat, amiket az emberiség vázol maga elé, mindig meg lehet valósítani, ha elég erősen hiszünk bennük és szorgalommal, bátorsággal követjük őket. Egykor a csillagoktól megigézetten álltunk, ma megérintjük őket. Nem azért tesszük ezt, mert az emberi sors az álmok lehetetlenségéről szól és lehetetlen őket megvalósítani, hanem azért mert úgy az űrben, mint a Földön új megoldások születnek és új alkalmak a kihasználásukra és az emberi lét jobbítására. Talán ez az utolsó alkalom ebben a században, hogy emberek jártak a Holdon, de az űrkutatást folytatni fogjuk, az űrkutatás eredményeit hasznosítani fogjuk a továbbiakban is és új álmokat fogunk kergetni, azokból az alapokból kiindulva, amit most tanulhattunk. Ne tévesszük szem elől ennek a programnak a jelentőségét és ne felejtsük el annak nagyszerűségét, aminek tanúi voltunk. Az események mindig kijelölik a történelem folyamának útját egyik korszakból a másikba. Ha megértjük az Apollo program ezen utolsó repülését, akkor igazán »ragyogó dolgokat« érhetünk még el. Gene Cernannek, Jack Schmittnek és Ron Evansnak kívánjuk, hogy Isten vigyázzon rájuk, és biztonságban térjenek haza a Földre.”

## Sikeres kudarc

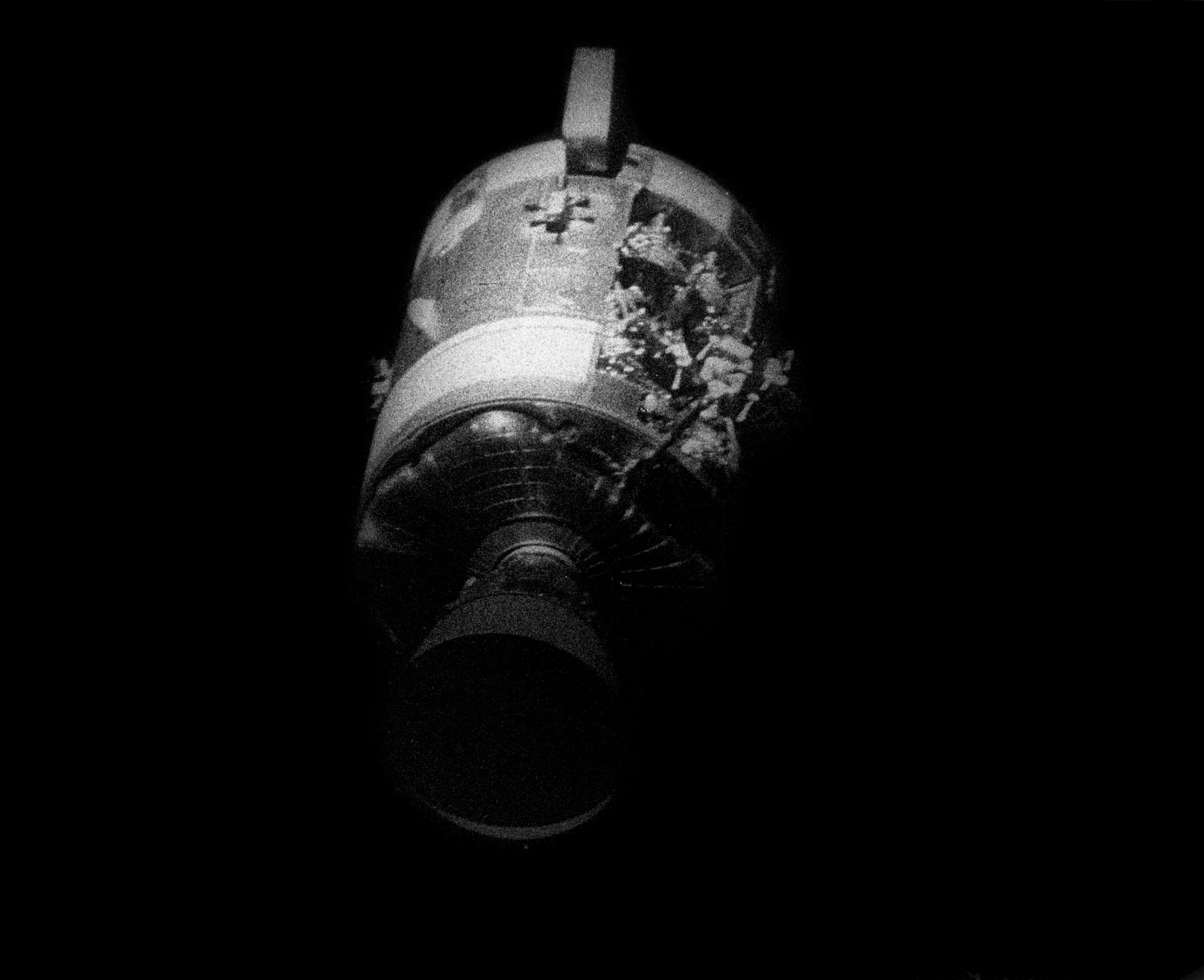
A sérült műszaki modulról készült fotó miután a parancsnoki modul levált róla

A hat sikeres holdra szállás mellett még egy további repülés volt, amely elérte a Holdat, ám egy majdnem végzetes hiba miatt a leszállás meghiúsult és a repülés minden idők egyik legbravúrosabb mentőakciója lett. Az Apollo–13 a Fra Mauro romkráterhez, a holdi felföldekhez indult, hogy a két előző holdtengeri leszállás után másfajta kőzetmintákhoz is hozzájuthassanak a tudósok. A legénység jelölésénél példátlan bonyodalmak támadtak. Az eredeti tartalék legénység különböző okok miatt nem tűnt alkalmasnak, hogy előlépjen hivatalos legénységgé, ezért új személyzetet keresett Slayton. Ezzel egy időben gyógyult ki betegségéből Amerika első számú űrhajósa, a befolyásos Alan Shepard és repülési státuszát visszanyerve rögtön egy holdutazást követelt magának. Slayton hajlott is rá, hogy odaadja az utat a veterán űrhajósnak, de a döntését a NASA felső vezetése megvétózta mondván, hogy a tapasztalatlannak számító Shepard és két társa számára kevés a hátralevő felkészülési idő. Kompromisszumként az Apollo–11 tartalékait, az Apollo–14 várományosait hozták előre, Jim Lovellt parancsnokként, Ken Mattinglyt a parancsnoki modul pilótájaként és Fred Haiset holdkomppilótaként. De még ez sem volt a végleges állapot, mivel a felkészülés végén a tartalékszemélyzet egy tagja kanyarót kapott és ez ellen a holdkomppilóta nem volt immunis, így a fertőzés kockázatát kivédendő inkább lecserélték Jack Swigertre.
A startra 1970. április 11-én 19:13:00-kor (UTC) került sor. A rakéta emelkedésekor a második fokozat egyik hajtóműve leállt, de ennek ellenére – a többi négy hajtómű tovább égetésével – sikerült Föld körüli pályára állni. Elkezdődött a három napos utazás, ám a harmadik nap elején, mintegy 320 000 kilométerre a Földtől egy rutinművelet végrehajtásakor baleset történt. A tartályokban levő oxigén és hidrogén méréséhez egy beépített ventilátorral fel kellett keverni a gázt, de a ventilátor motorja zárlatos lett és berobbantotta a nyomás alatt levő tartályt. Az űrhajósok egy darabig nem is tudták mi a probléma, csak annyit jelentettek:
„Houston, van egy problémánk”
A robbanással egy időben az áramellátás is megszűnt. Végül az ablakon kinéző Lovell fejtette meg a hiba okát, gáz szökött tőlük az űrbe. A diagnózis egyértelmű volt: felrobbant az oxigéntartály, amely az áramot termelő üzemanyagcellát is ellátta, ezért nem termelődött áram sem. Mivel az űrhajón minden árammal működött, ez végzetes hibának számított. A megoldást az jelentette, hogy az űrhajósok átköltöznek a holdkompba, amelynek mindenből autonóm forrásai voltak. Az Aquarius lett a mentőcsónak, a holdra szállás pedig innentől kezdve elképzelhetetlen volt, a fő cél az űrhajósok hazahozatala lett.

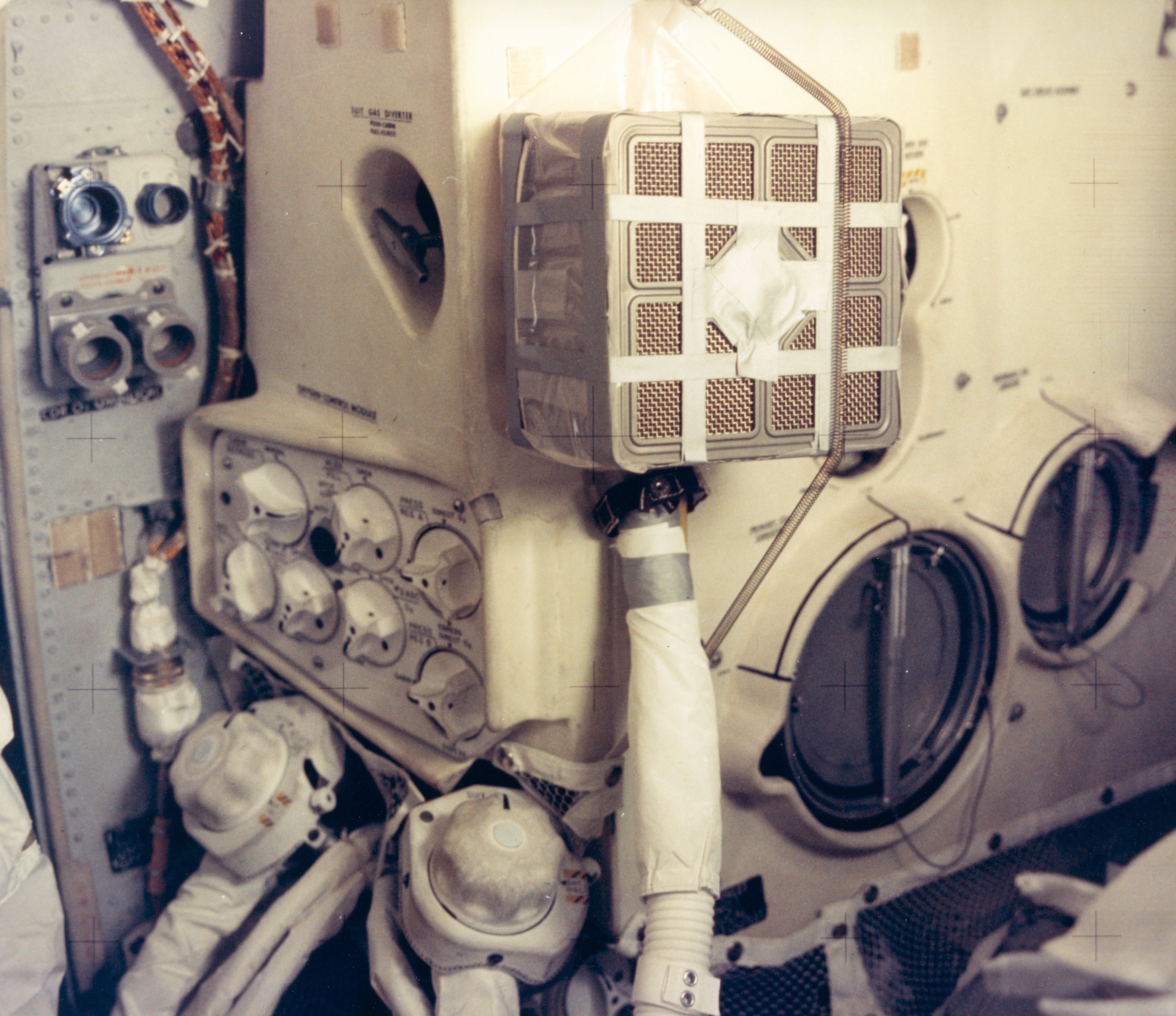
A kézzel összeállított ideiglenes légszűrő

A mentőexpedíció első lépéseként vissza kellett terelni az űrhajót a szabad visszatérés pályájára. Ezt a holdkomp hajtóművével tették meg a Holdhoz érkezés előtt. Majd le kellett kapcsolni szinte az összes berendezést, mivel az áramfogyasztást minimálisra kellett csökkenteni. Emiatt sötét és hideg lett az űrhajóban. A vízfogyasztást is korlátozni kellett, mert a maradék víz a megmaradt berendezések hűtéséhez kellett. Később a kabin szén-dioxiddal való telítődése okozott problémát, mivel a holdkomp szűrői nem három ember négy napi igényeire lettek méretezve, ezt egy ideiglenes szűrő kézi összeállításával sikerült áthidalni. A legnagyobb kihívást jelentő probléma pedig akkor következett, amikor az űrhajó kezdett letérni a szabad visszatérés pályájáról és egy pályakorrekciós manőverre lett szükség (ez természetes folyamat volt, a jól működő űrhajókat is időről időre pályakorrekciókkal kellett pályán tartani). Az energiatakarékosság miatt a komputert sem lehetett bekapcsolni, kézi kormányzással és időzítéssel kellett végrehajtani a manővert, ráadásul a holdkomp leszálló hajtóművével, amit teljesen másra terveztek. Tetézte a bajt, hogy Fred Haise lázas beteg lett, és a másik két űrhajós is kezdett kiszáradni a vízhiány miatt, ami miatt nagyobb volt a hibázás valószínűsége. A manővert mégis tökéletesen hajtották végre.
A mentés kulcsa a földi apparátus mozgósítása és kivételes problémamegoldó képessége volt. Mindenkit berendeltek a problémákon dolgozni úgy a NASA-nál, mint az űrhajót gyártó vállalatoknál, akinek köze volt a tervezéshez, gyártáshoz és nem törődve éjszakával, kimerüléssel mindenki az űrhajósok hazahozatalán dolgozott. Órák alatt születtek olyan eljárások, amelyek korábban hetekig készültek, nem beszélve azokról a műveletekről, amelyek soha nem is léteztek, az adott pillanatban kellett kitalálni őket. Végül 1970. április 17-én 18:07:41-kor (UTC) szálltak le az Apollo–13 utasai, a körülményekhez képest jó állapotban. A NASA a „sikeres kudarc” értékeléssel zárta le a küldetést.

## Törölt küldetések
Politikai okok miatt az Apollo–11 sikere után megváltozott a program megítélése – és főként a költségei miatt – a Nixon-adminisztráció a leállítása mellett döntött. A leállítás két lépcsőben történt.
- Apollo–20 – A legelsőként törölt küldetés a holdprogram legutolsó, tizediknek tervezett expedíciója volt. A már legyártott Saturn V-öt és Apollo-űrhajót a Skylab-program lebonyolításához rendelték, magát a repülést törölték. Az eredeti tervek szerint az utolsó leszállás a Hold leglátványosabb felszíni képződményénél, a Tycho-kráternél történt volna (az esetleges alternatív leszállóhely a nem kevésbé kiemelkedő Kopernikusz-kráter volt).[100]

A program végleges leállításáról az 1971-es költségvetés tárgyalásakor döntött a Kongresszus. Ekkor már nem a takarékossági szempontok (az eszközök más programban felhasználhatósága) estek latba, hanem a mindenáron való spórolás. A döntéssel törölt két expedíció rakétáit és egy holdkompot inkább kiállítási tárgynak tartották meg, csak a parancsnoki űrhajókat használták később a Skylab-küldetéseknél.
- Apollo–18 – Az első tervek szerint a Schroeter-völgyhöz, később a Gessendi kráterhez küldött J típusú expedíció lett volna.[101]
- Apollo–19 – Eredetileg a Hyginus rianáshoz vezették volna a küldetést, majd később, az Apollo–20 repülés törlését követően e legvalószínűbb célpont a Kopernikusz kráter lett volna.[102]

A törölt küldetések miatt az Apollo–14 utáni összes küldetés leszállóhelyét áttervezték és végül a program csonka maradt.

## A küldetések fontosabb adatai
| Küldetésazonosító                                           | szállítórakéta | személyzet                                                   | felbocsátás             | a küldetés célja      | a küldetés eredménye |
| ----------------------------------------------------------- | -------------- | ------------------------------------------------------------ | ----------------------- | --------------------- | --- |
| AS–201 (Apollo–1A)                                          | Saturn IB      | ember nélküli                                                | 1966. február 26.       | szuborbitális repülés | Részben sikeres – A Saturn 1B és az Apollo parancsnoki és szervizmodul első tesztrepülése ember nélküli szuborbitális repülés volt ; a repülés során problémák adódtak az elektromos energiaellátással; 80 másodperccel a szervizmodul hajtóművének beindítása után 30%-kal csökkent benne a nyomás. |
| AS–203 (Apollo–2)                                           | Saturn IB      | ember nélküli                                                | 1966. július 5.         | Föld körüli pálya     | Sikeres – Az üzemanyagtartály tesztje és a rakéta tanúsító repülése – nem hivatalosan: Apollo 2 |
| Apollo–202 (Apollo–3)                                       | Saturn IB      | ember nélküli                                                | 1966. augusztus 25.     | szuborbitális repülés | Sikeres – A parancsnoki modul visszatérése sikeres, annak ellenére, hogy maga a visszatérés meglehetősen irányíthatatlan volt – nem hivatalosan: Apollo 3 |
| AS-204 (Apollo–1)                                           | Saturn IB      | Virgil I. „Gus” Grissom, Edward White, Roger Chaffee         | (a felbocsátás törölve) | Föld körüli pálya     | Sikertelen – A kilövésre nem került sor: 1967. január 27-én a gyakorlat alatt a parancsnoki modul megsemmisült, a benne lévő három űrhajós meghalt a keletkezett tűzben – Utólag ennek a küldetésnek adták hivatalosan is az „Apollo 1” megnevezést. Annak ellenére, hogy ez már a negyedik tervezett Apollo küldetés volt, (és annak ellenére, hogy a NASA tervei szerint a küldetés azonosítója AS-204 lett volna), az űrhajósok „Apollo 1” feliratú jelvényt viseltek, (ezt a NASA még korábban jóváhagyta). |
| Apollo–4                                                    | Saturn V       | ember nélküli                                                | 1967. november 9.       | Föld körüli pálya     | Sikeres – Az új hordozórakéta és az összes összetevő egyidejű tesztje (a holdkompot kivéve), a parancsnoki modul sikeres visszatérése a légkörbe. |
| Apollo–5                                                    | Saturn IB      | ember nélküli                                                | 1968. január 22.        | Föld körüli pálya     | Sikeres – A holdkomp első repülése és többszörös tesztje az űrben, irányítatlan visszatérés – azzal a Saturn 1B rakétával bocsátották fel, melyet a törölt „Apollo 1” küldetés során használtak volna. |
| Apollo–6                                                    | Saturn V       | ember nélküli                                                | 1968. április 4.        | Föld körüli pálya     | Részben sikeres – Erős rezgések az orbitális pályára való belépés során, néhány hajtómű nem működött repülés közben, a parancsnoki modul sikeres belépése a légkörbe (bár a „legrosszabb eset” forgatókönyve szerinti paramétereket nem sikerült elérni). |
| Apollo–7                                                    | Saturn IB      | Walter M. „Wally” Schirra, Donn Eisele, Walter Cunningham    | 1968. október 11.       | Föld körüli pálya     | Sikeres – Tizenegy napos keringés Föld körüli pályán személyzettel, a parancsnoki modul tesztje (holdkomp nélkül), néhány kisebb probléma a legénység körül. |
| Apollo–8                                                    | Saturn V       | Frank Borman, Jim Lovell, William A. Anders                  | 1968. december 21.      | Hold körüli pálya     | Sikeres – Nagyratörő küldetésterv (melyet nem sokkal a start előtt kissé megváltoztattak), az első személyzettel történő repülés a Hold körül (holdkomp nélkül), az első „földfelkelte” és az első nagyobb nyilvánosság, néhány kisebb alvási probléma és betegség. |
| Apollo–9                                                    | Saturn V       | James McDivitt, David Scott, Russell L. „Rusty” Schweickart  | 1969. március 3.        | Föld körüli pálya     | Sikeres – Tíznapos Föld körüli, személyzettel történő keringés, űrséta és a holdkomp személyzettel történő sikeres repülése/dokkolása. |
| Apollo–10                                                   | Saturn V       | Thomas P. Stafford, John W. Young, Eugene Cernan             | 1969. május 18.         | Hold körüli pálya     | Sikeres – A második személyzettel történő Hold körüli keringés, a holdkomp tesztje hold körüli pályán, a Hold megközelítése 15,6 km-re. |
| Apollo–11                                                   | Saturn V       | Neil Armstrong, Michael Collins, Edwin A. „Buzz” Aldrin      | 1969. július 16.        | Holdra szállás        | Sikeres – Az ember első holdra szállása (kézi vezérléssel), gyalogos felderítés a leszállási hely közvetlen közelében. |
| Apollo–12                                                   | Saturn V       | Charles „Pete” Conrad, Richard Gordon, Alan Bean             | 1969. november 14.      | Holdra szállás        | Sikeres – A küldetés majdnem meghiúsult repülés közben, mert felszálláskor villámcsapás következtében tönkrementek a telemetriai adatok – sikeres leszállás a Surveyor–3 szondától kb. 200 méternyire. |
| Apollo–13                                                   | Saturn V       | Jim Lovell, Jack Swigert, Fred Haise                         | 1970. április 11.       | Holdra szállás        | Sikeres kudarc – Problémás rezgések a startnál, ettől független robbanás a szervizmodulban a Föld-Hold útvonalon – a küldetés célját emiatt törölték. A személyzet átmenetileg a holdkompban keresett menedéket. Egy Hold körüli keringés után sikeres visszatérés a parancsnoki kabinnal a Földre és sikeres leszállás. |
| Apollo–14                                                   | Saturn V       | Alan B. Shepard, Stuart Roosa, Edgar Mitchell                | 1971. január 31.        | Holdra szállás        | Sikeres – A holdkomp szoftveres és hardveres problémái majdnem meghiúsították a Holdra való leszállást a Hold körüli keringés során, az első színes mozgóképek a Holdról, az első anyagkísérletek az űrben. |
| Apollo–15                                                   | Saturn V       | David Scott, Alfred Worden, James Irwin                      | 1971. július 26.        | Holdra szállás        | Sikeres – Az első hosszabb (3 napos) tartózkodás a Holdon, a holdjáró első használata, 27,76 km-es távolságon, széles körű geológiai vizsgálatok. |
| Apollo–16                                                   | Saturn V       | John W. Young, Ken Mattingly, Charles Duke                   | 1972. április 16.       | Holdra szállás        | Sikeres – A tartalék stabilizálórendszer hibás működése miatt majdnem nem sikerült a holdra szállás (a Holdon tartózkodás idejét biztonsági okokból egy nappal háromra csökkentették). Az egyetlen küldetés, amelynek célja a Hold hegyvidéki területének elérése volt. |
| Apollo–17                                                   | Saturn V       | Eugene Cernan, Ronald Evans, Harrison H. „Jack” Schmitt      | 1972. december 7.       | Holdra szállás        | Sikeres – Az utolsó embert szállító egység leszállása a Holdon, az egyetlen küldetés, amiben tudós is részt vett a fedélzeten (egy geológus); egyúttal az utolsó személyzettel végrehajtott repülés az alacsony földközeli pályákon túl. |
| Skylab–1                                                    | Saturn V       | ember nélküli                                                | 1973. május 14.         | Föld körüli pálya     | Sikeres – A Skylab űrállomás felbocsátása. |
| Skylab–2                                                    | Saturn IB      | Charles „Pete” Conrad, Paul J. Weitz, Joseph Kerwin          | 1973. május 25.         | űrállomás             | Sikeres – Apollo űrhajó először visz amerikai személyzetet a Skylabhoz, az első amerikai űrállomáshoz; 28 napos tartózkodás. |
| Skylab–3                                                    | Saturn IB      | Alan Bean, Jack Lousma, Owen Garriott                        | 1973. július 28.        | űrállomás             | Sikeres – Apollo űrhajó másodszor visz amerikai személyzetet a Skylabhoz, 59 napos tartózkodás. |
| Skylab–4                                                    | Saturn IB      | Gerald Carr, William Pogue, Edward Gibson                    | 1973. november 16.      | űrállomás             | Sikeres – Apollo űrhajó harmadszor visz amerikai személyzetet a Skylabhoz, 84 napos tartózkodás. |
| Apollo–Szojuz-program (Apollo 18)                           | Saturn IB      | Thomas P. Stafford, Vance D. Brand, Donald K. „Deke” Slayton | 1975. július 15.        | Föld körüli pálya     | Sikeres – Apollo–Szojuz Teszt Projekt, melynek során az Apollo űrhajósai a megközelítést és dokkolást gyakorolták a szovjet Szojuz–19-cel – a küldetést időnként „Apollo–18”-ként említik. |
| Tervezett Apollo–18, Apollo–19 és Apollo–20 Hold küldetések | Saturn V       | a küldetés törölve                                           | a felbocsátás törölve   | holdra szállások      | Törölve – Néhány további küldetés is törölve lett (a részletes terveket egészen az Apollo–20-ig bezárólag elkészítették). |

### Holdséták adatai

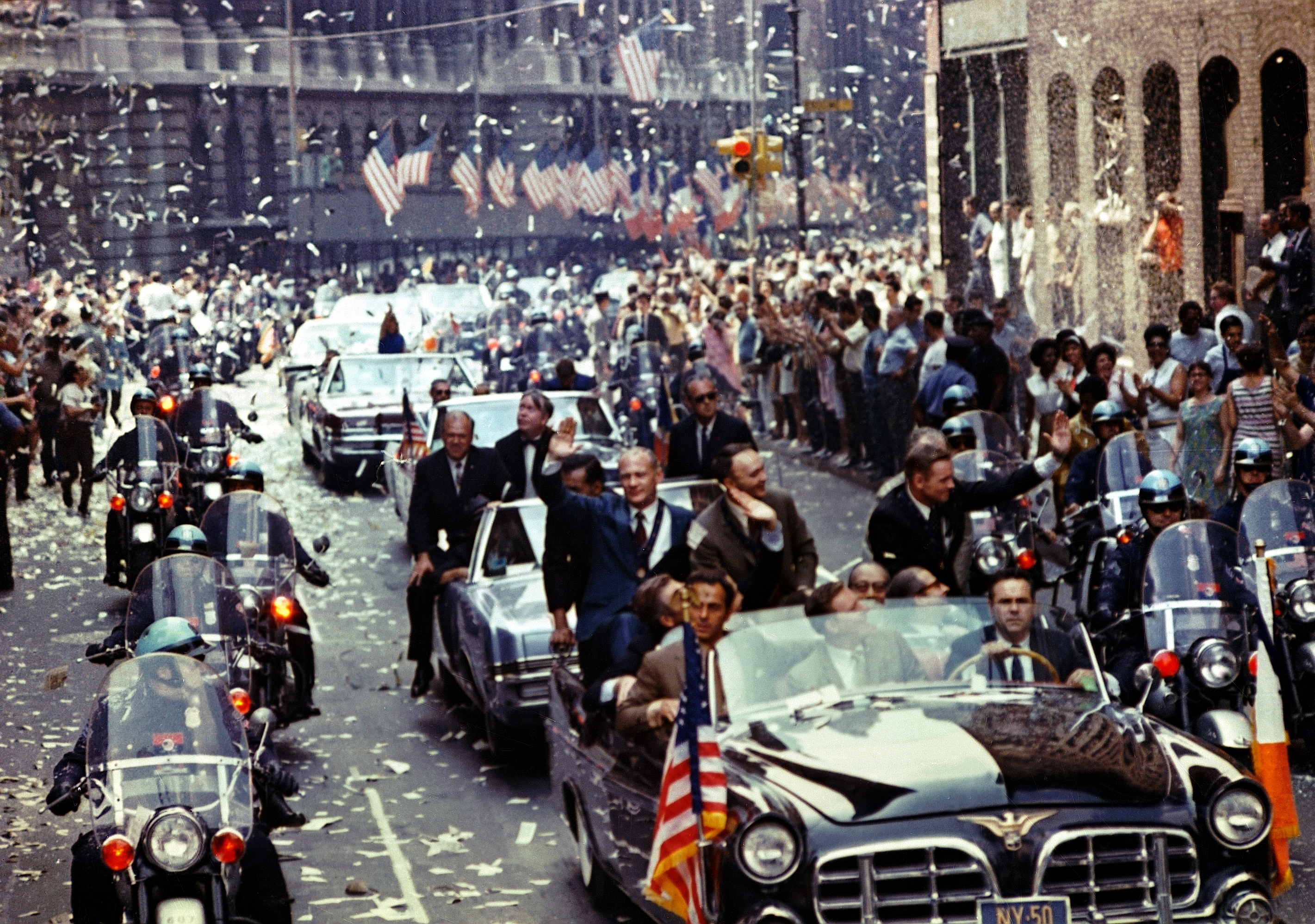
Az Apollo–11 legénységének ünneplése New Yorkban)

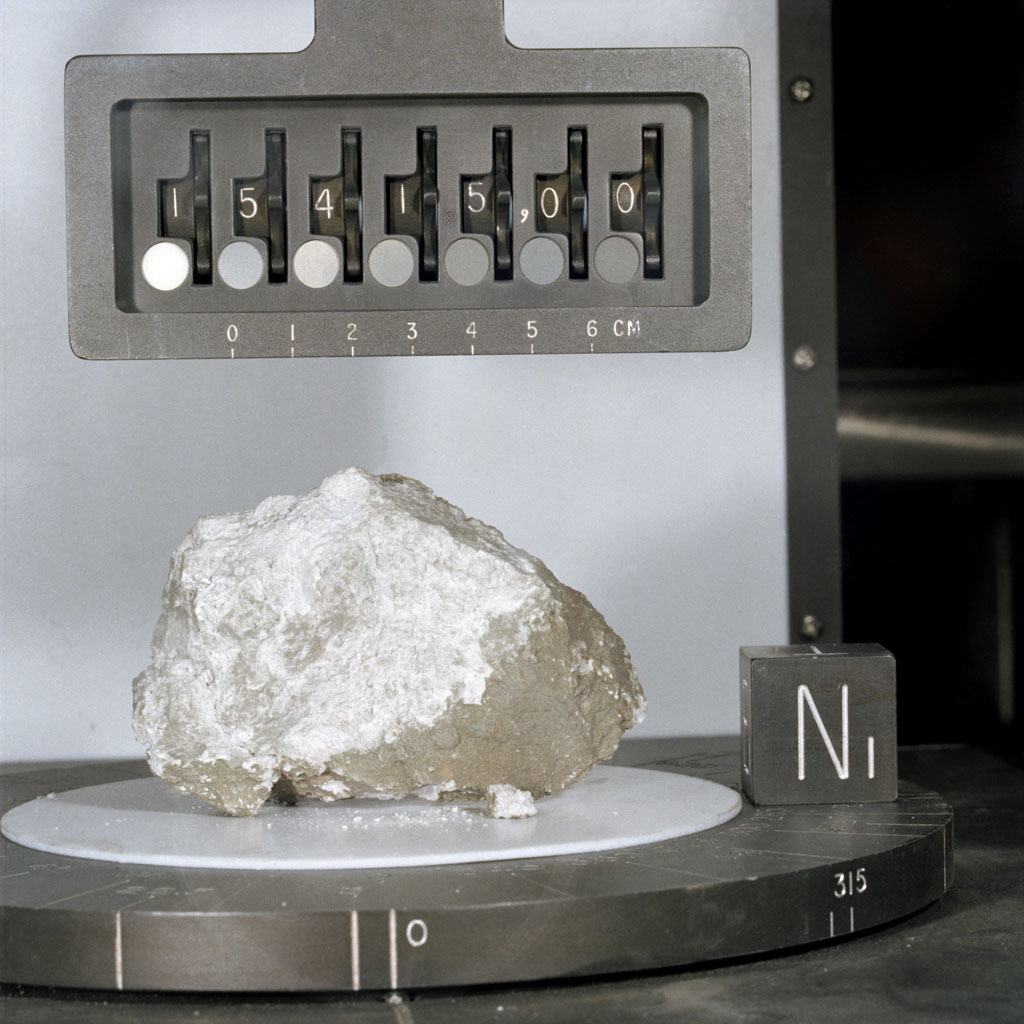
Holdkőzet az Apollo–15 expedícióból

Az Apollo-program 6 küldetése landolhatott a Holdon, 12 űrhajós léphetett a Hold felszínére. A küldetések során 14 alkalommal hagyták el a holdkompot, és több mint 80 órát töltöttek kutatómunkával.
| Küldetés  | A Holdon eltöltött idő | Holdséták időtartama                      | Megtett távolság (km) | Gyűjtött kőzetminta (kg) |
| --------- | ---------------------- | ----------------------------------------- | --------------------- | ------------------------ |
| Apollo–11 | 21 óra 36 perc         | 2 óra 31 perc                             | 1                     | 21                       |
| Apollo–12 | 31 óra 31 perc         | 3 óra 56 perc 3 óra 49 perc               | 1 1,3                 | 34,3                     |
| Apollo–14 | 33 óra 30 perc         | 4 óra 47 perc 4 óra 34 perc               | 1 3                   | 42,8                     |
| Apollo–15 | 66 óra 54 perc         | 6 óra 32 perc 7 óra 12 perc 4 óra 49 perc | 10,3 12,5 5,1         | 76,7                     |
| Apollo–16 | 71 óra 02 perc         | 7 óra 11 perc 7 óra 23 perc 5 óra 40 perc | 4,2 11,1 11,4         | 94,3                     |
| Apollo–17 | 74 óra 59 perc         | 7 óra 11 perc 7 óra 36 perc 7 óra 15 perc | 3,3 18,9 11,6         | 94,3                     |
| Összesen  | 299 óra 32 perc        | 80 óra 26 perc                            | 95,7                  | 379,5                    |

## A program tudományos eredményei
Az Apollo a visszahozott mintákkal és az űrhajósok által kihelyezett műszerekkel forradalmi tudományos eredményeket tárt fel, mai – a 60-as évekbelihez képest nagyságrendekkel nagyobb – tudásunk a Naprendszer belső vidékeiről nagyrészt ezeken az eredményeken alapul.
- A Hold a Naprendszer keletkezésekor kifejlődött kőzetbolygó, ugyanolyan belső rétegződéssel, mint a Föld.
- A Hold geológiai fejlődése régen leállt, és még mindig őrzi a fejlődéstörténet első egymilliárd évének nyomait, amely az összes földszerű bolygó esetében azonos volt.
- A legfiatalabb holdkőzetek lényegében olyan idősek, mint a legidősebb földi kőzetek. A fejlődéstörténet legkorábbi folyamatai mindkét égitestnél ugyanúgy játszódhattak le, de azoknak korai nyomai már csak a Holdon figyelhetőek meg.
- A Föld és a Hold fejlődéstörténetileg egymással összefüggő, azonban az őket felépítő anyagok közös tárházából különbözőképpen merítettek kialakulásukkor.
- A Hold élettelen, nincsenek rajta élő organizmusok, vagy helyben kialakult szerves anyagok.
- Az összes holdi anyag magas hőmérsékleten keletkezett, amelyekben nem vagy alig volt víz. Három főcsoporton kívül (bazalt, anortozit, breccsa), alig van jelen más kőzettípus.
- A keletkezésekor a Hold nagy mélységekig olvadt volt, egy hatalmas magmaóceánt létrehozva. A holdi felföldek a magmaóceán tetejére felúszó, alacsony sűrűségű anyag megszilárdult maradványai.
- A magmaóceán megszilárdulását egy sor óriási meteorbecsapódás követte, amelyek óriási medencéket vájtak, amelyek alját a feltörő lávafolyamok töltötték fel, létrehozva a holdtengereket.
- A Hold kissé aszimmetrikus égitest, valószínűleg a Föld gravitációs hatásai miatt (a kéreg a túloldalon vékonyabb, míg a legtöbb becsapódásos medence és néhány szokatlan tömegcsomó) az innenső oldalon található.
- Az egész Hold felszínét apró kőtörmelék és regolit (holdpor) borítja, ami a Nap sugárzásának történelmét rejti magában, amely nagy jelentőségű lehet a földi klímaváltozások megismerésében.

## A program technológiai öröksége
A holdra szálláshoz kifejlesztett hardverek és technológiák egyfajta űrkutatási kincset, tudásbázist képeztek és nyilvánvaló volt, hogy későbbi űrprogramok alapjai lehetnek. Ezt azonban korlátozta az egyszer használatos technológia költséges volta, így az Apollo eszközeit csak elég kevés célra használták a későbbiekben.

### Apollo Application program
A NASA 1968-ban indított programja, amelyben az Apollo űrhajókon és azok továbbfejlesztésével létrehozandó további eszközökből hogyan lehet további űrprogramokat indítani. A legtöbb elképzelése asztalfiókban maradt, egyetlen később megvalósult elképzelésrendszere született, az első amerikai űrállomás, a Skylab.

### Skylab-program

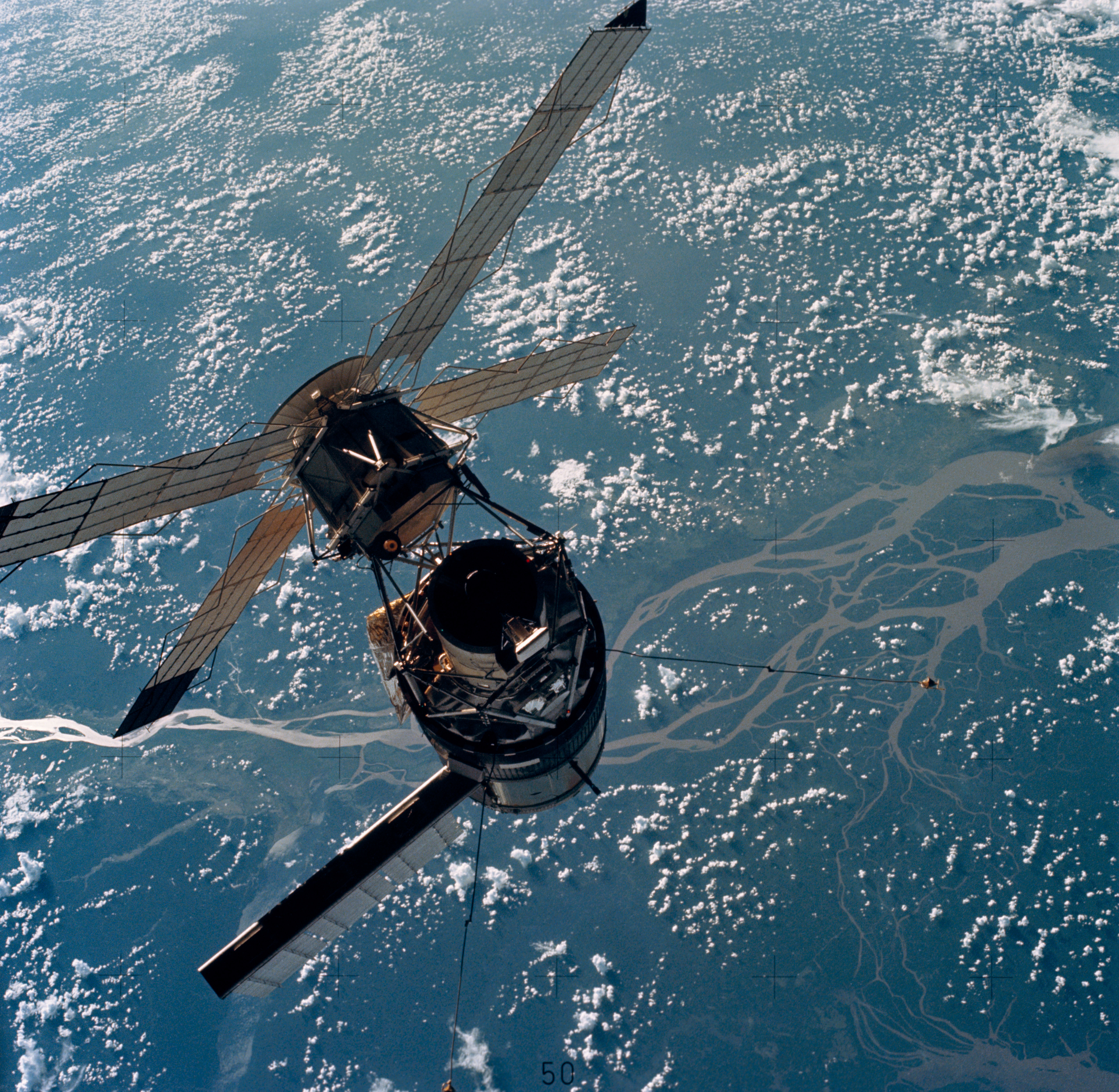
A Skylab

A holdprogram végeztével célokat kereső NASA egy űrállomás létrehozását tűzte ki célul, tekintettel arra, hogy a Hold eléréséért folyó versenyben vesztes Szovjetunió egy űrállomás programba vágott és a Szaljut-programmal komoly sikereket ért el, és Amerikának is fel kellett tudnia mutatni a képességet a vetélytárs eredményeivel szemben. E célból 1969. augusztus 8-án kezdetét vette az űrállomás építése Wernher von Braun ötlete alapján. Az ötlet szerint egy Saturn S-IVB fokozat szerkezetét építettek át hermetikusan zárt űrállomástestté, amelyet egy Saturn V vihetett fel Föld körüli pályára és a legénységek oda- és visszautazásához szükséges taxiűrhajó szerepét az Apollo anyaűrhajóra bízták.
1973. május 14-én felbocsátották a Skylab űrállomást Cape Canaveral-ről, ám a pályára állás közben káros rezonancia lépett fel, ami leszakította az egyik napelemszárnyat és a hővédő burkolat egy részét. Az első legénység útját el kellett halasztani és javítási módszer után kellett nézni. Egy egyszerű módszert találva alig 10 nap késéssel szállhatott fel az első személyzet, amelynek első feladata az űrállomás megmentése volt. A javítás tökéletesen sikerült és a legénység hozzákezdhetett a tudományos (főként orvosi, illetve napmegfigyelési) programjának végrehajtására. A legénység végül 28 napos időtartamrekord felállítása után tért vissza a Földre. Később még kétszer utazott háromfős személyzet az űrállomáshoz, mindkettő tovább növelve az időtartamrekordot.
A Skylab-et az Apollo űrhajók látogatási utáni időkre, az új Space Shuttle űrhajók fogadására is tervezték használni, ám az űrrepülőgépek fejlesztésének csúszásai miatt erre már nem maradt lehetőség, az űrállomás 1979. július 11-én elérte a légkör alsóbb rétegeit, lefékeződött és elégve lezuhant.

### Szojuz–Apollo-program
A politikai enyhülés lehetővé tette a két szuperhatalom közeledését egymáshoz és a legelsők között az űrkutatási együttműködés lehetősége merült fel. A korábbi ellenfelek viszonylag hamar megtalálták a módját egy látványos, közös űrprogramnak, amelyben az amerikaiak Apollo űrhajója és a szovjetek Szojuz űrhajója vehetett rész. Mindössze egy zsilipegység fejlesztésére volt szükség az űrhajók összekapcsolására. A történelmi összekapcsolódásra 1975. július 17-én került sor, amelyet követően 44 órás közös programban vett részt két szovjet és három amerikai űrhajós. Tudományos jelentősége viszonylag kevés, szimbolikus tartalma annál több volt az első sikeres nemzetközi repülésnek.

### Orion űrhajó
Az Orion vagy CEV egy kidolgozás alatt álló amerikai űrhajó, amelyet a George W. Bush korábbi amerikai elnök által 2004-ben meghirdetett Moon, Mars and Beyond űrstratégiai kezdeményezés első lépéseként elindított Constellation program keretében, napjainkban hoznak létre. Az űrhajó tervezési filozófiája visszatérést jelent az Apollo tervezési elveihez. Az űrhajó az egykori Apollo űrhajókhoz hasonlóan két fő részből áll: a kúp alakú személyzeti modulból és a henger alakú műszaki modulból. Mindkettő az Apollo űrhajó hasonló egységeinek tervezési elvein alapul, csak más méretek és korszerűbb berendezések jellemzik majd, valamint tartalmaznak majd a Space Shuttle programból átvett fejlesztéseket is.

## Holdkőzetek a Földön

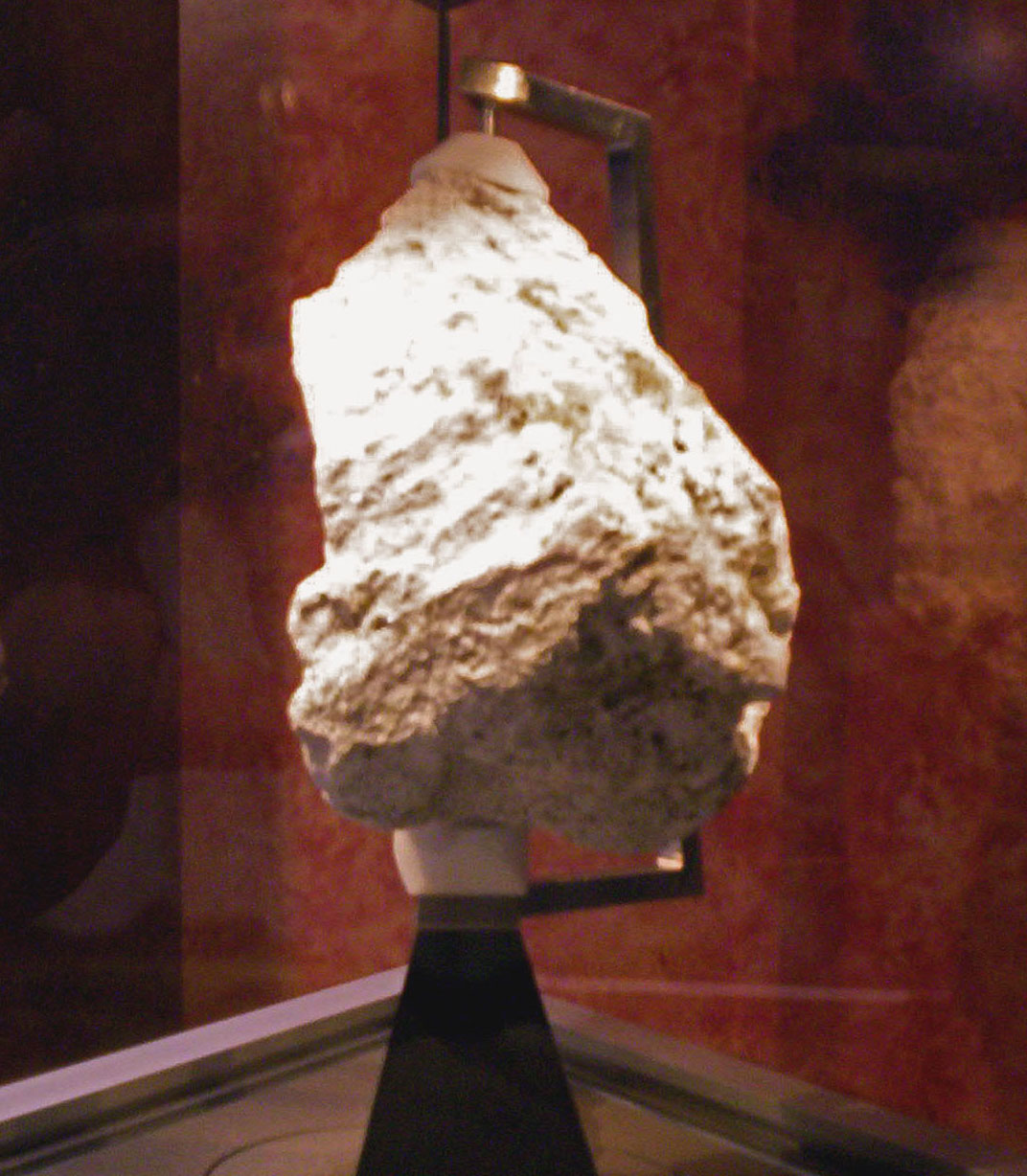
Holdkőzet az Apollo–16 expedícióból

Az Apollo-program során mintegy 382 kilogramm holdkőzetet szállítottak a Földre tudományos elemzésre. A Hold felszínéről származó és az expedíciók során begyűjtött kőzetek legnagyobb része 4,6 és 3 milliárd éves, így a holdkőzetek a Naprendszer korai történetéről hordoznak értékes információt. Az anyagminták megszerzése forradalmi lépést jelentett a kutatásban, hiszen a Hold felszínén található kőzetek mások, mint a földiek. Addig a tudomány a Hold felszínéről még nem rendelkezett anyagmintával, a meteoritok között sem tudtak holdkőzetet azonosítani.
Hazánkba a NASA és az ELTE közötti megállapodás keretében került 15 évvel ezelőtt 1994-ben, néhány grammnyi holdkőzet, egy kézipéldány (6 minta epoxikorongba öntve) és 12 darab vékonycsiszolat formájában. A 18 minta zömmel az Apollo–12 expedícióról származik.
Az anyagot dr. Bérczi Szaniszló gondozza, a Magyar Űrkutatási Iroda által támogatott programban és az ELTE-n működő Kozmikus Anyagokat Vizsgáló Űrkutató Csoport keretében. A holdkőzet mintákat a földtudományi szakos hallgatók oktatásához használják. Időnként a nagyközönség számára is kiállítások keretében bemutatják a Magyarországon található kőzetmintákat.

## A Holdra szállások tagadói
Negyven évvel azután, hogy az ember a Holdra tette a lábát, még mindig vannak olyan vélemények, hogy a Holdra szállás valójában meg sem történt. Az úgynevezett „moon hoax” összeesküvés-elmélet hívei szerint a jelenetet az Arizona-sivatagban vette filmre az amerikai űrkutatási hivatal és a bizonyítékokat a Földön hamisították. A Gallup 1999-es felmérése szerint az amerikaiak 6%-a hitt abban, hogy a holdra szállás hamisítvány volt, 89% nem hitt, és 5% bizonytalan volt. Az elmélet hívei elsősorban különös vagy ellentmondásosnak vélt fényképeket és filmfelvételeket hoznak fel bizonyítékként: például a kitűzött zászló lobogni látszik, az árnyékok iránya nem egyezik meg, ugyanaz a háttér szerepel különböző helyen felvett képeken, és egy kődarabon állítólag egy C betű látható. A kőzetminták valódiságát is megkérdőjelezik. Minden kutató, aki részt vett a kőzetminták vizsgálatában, elismerte, hogy azok valóban földönkívüliek.
A tudósok és műszaki szakértők, illetve a NASA emberei és szakértői egyöntetűen elutasítják az elméletet, és azt állítják, hogy felvételek csak a kellő fotográfiai illetve asztronómiai ismeretek hiányában tűnnek ellentmondásosnak. Ellene szól az is, hogy a szovjetek, illetve bizonyos fokig rádióamatőrök is nyomon követték a holdra szállást, és vannak olyan tárgyi bizonyítékai is, amik nem hamisíthatóak, például a Holdról visszahozott kőzetek vagy az ott elhelyezett tükrök, amik segítségével lézerrel meg tudják mérni a Hold távolságát. A szovjetek sohasem vitatták a holdra szállás tényét. Hatszor jártak űrhajósok a Holdon, és számtalan bizonyíték erejű felvétel született. A 2009. nyarán, a Lunar Reconnaissance Orbiter holdszonda által készített nagy felbontású fényképfelvételeken jól láthatóak a küldetések során hátramaradt eszközök, illetve a holdkompok leszállófokozatai, jó megvilágítási körülmények esetén pedig még az űrhajósok által kitaposott ösvények is.

## Az Apollo program a művészetekben

### Filmművészeti alkotások
- Apolló 13 (1995)[120]

Hollywoodi nagyjátékfilm Ron Howard rendező tolmácsolásában, amely az Apollo–13 veszélybe sodródott űrhajósainak történetét meséli el. A forgatókönyv Jim Lovell Lost Moon: The Perilous Voyage of Apollo 13 (Az elveszett Hold: Az Apollo–13 veszélyes utazása) című könyvének adaptációja. A mű készítésének koncepciója meglehetősen egyedi volt, a rendező úgy döntött, hogy egyetlen eredeti dokumentumfelvételt sem használ és a lehető legvalósabb körülmények között veszi fel a jeleneteket. Ennek érdekében az eredetiekkel megegyező Apollo parancsnoki egység és holdkomp belsőket gyártattak, ezekben forgatták az űrbeli jeleneteket. Emellett a súlytalanságot sem akarták imitálni, a forgatás valódi súlytalanságban történt. Az egyik készlet űrhajó-belső díszletet egy Boeing KC-135 repülőgép belsejébe építették, amely parabolaíveket repülve fél perces időtartamokra súlytalanságot hozott létre a repülő belsejében. A rendező a forgatókönyvbeli jeleneteket 30 másodperces snittekre osztotta, így a film űrjelenetei úgy tűnnek, mintha végig a valós környezetben játszódnának. Az élethűséget fokozta, hogy valódi fagypont körüli hideget is teremtettek az utazás utolsó harmadának bemutatásához.
Főbb szereplők:
- Tom Hanks – Jim Lovell
- Gary Sinise – Ken Mattingly
- Bill Paxton – Fred Haise
- Ed Harris – Gene Kranz
- Kathleen Quinlan – Marilyn Lovell

- A végtelen szerelmesei – Az Apollo-program (From the Earth to the Moon) (1998), (tv-sorozat)[121]

Az Apolló–13 c. mozifilm készítése közben a témához szenvedélyes közelségbe került Tom Hanks és Ron Howard elhatározásából és produceri munkájával, az HBO csatorna megbízásából készült 11 részes tévésorozat, amely az egész Apollo-program történetét öleli fel. A sorozat alapjául Andrew Chaikin: A Man on the Moon című könyve szolgálta, amely legfőképpen a holdutazások emberi oldalát, az űrhajósok életét, érzéseit dolgozta fel. A filmben sem a dokumentarizmus, hanem a teljesítmény emberi oldala volt a fő alkotói szempont. Érdekes technikai újítás volt a holdfelszíni műveleteket bemutató jeleneteknél, hogy az űrhajósokat alakító színészek űrruha jelmezét héliummal töltötték fel, a holdi gyenge gravitáció miatti könnyed mozgás illúziójának megteremtésére. A filmsorozat Emmy-díjat és Golden Globe-díjat nyert 1998-ban.
Részei:
- Képesek vagyunk rá? – A Mercury és a Gemini repülések összefoglalása
- Apollo 1 – Az Apollo–1 tragédiájának története
- A torony üres – Az Apollo–7 története, a program kezdete
- 1968 – Az Apollo–8 holdutazásának története
- Spider – Az Apollo–9 útjának összefoglalása
- Mare Tranqulitatis – Az Apollo–11 történelmi útja
- Ennyi volt az egész – Az Apollo–12 holdexpedíció bemutatása Alan Bean szemüvegén keresztül
- Megszakítjuk programunkat – Az Apollo–13 mentőexpedíciójának története egy, a mozifilmétől teljesen különböző nézőpontból
- Mérföldekre és mérföldekre – Az Apollo–14, illetve Alan Shepard története
- Galileonak igaza volt – Az Apollo–15 expedíciója és az új geológiai kiképzés eredményei
- Az Eredeti Feleségek Klubja – Az űrhajósfeleségekről és a kemény életükről szóló tisztelgés
- Le Voyage dans le la Lune – Az Apollo–17 és a program vége

- Az első ember (First Man) (2018), (mozifilm)[123]

A történet Neil Armstrong életrajzi bemutatása az Apollo–11 1969-es holdra szállását megelőző, illetve előkészítő évek bemutatásával. A mű rendezője Damien Chazelle volt, a forgatókönyvet Josh Singer írta James R. Hansen First Man: The Life of Neil A. Armstrong című életrajzi könyve alapján. A film főszereplőjét, Neil Armstrong űrhajóst Ryan Gosling alakítja, Janet Armstrong szerepében Claire Foy-t láthatjuk. A történet Armstrong berepülőpilótaként töltött hétköznapjaitól – konkrétan egy X–15 repüléssel – indul és az éltút főbb állomásain – repülőgépes sikerek és kudarcok, Karen lánya halála, a Gemini–8 felemás repülése, majd a Holdra szállás képen – vezeti végig a nézőt, sok érzelemmel és konfliktussal színesítve az egyébként az eseményekhez már-már dokumentarista hitelességgel törekvő történetet. A film Golden Globe-díjat nyert a legjobb eredeti forgatókönyv és Oscar-díjat a legjobb vizuális effekt kategóriájában.

### Alan Bean festészete
Alan Bean 1981-ben elhagyta a NASA-t és leszerelt a Haditengerészettől. Sok társától eltérően, aki saját üzletbe fogtak, vagy különböző vállalatok vezető beosztásaiba kerültek, Bean főállású festőművész lett. Még az űrhajóssá válás előtti időkben járt egy stúdiumra, ahol rajzórákat vett, de a művészete akkor válhatott teljessé, amikor nem kellett másra koncentrálnia. Festészete szinte kizárólag a holdprogram témáit öleli fel, saját és társai küldetéseit viszi képre. Művészi módszerei egyediek, az alapvetően szürke holdfelszínt sokszor színesen láttatja, valamint minden képének különleges textúrát ad azzal, hogy a képek alapjául szolgáló táblákra festés előtt láblenyomatokat nyom a holdi űrruha bakancsának talpával és a mintavevőkkel is lenyomatokat vés a képekre. Művészi pályája során több mint 150 képet készített, amelyet főként magángyűjtők vásárolnak meg kollekcióikba.

### Magyar irodalom
- Dancsó Béla: Holdséta – A Holdra szállás története, Novella Kiadó Kft, Budapest, 2004. ISBN 978-963-9442-24-5

### Külföldi irodalom
- Andrew Chaikin: A Man on the Moon, Time-Life Books, Alexandria (Virginia), 1999. ISBN 0-7835-5675-6
- Hamish Lindsay: Tracking Apollo to the Moon, Springer Verlag, London, 2001. ISBN 1-85233-212-3
- Buzz Aldrin, Ken Abraham: Magnificent Desolation, Crown Publishing Group, 2009. ISBN 978-0-307-57746-7
- Alan Bean, Andrew Chaikin: Apollo – An Eyewitness Account, The Greenwich Workshop, 1998. ISBN 0-86713-050-4
- Eugene Cernan, Don Davis: The Last Man on the Moon, St. Martin Griffin, New York, 1999. ISBN 0-312-19906-6

### Magyar oldalak
- Űrvilág online magazin cikkgyűjtemény az Apollo-programról
- Űrvilág online magazin cikkgyűjtemény az Apollo–11 holdra szállásának 40. évfordulóján
- Az USA programjai: Apollo-program
- 35 év után publikusak lesznek az Apolló-program Hold fotói
- Ember a Holdon
- A csillagászat nemzetközi éve, 2009

### Külföldi oldalak
- Az Apollo program hivatalos oldala (angol nyelvű oldalArchiválva 2012. január 28-i dátummal a Wayback Machine-ben
- Eric M. Jones and Ken Glover: The Apollo Lunar Surface Journal – az egyik legteljesebb Apollo gyűjtemény eredeti rádióforgalmazással, magyarázatokkal (angol nyelvű oldal Archiválva 2004. június 18-i dátummal a Wayback Machine-ben
- Exploring the Moon – A Lunar and Planetary Institute elsősorban technikai adatokat tartalmazó gyűjteménye a leszállásokról (angol nyelvű oldal)
- Human Spaceflight Apollo Gallery – A NASA hivatalos képgalériája az Apollo expedíciókról (angol nyelvű oldal) Archiválva 2012. január 6-i dátummal a Wayback Machine-ben
- The Project Apollo Archive – A legteljesebb képgyűjtemény az Apollo-programról (angol nyelvű oldal)
- Project Apollo (Kennedy Space Center) – A floridai Kennedy Űrközpont Apollo adatgyűjteménye (angol nyelvű oldal) Archiválva 2005. február 13-i dátummal a Wayback Machine-ben
- William David Compton: Where No Man Has Gone Before: A History of Apollo Lunar Exploration Missions – online könyv (angol nyelvű oldal)
- Charles D. Benson and William Barnaby Faherty: Moonport: A History of Apollo Launch Facilities and Operations – online könyv (angol nyelvű oldal)
- Courtney G. Brooks. James M. Grimwood and Loyd S. Swenson, Jr.: Chariots for Apollo: A History of Manned Lunar Spacecraft – online könyv (angol nyelvű oldal) Archiválva 2015. október 20-i dátummal a Wayback Machine-ben
- Edgar M. Cortright: Apollo Expeditions to the Moon – online könyv (angol nyelvű oldal) Archiválva 2009. augusztus 25-i dátummal a Wayback Machine-ben
- Az ausztrál Deep Space Network személyzetének visszaemlékezései az Apollo küldetésekre – online esszék (angol nyelvű oldal)
- A tervezett Apollo-leszállóhelyek gyűjteménye (angol nyelvű oldal) Archiválva 2009. július 25-i dátummal a Wayback Machine-ben
- A Google térképei a holdra szállásokról (Magyar nyelvű leírás az origo-n)
- Az Apollo-program helyszínei a GoogleMaps bemutatásában
- Lunar Rock Inventory